# 阿尔法·罗密欧
愛快·羅密歐是一家以意大利米蘭為總部的汽车制造公司，創廠歷史最早可回溯至1910年，並从1986年开始加入菲亚特集團成為成員品牌之一。車廠原名（倫巴底無記名汽車製造廠），但在1916年出身拿波里的實業家尼古拉·羅密歐入主該車廠，並將自己的家族名加入車廠名稱中，而成為今日的阿尔法·罗密欧；但隨着愛快羅密歐的母公司 — 快意佳士拿汽車於2020年與標緻雪鐵龍集團合併，並於翌年正式成立斯泰蘭蒂斯集團，愛快羅密歐便順理成章地為該集團旗下的子品牌。
Alfa Romeo的商標中那條吞食人的蛇代表西元五世紀時米蘭維斯孔蒂家族建立者所殺掉的蛇，十字是代表維斯孔蒂家族曾參加十字軍東征，後來成為義大利米蘭市的市徽。
今日的愛快車廠主要是以製造造型風格前衛、注重操控與性能的運動型跑車、轎車或休旅車產品著稱。

## 名稱與標志

### 名称
公司名称由原名"A.L.F.A."（"Anonima Lombarda Fabbrica Automobili"——"伦巴底無記名汽车制造厂"）和企业家尼古拉·罗密欧（Nicola Romeo）的姓氏组合而成，他于1915年接管了公司。

### 原始徽标

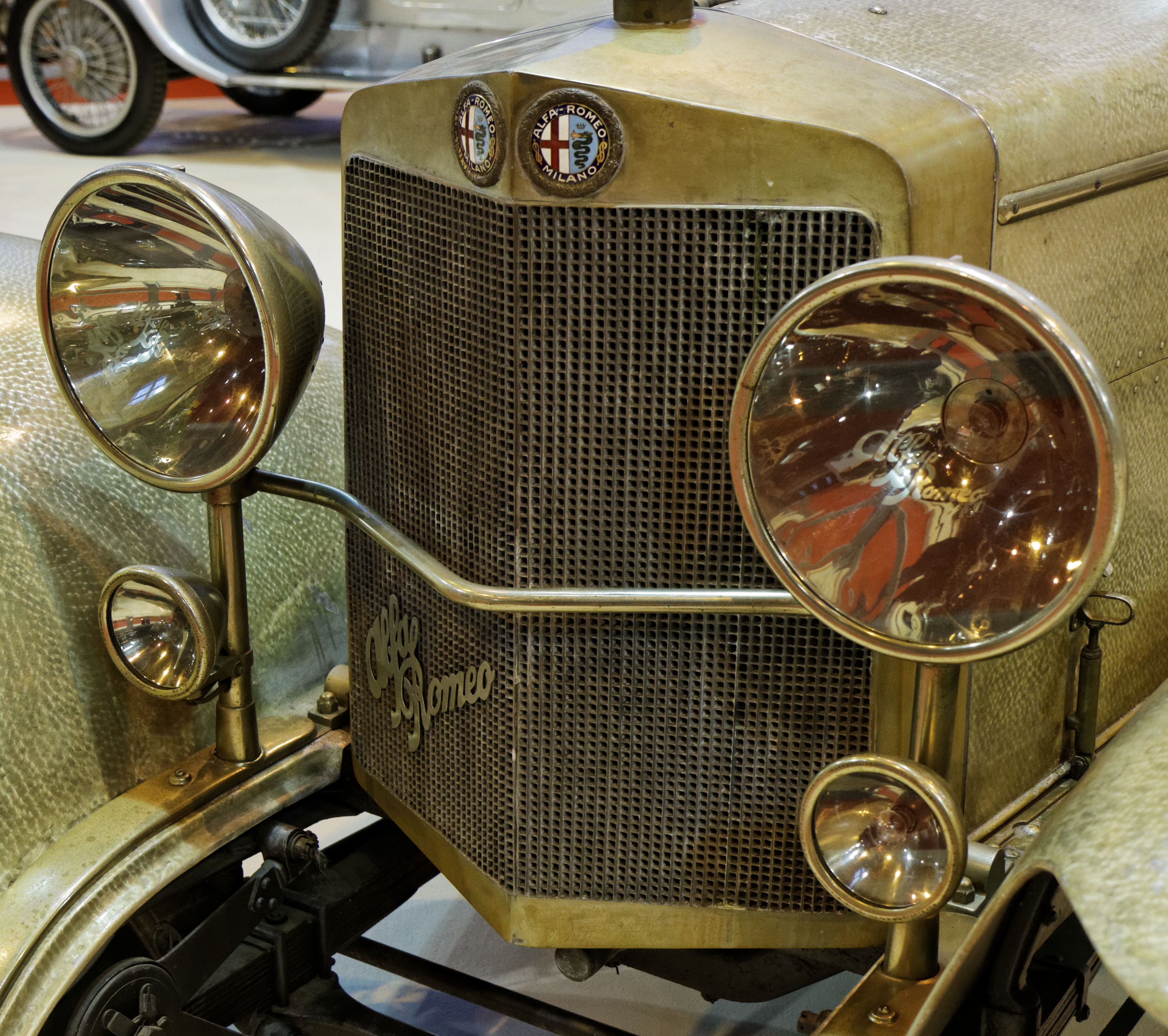
1925-1945年间使用的月桂环绕徽标（1925年款阿尔法·罗密欧RL SS车型）

阿尔法·罗密欧的标志融合了两个源于其诞生地米兰的纹章：米兰城徽中的红色十字，以及象征14世纪统治米兰的维斯孔蒂家族的biscione图案——一条吞噬儿童的巨蛇。
该标志最初由A.L.F.A.技术办公室的年轻制图师Romano Cattaneo于1910年设计。

#### 设计起源
1910年6月，当Società Anonima Darracq重组为Anonima Lombarda Fabbrica Automobili并准备推出首款车型24 HP时，董事会要求总工程师朱塞佩·梅罗西设计散热器格栅徽标。梅罗西的助手Cattaneo从斯福尔扎城堡大门上的纹章获得灵感，将biscione图案融入设计。最终方案包含：左侧白底红字的米兰十字，右侧浅蓝底的绿色biscione蛇徽，外围蓝色圆环顶部标有"ALFA"，底部为"MILANO"。为致敬意大利王国，两个单词间用象征萨伏依王朝的萨伏依结分隔。
1918年公司被尼古拉·罗密欧收购后，"ALFA"字样改为"ALFA-ROMEO"。1925年为庆祝阿尔法·罗密欧P2赢得首届世界制造商锦标赛，徽标外围增加了银质月桂花环（持续使用至1982年）。

#### 战后演变
1946年意大利废除君主制后，萨伏依结被曲线装饰取代。1972年随着Alfasud成为首款米兰以外生产的车型，徽标删除了"Milano"字样和连字符。1982年徽标取消月桂花环，金色字体取代镀铬装饰，这一设计沿用至2015年。

#### 2015年重塑
2015年6月24日品牌105周年之际，配合Giulia发布，新徽标在阿尔法·罗密欧博物馆亮相。新版由Robilant Associati设计，色彩简化为三色：蛇徽绿、十字红与圆环深蓝，背景改为统一银色纹理。

### 四叶草
自1923年起，quadrifoglio（四叶草）徽章既是赛车象征，二战后也成为高性能量产车的标识。该标志通常位于前翼子板，由四叶绿草（或金色）与白色三角组成。

#### 历史渊源

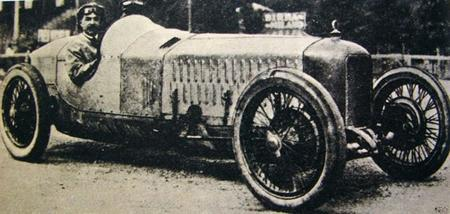
1923年乌戈·西沃奇驾驶阿尔法·罗密欧P1

四叶草标志源于车手乌戈·西沃奇的故事。1923年Targa Florio赛事前，为摆脱"万年老二"魔咒，他在赛车格栅绘制了白底绿色四叶草图案并夺冠。数月后西沃奇在测试未涂装该标志的P1时意外身亡，此后四叶草成为车队护身符，白色方框改为纪念他的三角形。

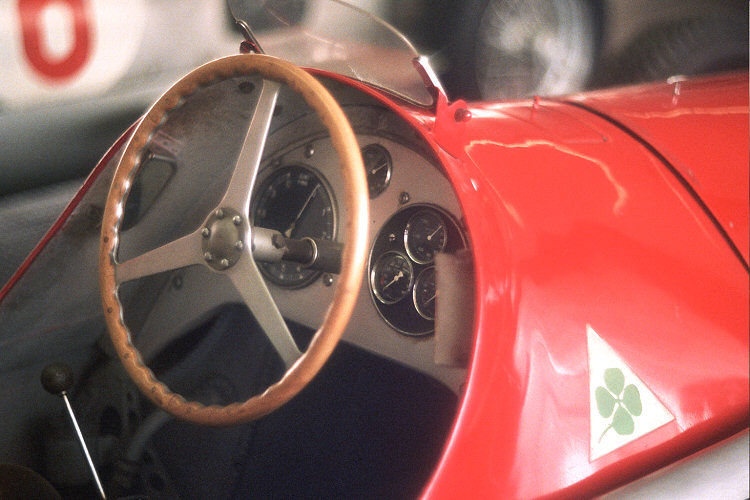
Alfetta 159上的四叶草徽章

#### 现代应用
1963年阿尔法·罗密欧Giulia TI Super成为首款搭载四叶草标识的量产车。1970年代"Quadrifoglio Verde"（绿四叶草）成为各车系性能版本的代名词，同期还推出象征豪华配置的"Quadrifoglio Oro"（金四叶草）版本。2016年发布的Giulia率先推出四叶草高性能版，延续这一传统。

## 历史

### 创立与早期

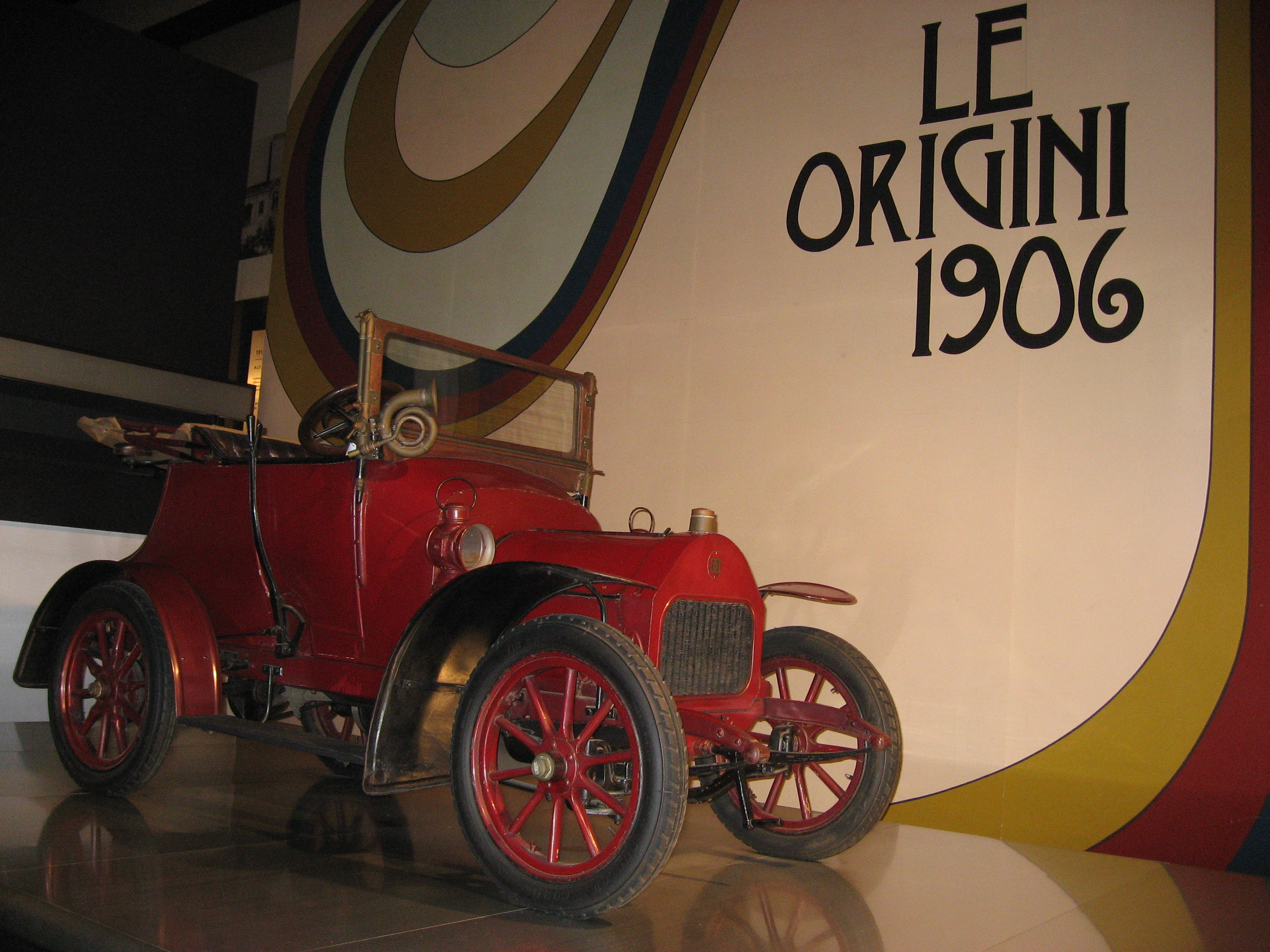
1908年Darracq 8/10 HP，由阿尔法·罗密欧的前身Darracq Italiana组装

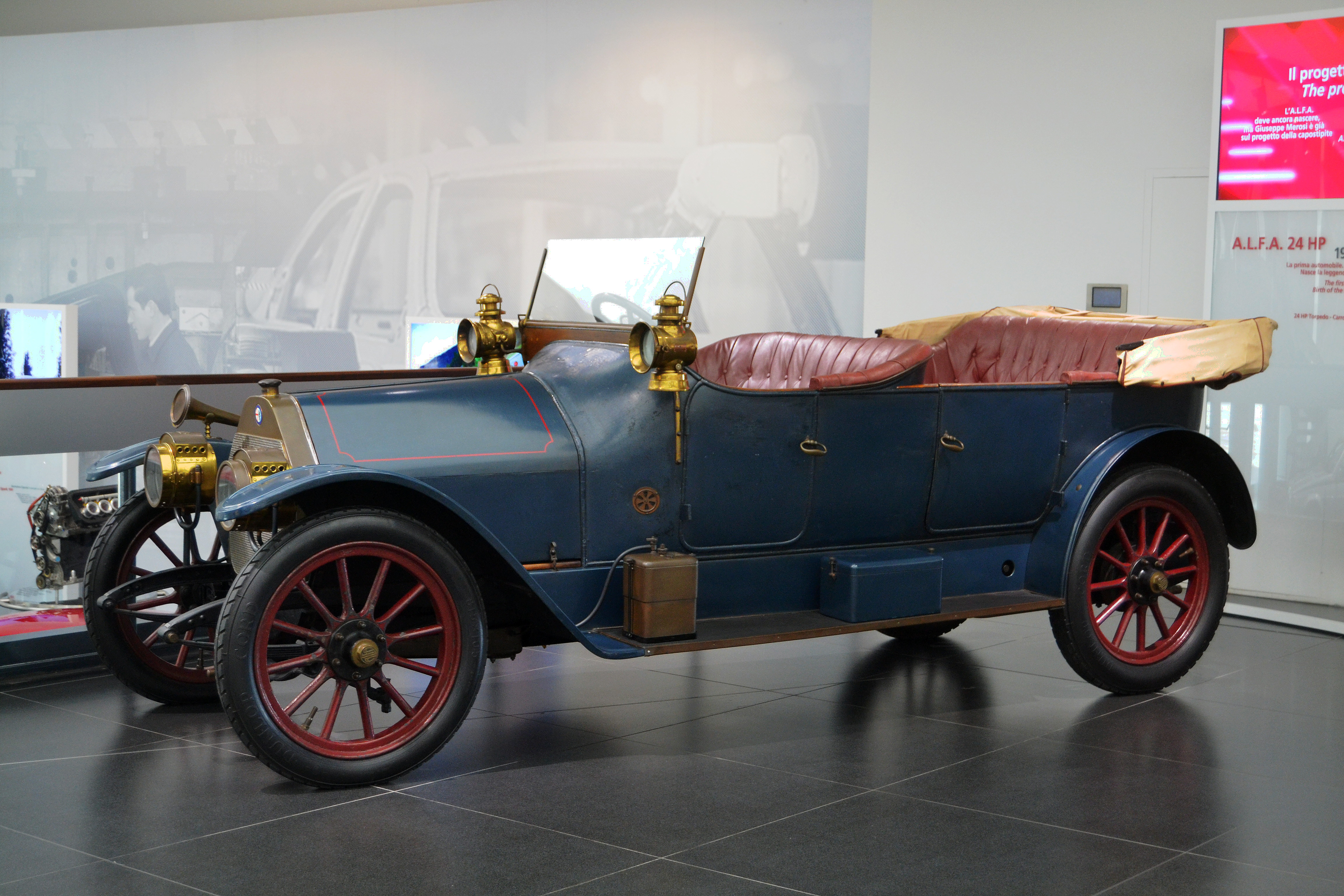
A.L.F.A. 24 hp（此为Castagna 鱼雷型车身）是Anonima Lombarda Fabbrica Automobili（A.L.F.A.）于1910年制造的第一款汽车

A.L.F.A.的第一座工厂建筑位于Società Anonima Italiana Darracq（SAID）的原址，该公司由法国汽车公司Alexandre Darracq与一些意大利投资者于1906年创立。其中一位来自米兰的贵族乌戈·斯特拉（Cavaliere Ugo Stella）于1909年成为SAID的主席。公司最初位于那不勒斯，但在计划中的工厂建设开始之前，Darracq于1906年底决定米兰更为合适，因此在米兰郊区Portello购置了一块土地，建造了一座面积为6,700平方（8,000平方碼）的新工厂。1909年底，意大利Darracq汽车销售缓慢，公司宣告解散。乌戈·斯特拉与其他意大利投资者成立了一家名为A.L.F.A.（Anonima Lombarda Fabbrica Automobili）的新公司，收购了即将解散的意大利Darracq的资产。公司生产的第一款汽车是1910年的24 HP，由1909年聘用的朱塞佩·梅罗西（Giuseppe Merosi）设计，旨在为意大利市场打造更合适的汽车。梅罗西随后设计了一系列新的A.L.F.A.汽车，包括更强大的发动机如40–60 HP。A.L.F.A.涉足赛车运动，车手Franchini和Ronzoni在1911年Targa Florio比赛中驾驶两辆24马力车型参赛。1914年，公司设计并制造了一款先进的Grand Prix赛车GP1914，配备四缸发动机、双顶置凸轮轴、每缸四气门和双点火系统。然而，第一次世界大战的爆发使A.L.F.A.的汽车生产中断了三年。
1915年8月，公司由那不勒斯企业家Nicola Romeo接管，他将工厂转为生产军事装备，为意大利和同盟国的战争服务。战争期间，工厂规模大幅扩大，生产弹药、飞机发动机和其他部件、压缩机以及基于公司现有汽车发动机的发电机。战后，罗密欧将战争利润投资于收购萨龙诺（Costruzioni Meccaniche di Saronno）、罗马（Officine Meccaniche di Roma）和那不勒斯（Officine Ferroviarie Meridionali）的机车和铁路车辆工厂，这些工厂被纳入他的A.L.F.A.所有权。
| 年份 | 汽车 | 工业 车辆 |
| ---- | ---- | --------- |
| 1934 | 699  | 0         |
| 1935 | 91   | 211       |
| 1936 | 20   | 671       |
| 1937 | 270  | 851       |
| 1938 | 542  | 729       |
| 1939 | 372  | 562       |

起初并未考虑恢复汽车生产，但由于1915年A.L.F.A.工厂仍留有105辆汽车的零部件，生产于1919年恢复。1920年，公司名称改为阿尔法·罗密欧，首款以新名称命名的汽车是Torpedo 20–30 HP。他们的首次成功是在1920年，Giuseppe Campari在Mugello获胜，随后Enzo Ferrari驾驶的赛车在Targa Florio中获得第二名。朱塞佩·梅罗西继续担任首席设计师，公司继续生产可靠的公路车以及成功的赛车（包括40–60 HP和RL Targa Florio）。
1923年，Vittorio Jano从菲亚特被挖角，部分原因是年轻的阿尔法赛车手恩佐·法拉利的劝说，接替梅罗西成为阿尔法·罗密欧的首席设计师。贾诺设计的第一款阿尔法·罗密欧是P2 Grand Prix赛车，该车在1925年为阿尔法·罗密欧赢得了首届世界锦标赛冠军。对于公路车，贾诺开发了一系列基于P2单元的中小型排量4缸、6缸和8缸直列发动机，确立了公司发动机的架构，采用轻合金结构、半球形燃烧室、中央火花塞、每缸两排气门和双顶置凸轮轴。贾诺的设计既可靠又强大。
恩佐·法拉利证明了自己更擅长团队管理而非驾驶，当工厂车队私有化后，它成为Scuderia Ferrari。法拉利离开阿尔法·罗密欧后，开始制造自己的汽车。Tazio Nuvolari经常为阿尔法驾驶，在第二次世界大战前赢得了许多比赛。

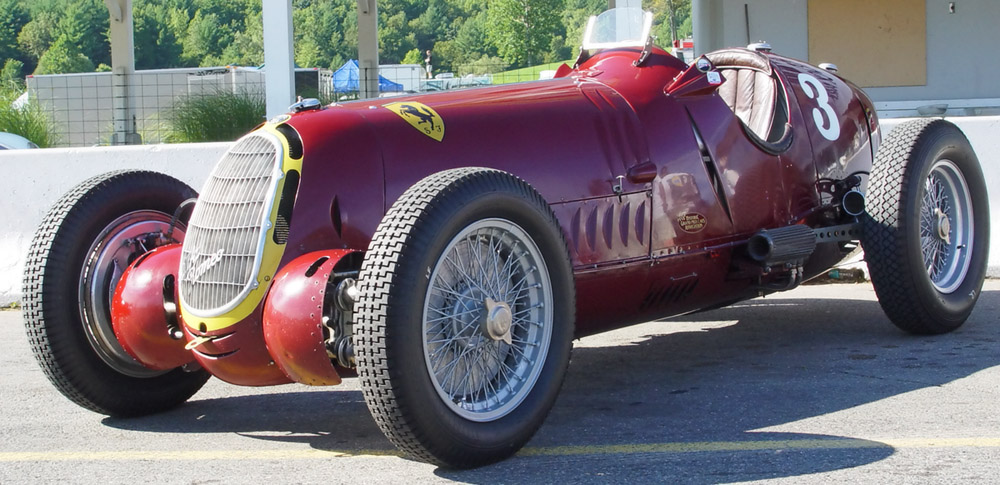
Alfa Romeo 8C 2900 Scuderia Ferrari

1928年，尼古拉·罗密欧离开，1933年阿尔法·罗密欧被政府接管，政府随后实际控制了公司。阿尔法·罗密欧成为墨索里尼意大利的国家象征。在此期间，它为富人定制车辆，车身通常由Carrozzeria Touring或宾尼法利纳设计。这一时代的巅峰是阿尔法·罗密欧2900B Type 35赛车。
阿尔法工厂（战时转为生产Macchi C.202 Folgore发动机：授权生产的戴姆勒-奔驰600系列）在第二次世界大战期间遭到轰炸，战后难以恢复盈利。豪华车辆停产。从1954年开始，公司开始生产小型、量产的车辆，推出了Giulietta系列的berline（轿车）、双门轿跑和敞篷两座车。所有三种车型共享后来成为阿尔法·罗密欧顶置双凸轮四缸发动机，最初排量为1300 cc。这款发动机最终扩大到2000 cc，并一直生产到1995年。
当我看到一辆阿尔法·罗密欧驶过时，我会脱帽致敬。——亨利·福特1939年与Ugo Gobbato的谈话

### 战后

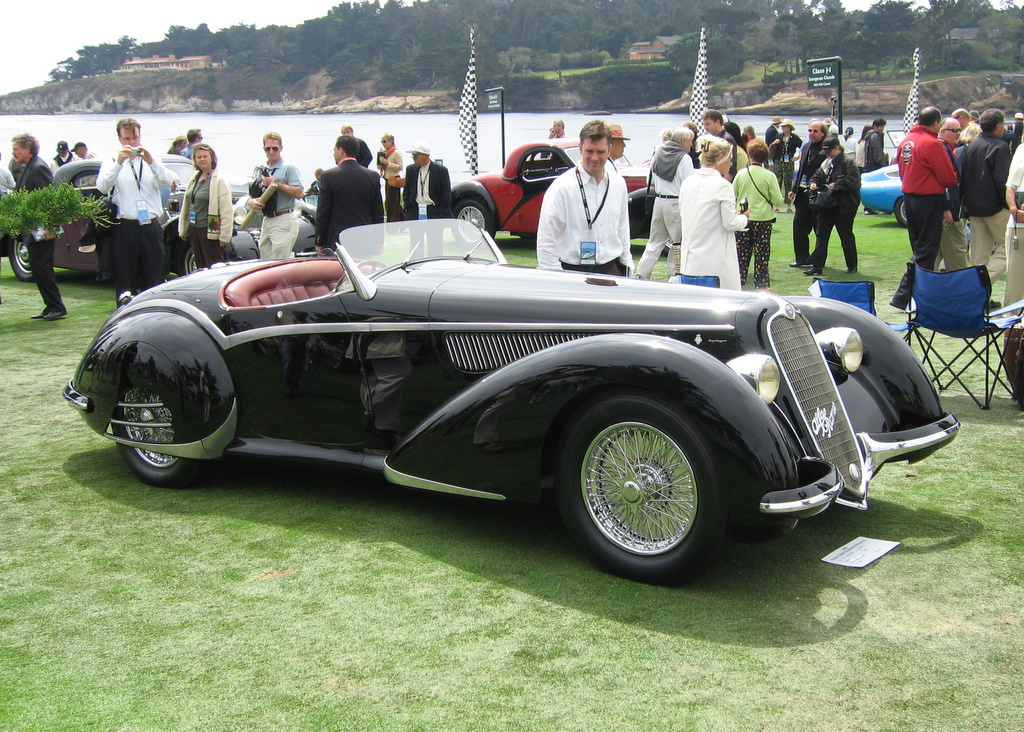
8C 2900B Touring Spider（1937年）

第二次世界大战后赛车运动恢复，阿尔法·罗密欧成为Grand Prix赛事中难以击败的车型。F1新规则为单座赛车提供了理想的环境，阿尔法·罗密欧的Tipo 158 Alfetta（由战前的voiturette改装而来）在1950年由Giuseppe Farina驾驶赢得了首届F1冠军。Juan Manuel Fangio在1951年为阿尔法赢得了连续第二个冠军。
1952年，阿尔法·罗密欧尝试了其第一款前轮驱动紧凑型汽车"Project 13–61"。它具有与现代前轮驱动汽车相同的横置前驱布局。阿尔法·罗密欧在1950年代末基于Project 13–61进行了第二次尝试。它本应称为Tipo 103，类似于其受欢迎的阿尔法·罗密欧Giulia的缩小版。然而，由于战后意大利的财政困难，Tipo 103从未投产。如果阿尔法·罗密欧生产了它，它将比Mini更早成为第一款"现代"前轮驱动紧凑型汽车。1950年代中期，阿尔法·罗密欧与巴西的Matarazzo集团达成协议，创建一家名为Fabral（Fábrica Brasileira de Automóveis Alfa，"巴西阿尔法汽车工厂"）的公司，在当地生产Alfa Romeo 2000。在获得政府批准后，Matarazzo在巴西总统Juscelino Kubitschek的压力下退出，国有公司FNM于1960年开始生产该车，命名为"FNM 2000"。

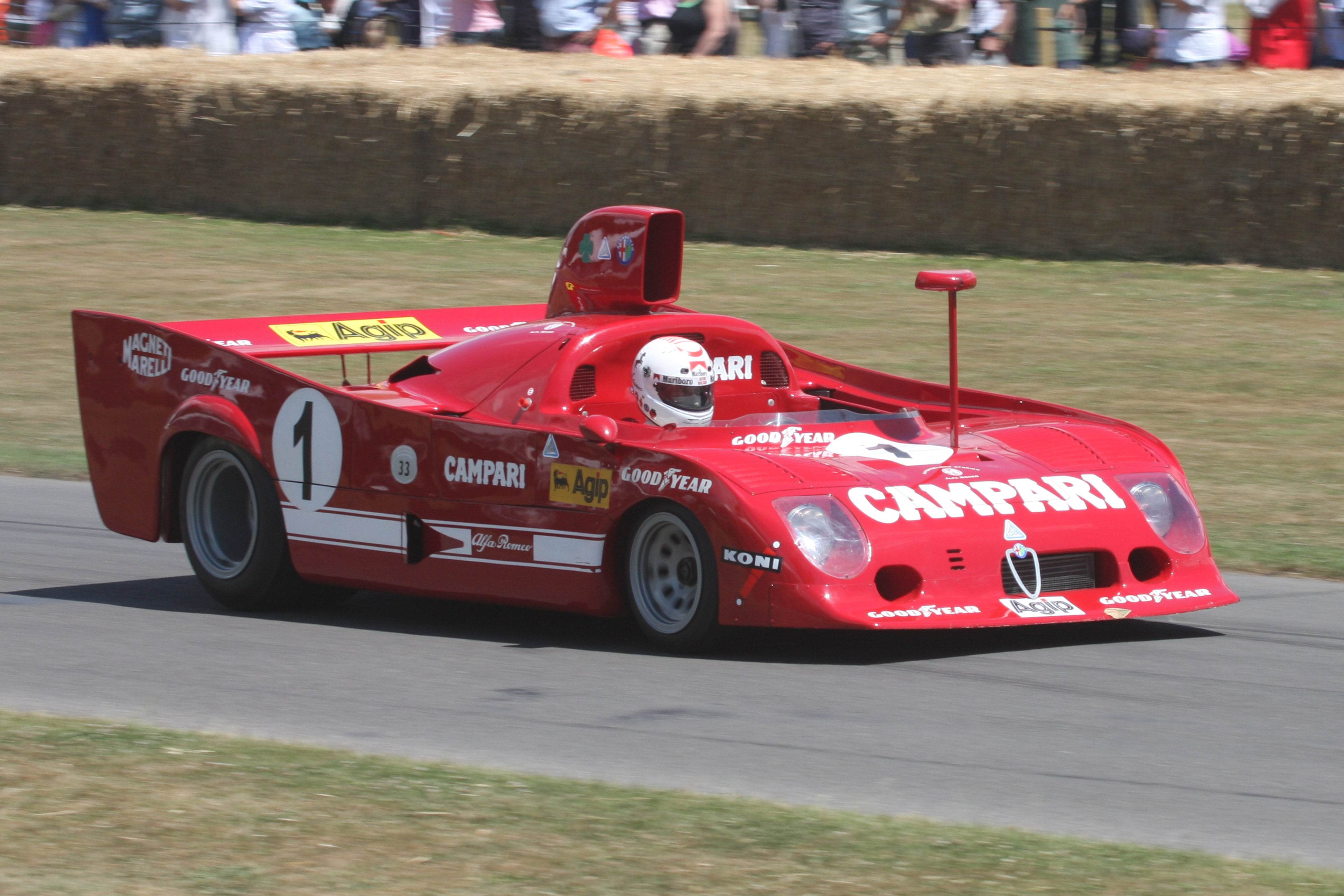
Alfa Romeo Tipo 33TT12

1960年代，阿尔法·罗密欧专注于使用量产车参加赛车运动，包括GTA（Gran Turismo Allegerita的缩写），这是由Bertone设计的双门轿跑的铝制车身版本，配备强大的双火花塞发动机。在其他胜利中，GTA在1966年赢得了首届美国跑车俱乐部的Trans-Am锦标赛冠军。1970年代，阿尔法·罗密欧专注于原型跑车比赛，使用Tipo 33，并在1971年取得早期胜利。最终，Tipo 33TT12在1975年为阿尔法·罗密欧赢得了世界锦标赛冠军，Tipo 33SC12在1977年赢得了世界跑车锦标赛冠军。
由于阿尔法·罗密欧是一家国家控制的公司，它经常受到政治压力。为了帮助意大利南部工业化，阿尔法·罗密欧的新紧凑型汽车将在坎帕尼亚的Pomigliano d'Arco新建工厂生产。甚至汽车的名字Alfa Sud（南方阿尔法）也反映了它的生产地。1968年1月18日，一家名为"Industria Napoletana Costruzioni Autoveicoli Alfa Romeo-Alfasud S.p.A."的新公司成立，其中90%属于阿尔法·罗密欧，10%属于政府控制的控股公司Finmeccanica。这座工厂是在法国的1968年抗议和意大利的炎热秋天之后建造的，从未"真正启动"。员工主要来自建筑行业，没有接受过工厂工作的培训，而劳资关系一直存在问题。1970年代，Pomigliano工厂的缺勤率为16.5%，最高达到28%。
到1970年代，阿尔法·罗密欧再次陷入财务困境，1980年公司的产能利用率约为60%。由于阿尔法·罗密欧由意大利政府所有的Istituto per la Ricostruzione Industriale（IRI）控制，达成了一项协议，允许工人工资的四分之一通过国家失业机构支付，以便阿尔法的工厂每两个月停工两周。老化的产品线和极低的生产率，加上近乎永久性的工业动荡和意大利的高通胀率，使阿尔法·罗密欧一直处于亏损状态。其他创新措施也被尝试用于支撑阿尔法，包括由当时的阿尔法总裁埃托雷·马萨切西（Ettore Massacesi）和总理Francesco Cossiga支持的与日产（Nissan）的合资企业，但最终未能成功。到1986年，IRI遭受了严重亏损——阿尔法·罗密欧在过去13年中一直未能盈利——IRI总裁Romano Prodi将阿尔法·罗密欧挂牌出售。Finmeccanica作为IRI及其前身的机械控股部门，自1932年以来一直拥有阿尔法·罗密欧。普罗迪首先接触了同为意大利制造商的菲亚特，后者提出与阿尔法成立合资企业。

### 菲亚特收购
当福特提出收购部分阿尔法·罗密欧并重组公司，同时逐步增加其持股比例时，菲亚特撤回了与阿尔法·罗密欧成立合资企业的计划。然而，菲亚特选择提出收购阿尔法·罗密欧全部股份并向意大利工人提供工作保障的报价，这是福特不愿匹配的条件。菲亚特的收购将使阿尔法·罗密欧保留在意大利人手中，这对各方都有利。1986年，交易完成，阿尔法·罗密欧与传统竞争对手蓝旗亚合并为菲亚特的Alfa Lancia Industriale S.p.A.早在1981年，阿尔法·罗密欧时任总裁埃托雷·马萨切西就曾表示，阿尔法永远不会使用菲亚特发动机——发动机在很大程度上是阿尔法·罗密欧的象征——但很乐意在其他方面全面合作。
1990年代以后生产的车型将阿尔法前卫的设计和运动风格的传统优势与产品合理化的经济效益相结合，包括147掀背车的"GTA"版本、由Giugiaro设计的Brera，以及一款名为8C Competizione的高性能异国情调跑车（以阿尔法战前最成功的运动和赛车之一，1930年代的8C命名）。
2005年，玛莎拉蒂从法拉利回购，现由菲亚特完全控制。菲亚特集团随后将玛莎拉蒂和阿尔法·罗密欧合并为一个运动和豪华部门。这两者之间有计划的战略关系；共享发动机、平台和可能的经销商。
2007年初，菲亚特汽车公司（Fiat Auto S.p.A.）重组，成立了四家新的汽车公司：菲亚特汽车公司（Fiat Automobiles S.p.A.）、阿尔法·罗密欧汽车公司（Alfa Romeo Automobiles S.p.A.）、蓝旗亚汽车公司（Lancia Automobiles S.p.A.）和菲亚特轻型商用车公司（Fiat Light Commercial Vehicles S.p.A.）。这些公司由菲亚特集团汽车公司（Fiat Group Automobiles S.p.A.，2007年后更名为FCA Italy S.p.A.）全资拥有。

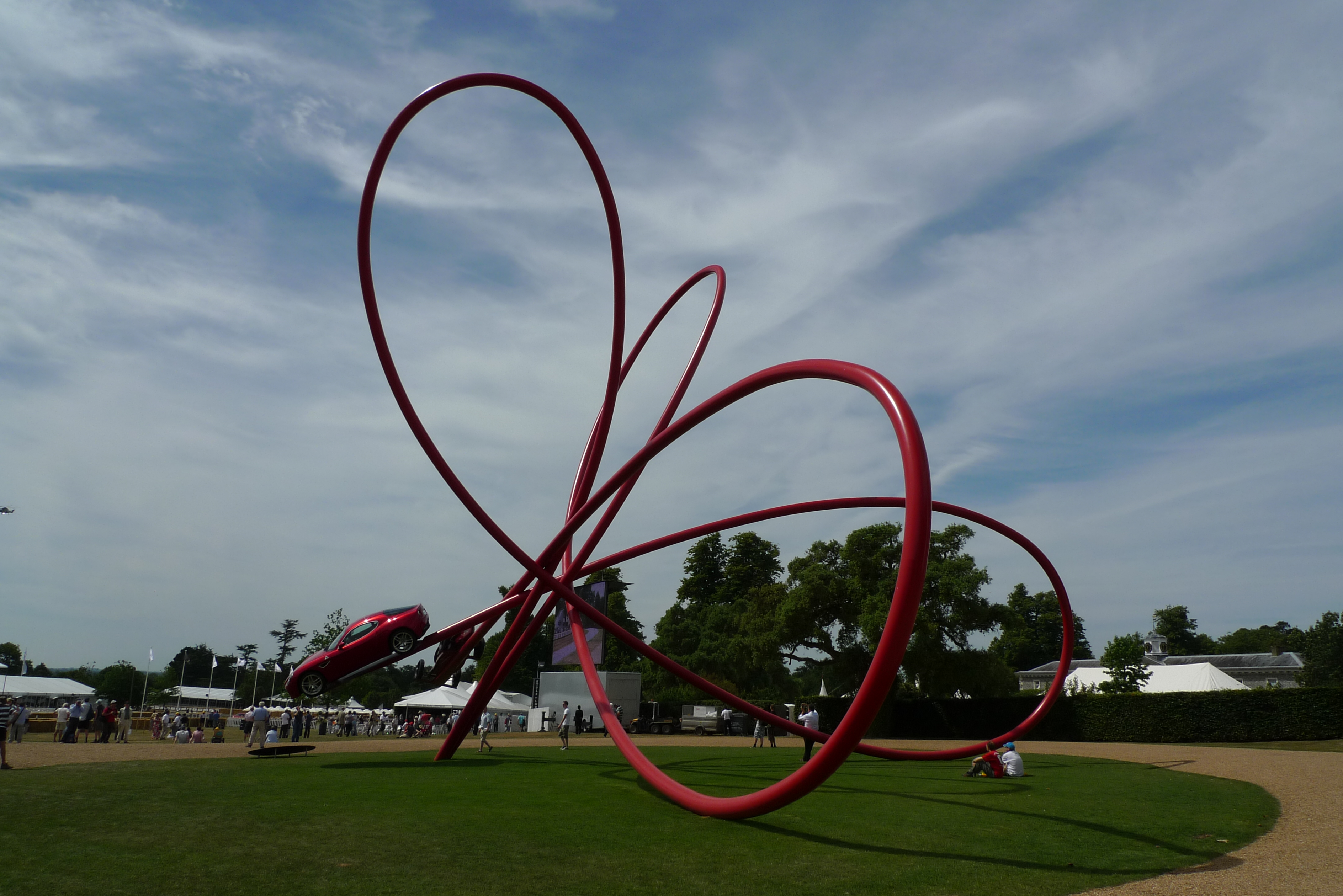
纪念阿尔法·罗密欧100周年的雕塑

2010年6月24日，阿尔法·罗密欧庆祝成立100周年。

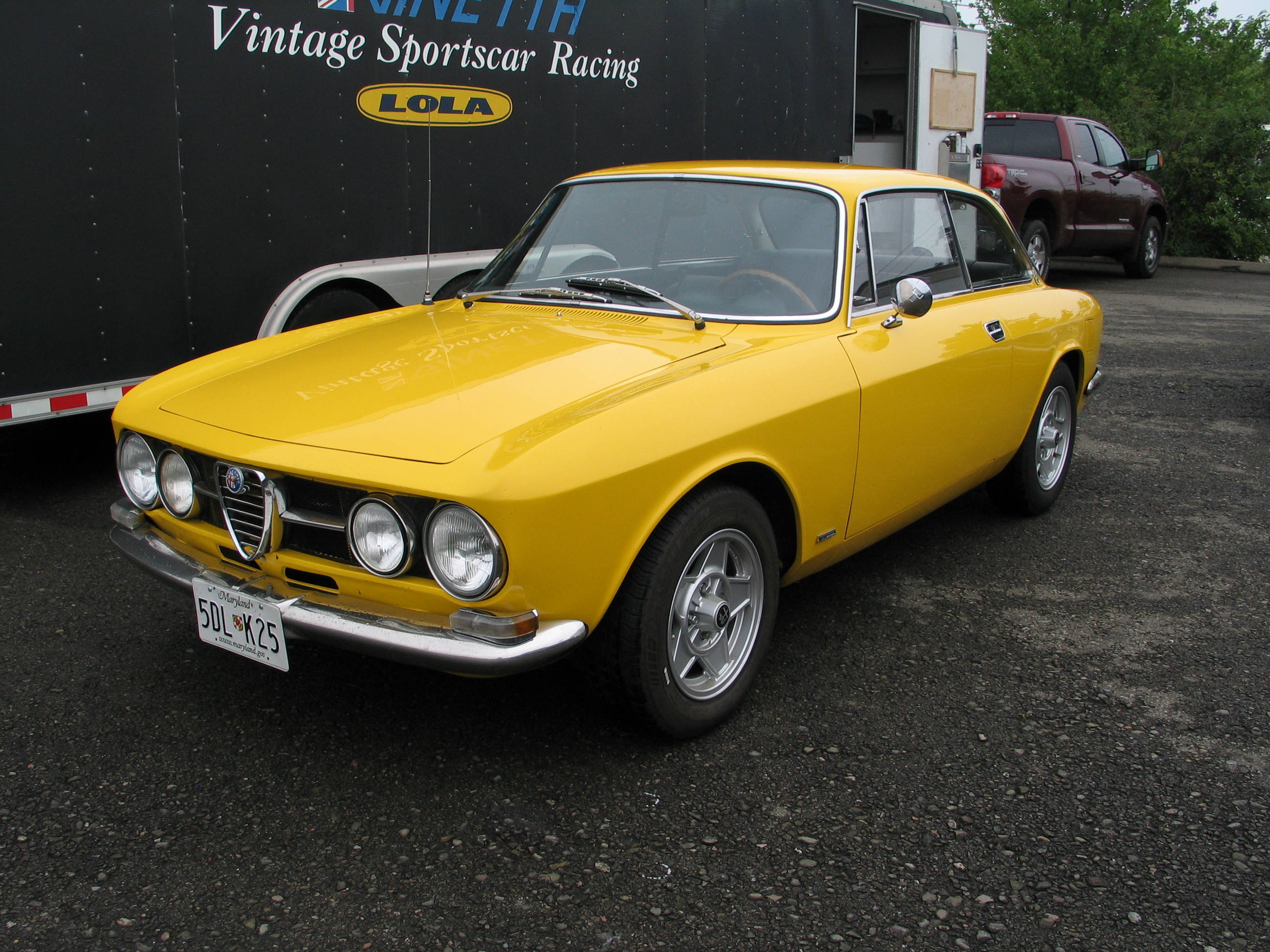
1750 GT Veloce 1967-1971

## 设计与技术

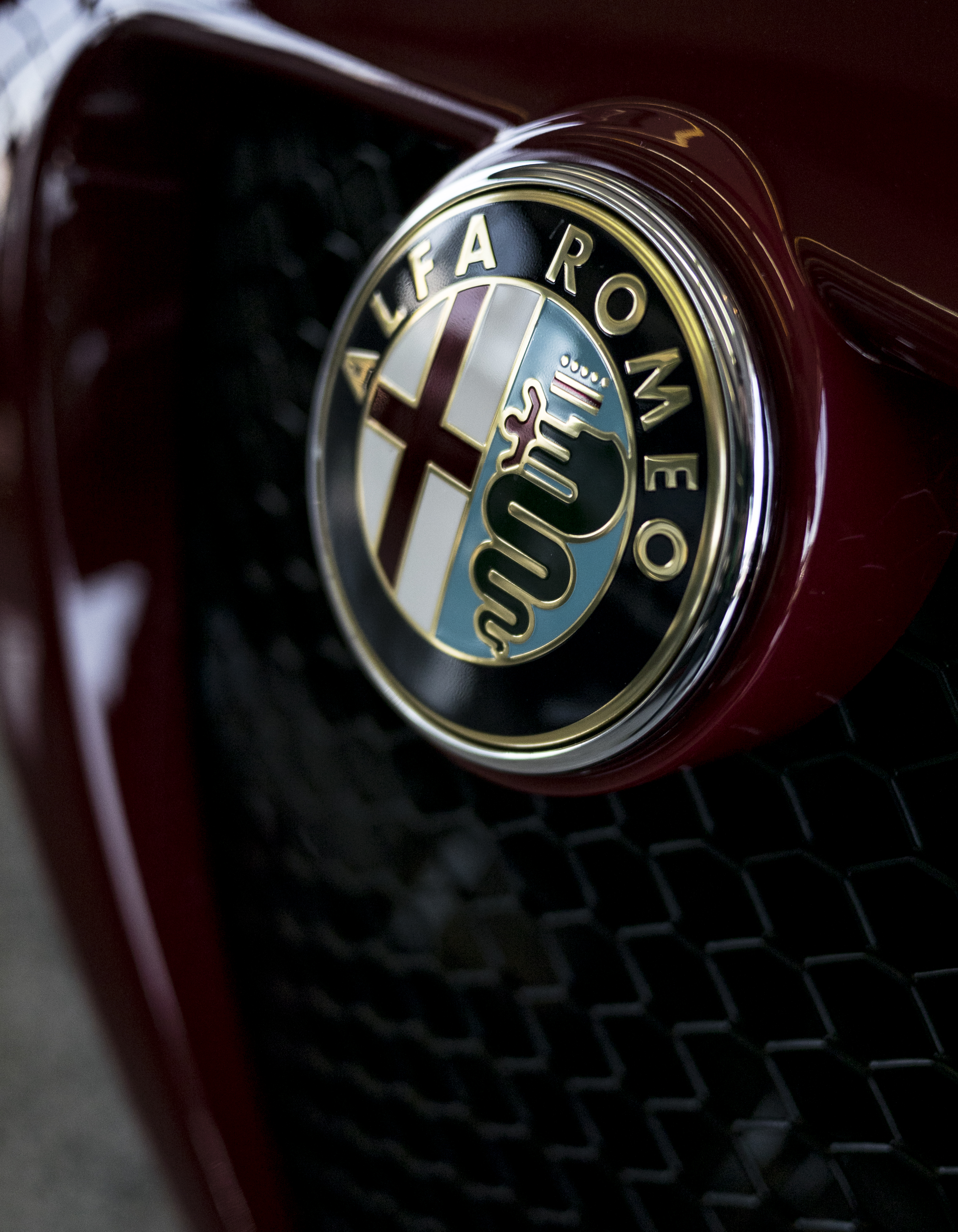
阿尔法·罗密欧4C上的品牌徽标

### 技术沿革
阿尔法·罗密欧在历史上首创多项汽车技术：1914年Grand Prix赛车首次应用其标志性的双顶置凸轮轴发动机，首款搭载该发动机的量产车6C 1500 Sport则于1928年问世。
1940年Mille Miglia赛事中，阿尔法·罗密欧在阿尔法·罗密欧6C 2500 "Ala spessa"车型上测试了早期电子燃油喷射系统（Caproni-Fuscaldo），采用六组电动喷油器与半高压循环燃油泵。
1969年北美市场车型搭载SPICA机械燃油喷射系统，1982年升级为2.0升博世电喷系统。1980年阿尔法·罗密欧Spider在美国市场率先应用机械式可变气门正时技术，1983年后全系升级为电子控制版本。
105系列Giulia率先应用全轮盘式制动和塑料散热器水箱，并保持同级最低风阻系数。后续Alfetta 2000和GTV延续创新传统，采用50:50重量分配、标配合金轮毂及变速驱动桥设计。
现代创新包括：CAD全程设计的阿尔法·罗密欧164，156车型搭载的Selespeed拨片换挡系统（该车同时是全球首款采用共轨柴油发动机的乘用车）。2009年MiTo引入Multiair电液可变气门技术，2016年阿尔法·罗密欧Giulia则首发电控刹车系统。

### 车身设计

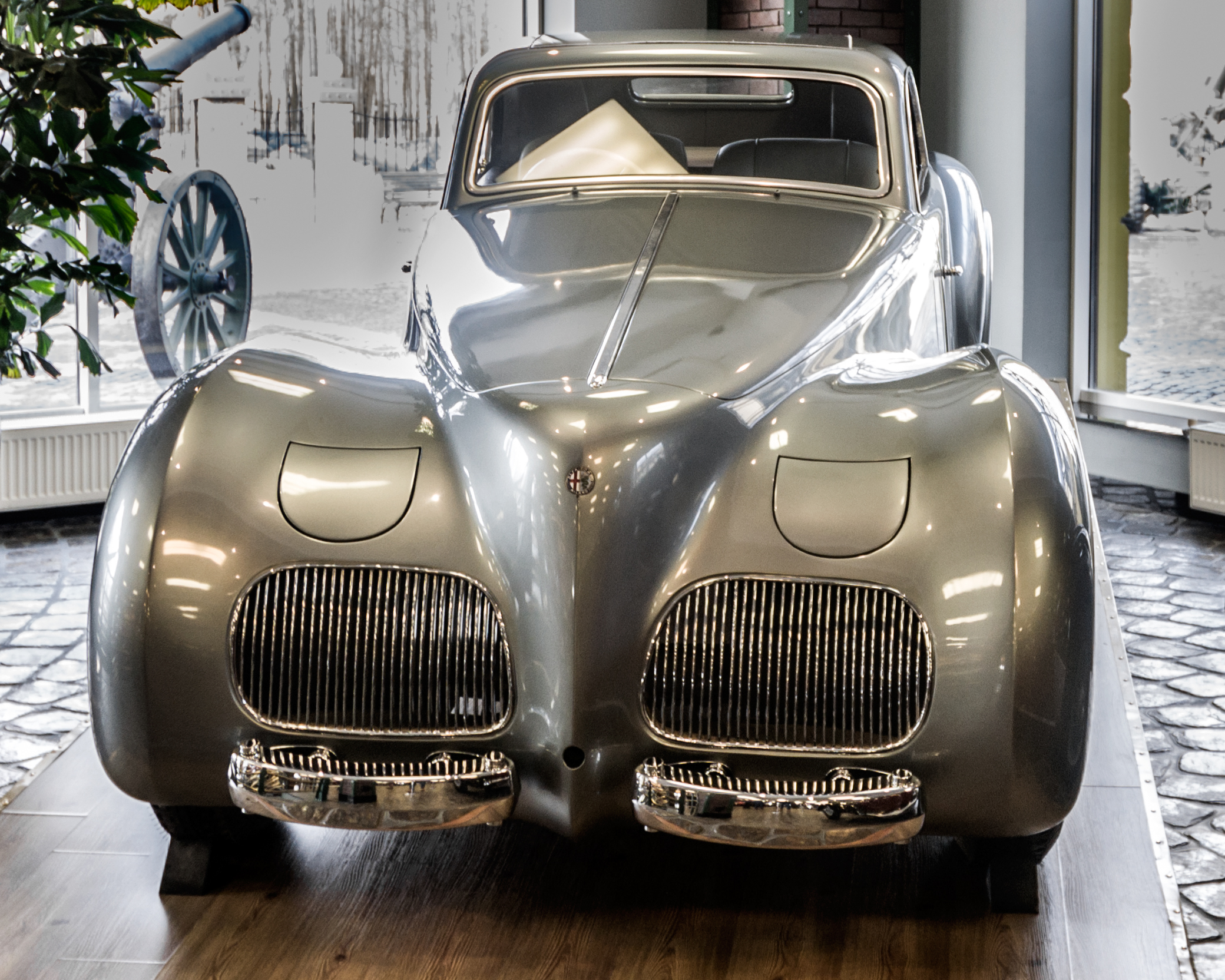
扎多罗日尼技术博物馆藏阿尔法·罗密欧6C 2500 SS（1939年，序列号913.008）

意大利多家著名设计工作室为阿尔法·罗密欧打造过概念车与量产车型，包括：
博通、乔治亚罗/Italdesign、宾尼法利纳、Zagato、阿尔法·罗密欧设计中心
其设计理念常被同业借鉴：

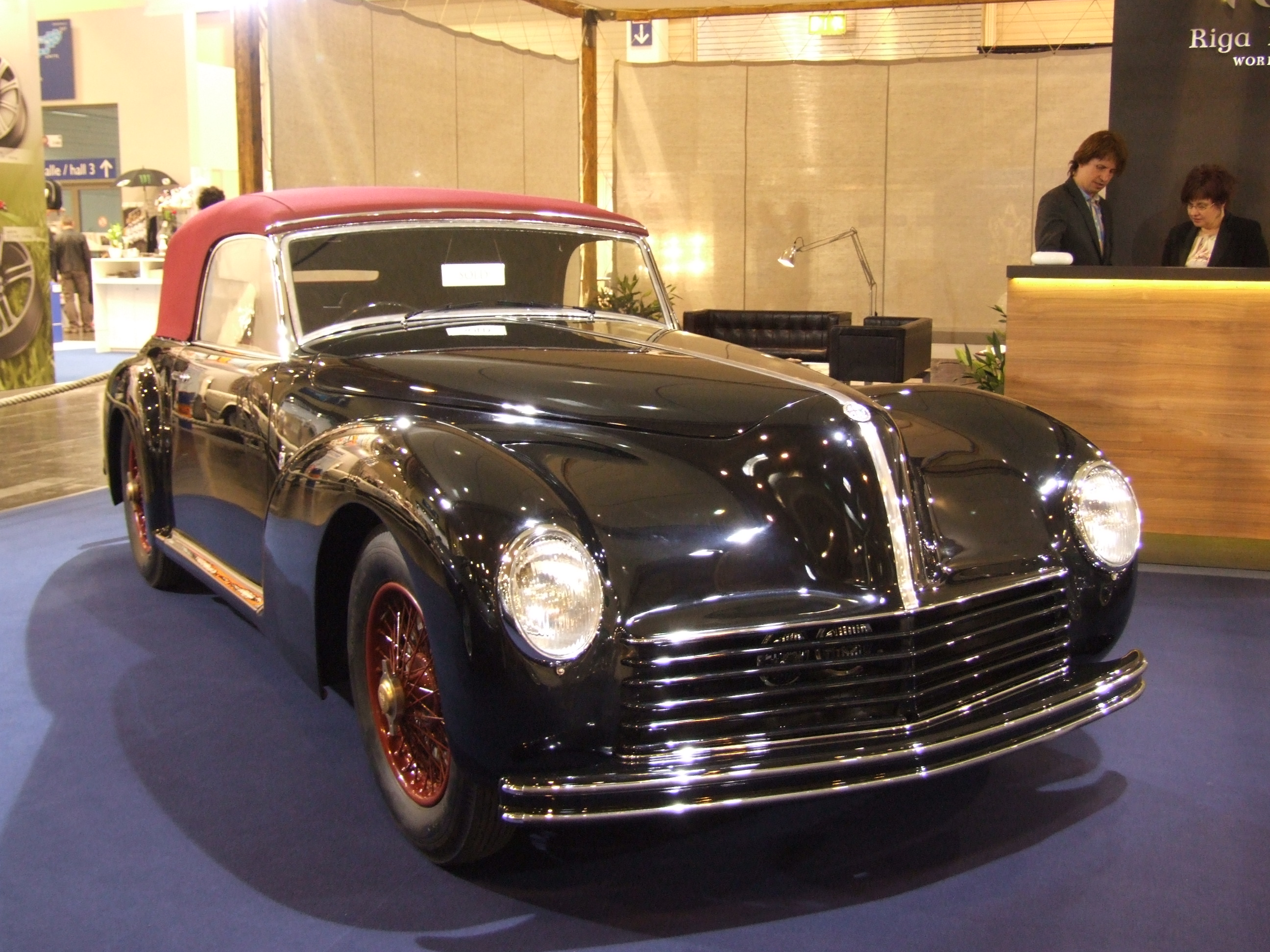
阿尔法6C 2500 S

1960年代空气动力学：116系列Giulia的风阻系数树立标杆，丰田等厂商曾效仿其造型
1970年代保险杠整合：为符合美国碰撞标准，阿尔法·罗密欧开创保险杠与车身一体化设计，该技术最终在1980年代阿尔法·罗密欧75上臻于完善，德日车企广泛借鉴
1980年代阿尔法·罗密欧164：首次全流程应用CAD/CAM技术，其设计语言持续影响现代阿尔法车型，车载计算机系统的深度整合也被业界跟进
1990年代伪双门设计：阿尔法·罗密欧156和147通过隐藏式后门把手营造双门视觉效果，本田新一代思域与马自达RX-8、雷诺Clio V均有类似设计
2000年代Brera与159：乔治亚罗的设计证明概念车可通过CAD系统快速转化为量产车型，影响当代轿跑设计潮流

### 概念车
1950年代B.A.T.系列
Berlina Aerodinamica Tecnica（技术空气动力学轿车）由博通设计，基于阿尔法1900 Sprint底盘验证流线型设计对性能的影响。后期B.A.T. 11概念车则衍生自8C Competizione。
1960-1970年代Tipo 33衍生产品
以高转速2000cc V8发动机为核心的Tipo 33赛车催生多款概念车，其中两款最终量产：
甘迪尼/博通Carabo（1968）——为兰博基尼Countach奠定设计基调
甘迪尼/博通Montreal概念车（1967）——在1967年蒙特利尔世博会亮相后，演变为搭载Tipo 33发动机变体的量产版阿尔法·罗密欧Montreal
乔治亚罗/博通Navajo（1976）——全玻璃纤维车身，展现"折纸"式平面设计美学
1980年代至今现代概念
阿尔法·罗密欧概念车通常经适应性修改后投入量产，如Zagato SZ、GTV、Spider、Brera和159等车型均延续概念车的设计精髓。

## 汽车产品

### 当前车型
|  | 茱莉亚 | 斯泰尔维奥 | 托纳莱 | 33 斯特拉达莱 | 朱尼奥尔 |
|  | ------ | ---------- | ------ | ------------- | -------- |
|  |        |            |        |               |          |

茱莉亞
新款Alfa Romeo Giulia (952)于2015年6月24日在阿雷佐的阿尔法罗密欧历史博物馆对外发布。这一天恰逢公司成立105周年，并且推出了新版标志。2018年的销量约为每年34,000辆，然后在2019年降至每年20,000辆。
斯泰维奥
Alfa Romeo Stelvio在2016年洛杉矶车展上首次亮相。斯泰尔维奥是Alfa Romeo生产的第一款SUV，竞争对手包括保时捷Macan、捷豹F-Pace、奥迪Q5、梅赛德斯-奔驰GLC和BMW X3。它是目前Alfa销量最高的车型，2019年不到40,000辆。
托纳莱
托纳莱是一款紧凑型跨界SUV（C级），于2022年3月推出，这是该品牌六年来推出的第一款新车型，也是Stellantis品牌下推出的第一款车型。
Alfa Romeo 33 Stradale
Alfa Romeo 33 斯特拉达莱于2023年8月30日首次亮相，计划于2024年6月发布，限量生产33辆。这款车是对1967年的Alfa Romeo 33 斯特拉达莱的致敬。
Alfa Romeo Junior
朱尼奥（之前叫米兰）是一款次紧凑型跨界SUV（B-segment），于2024年4月推出。这是该品牌首款B级SUV，也是其首款电池电动车。

### 历代车型列表
阿尔法·罗密欧车型

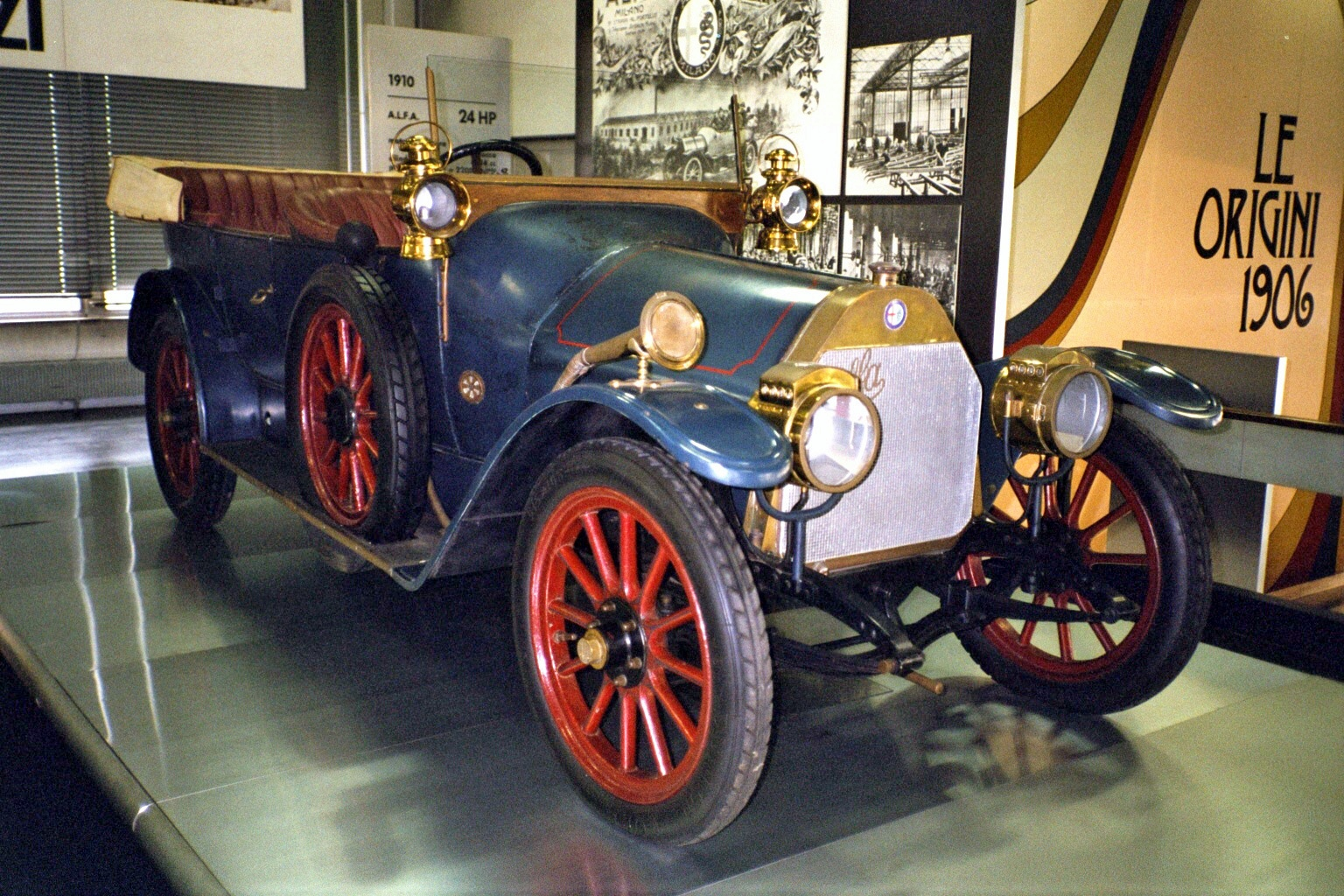
ALFA 24 HP（1910–1914）
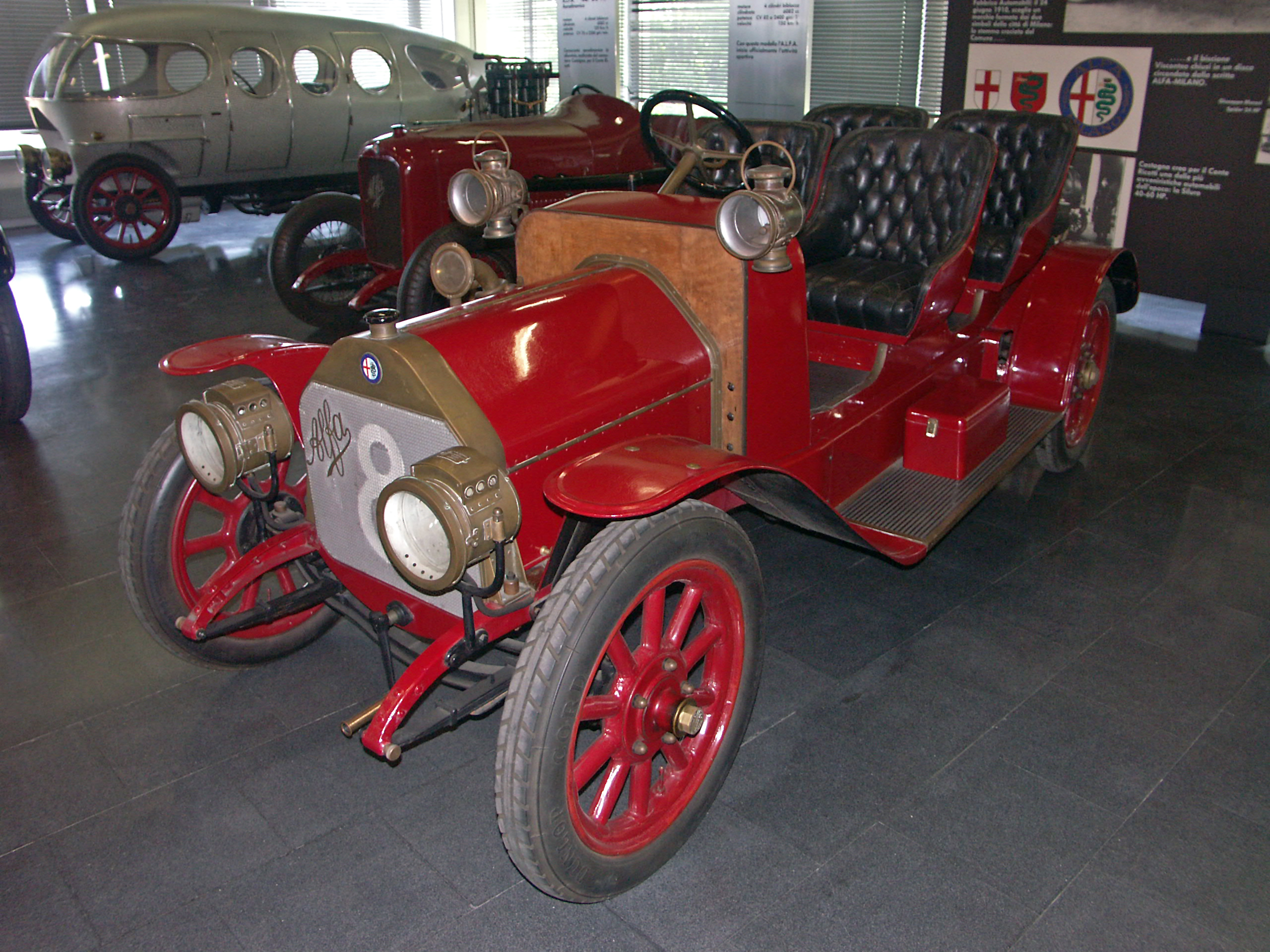
ALFA 15 HP（1911–1913）
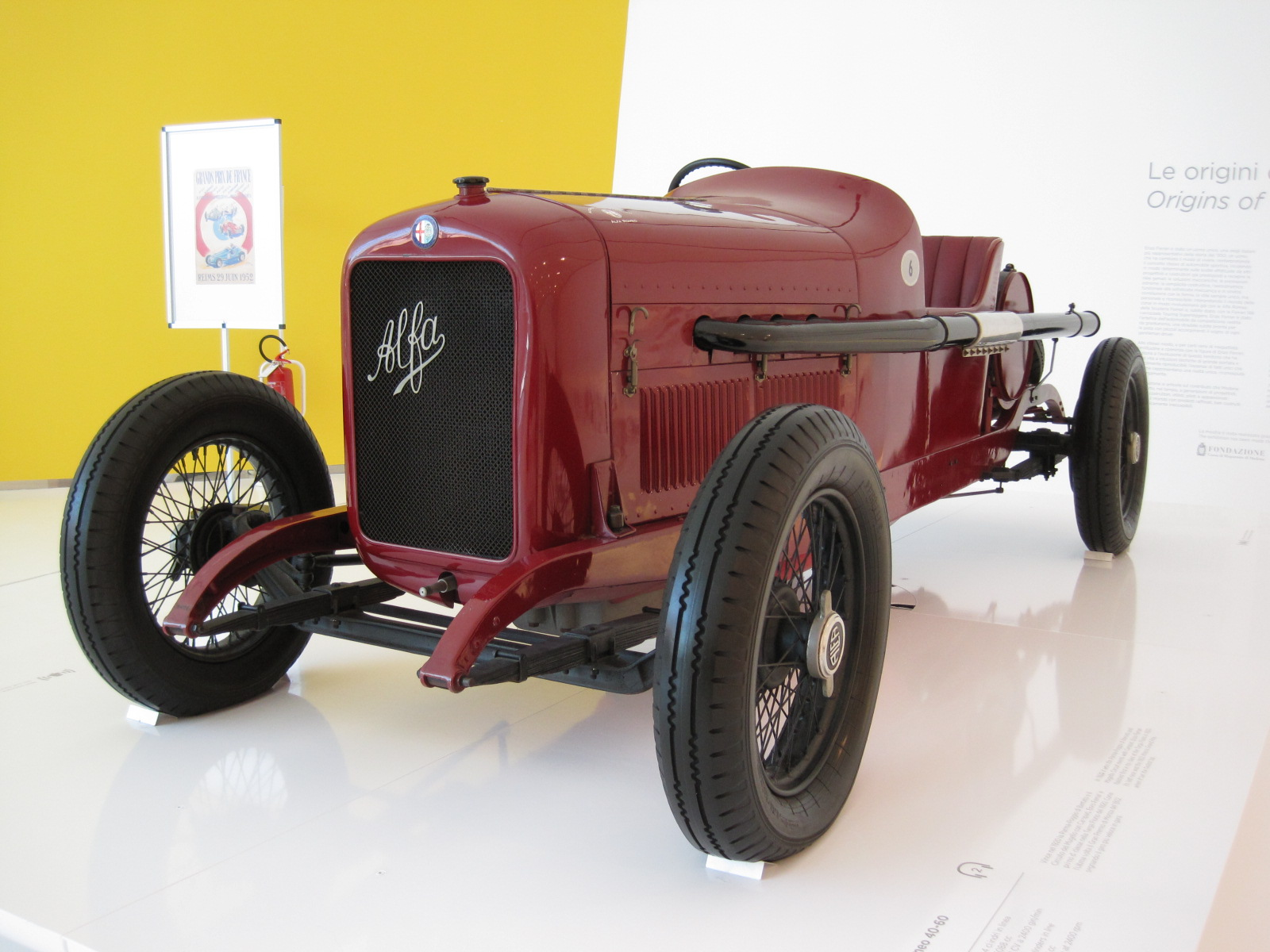
ALFA 40/60 HP（1913–1914）
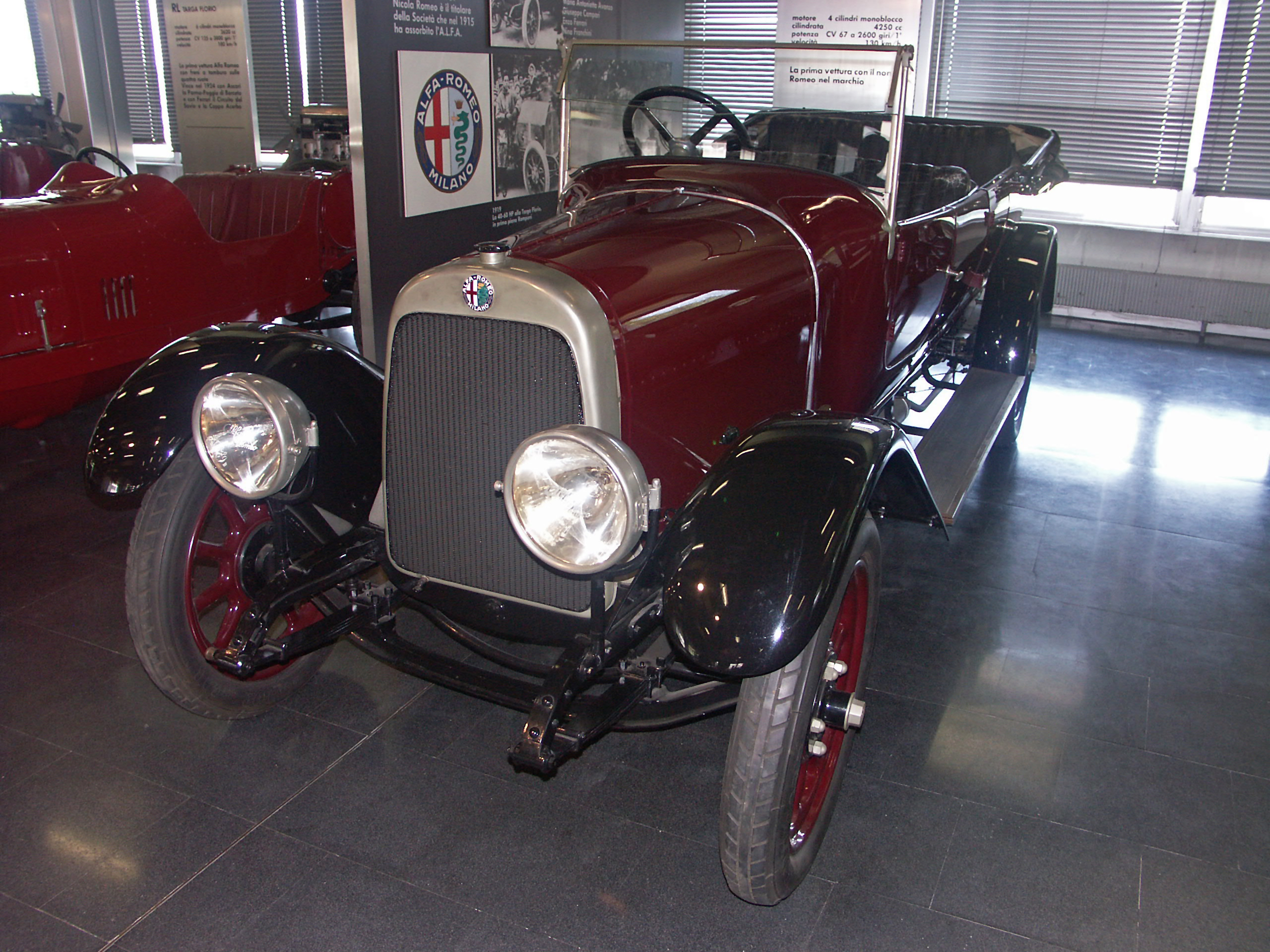
ALFA 20/30 HP（1914–1922）
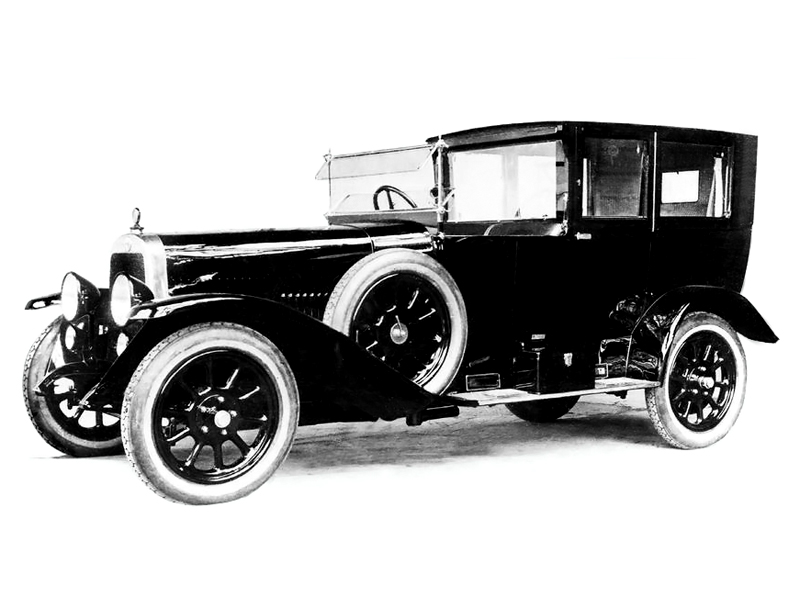
G1（1921–1923）
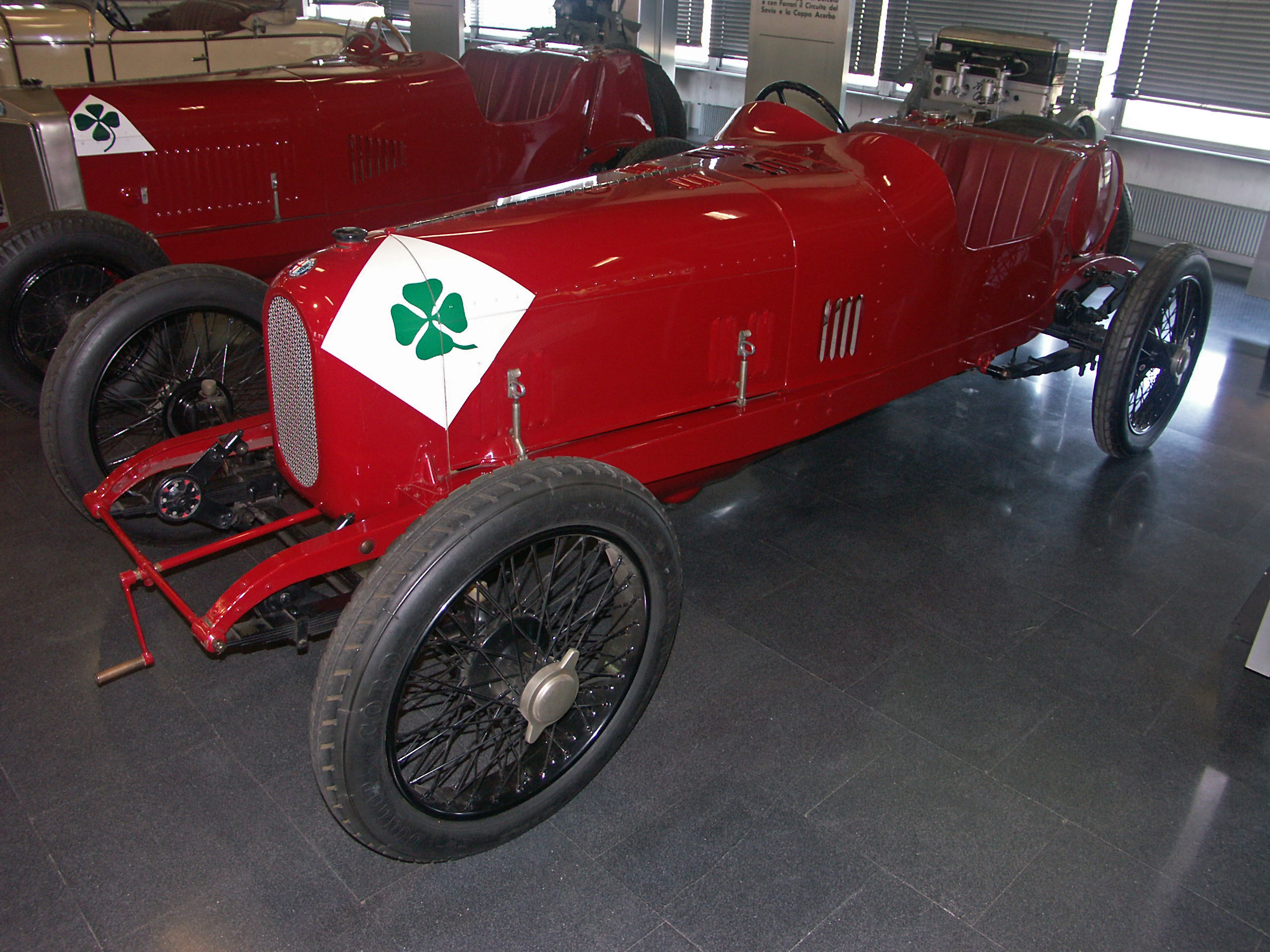
RL（1922–1927）
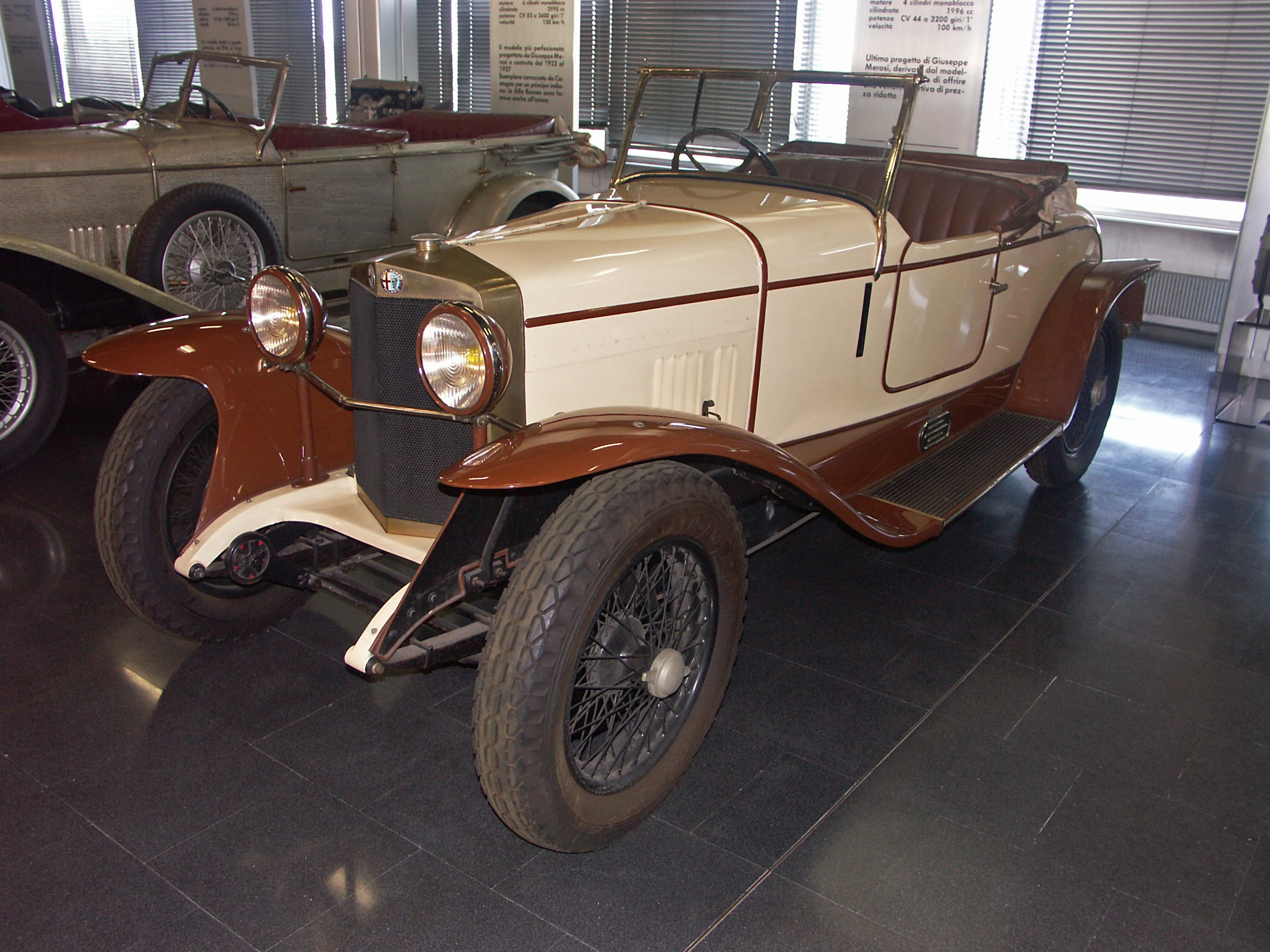
RM（1923–1925）
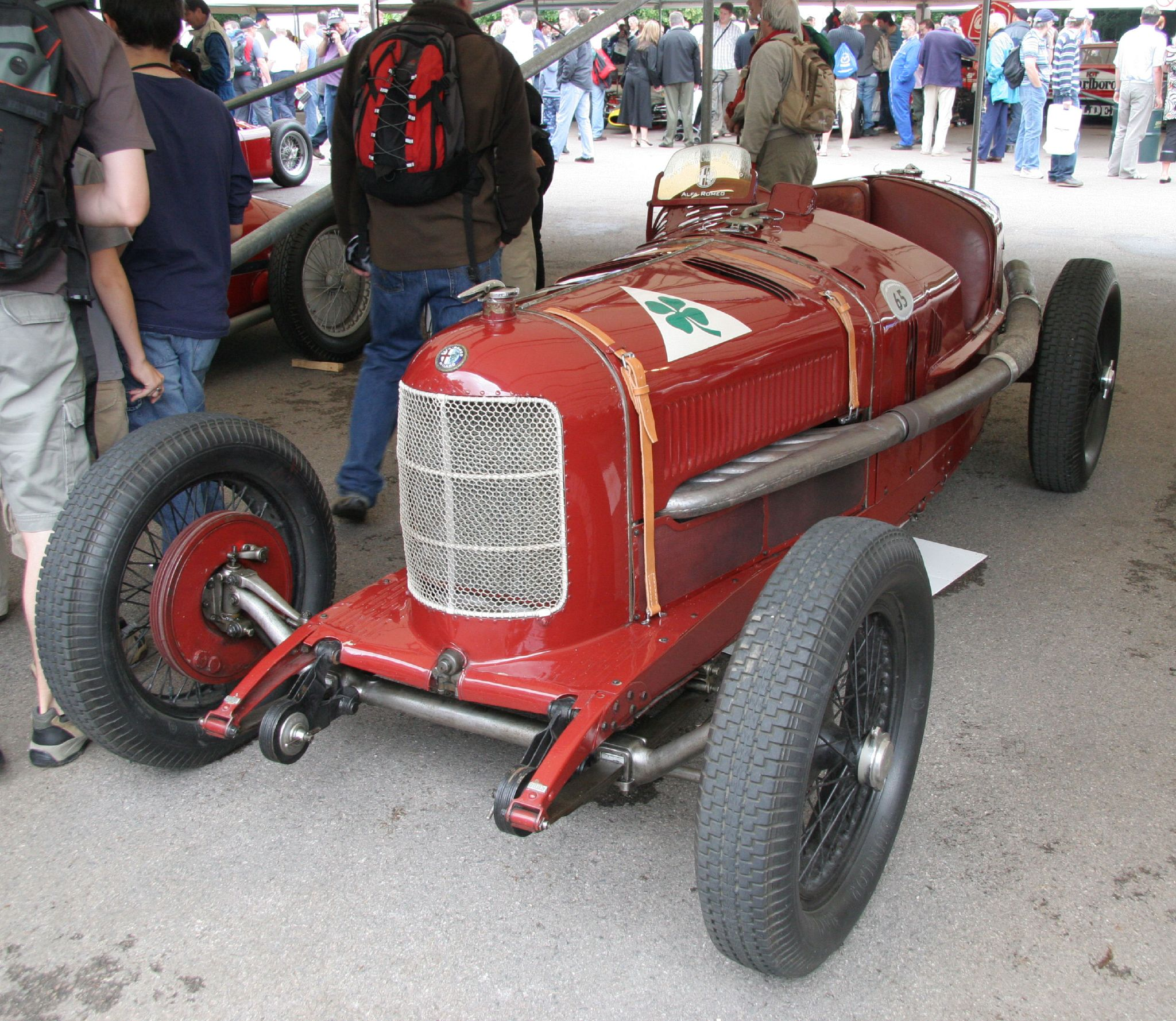
P2（1924–1930）
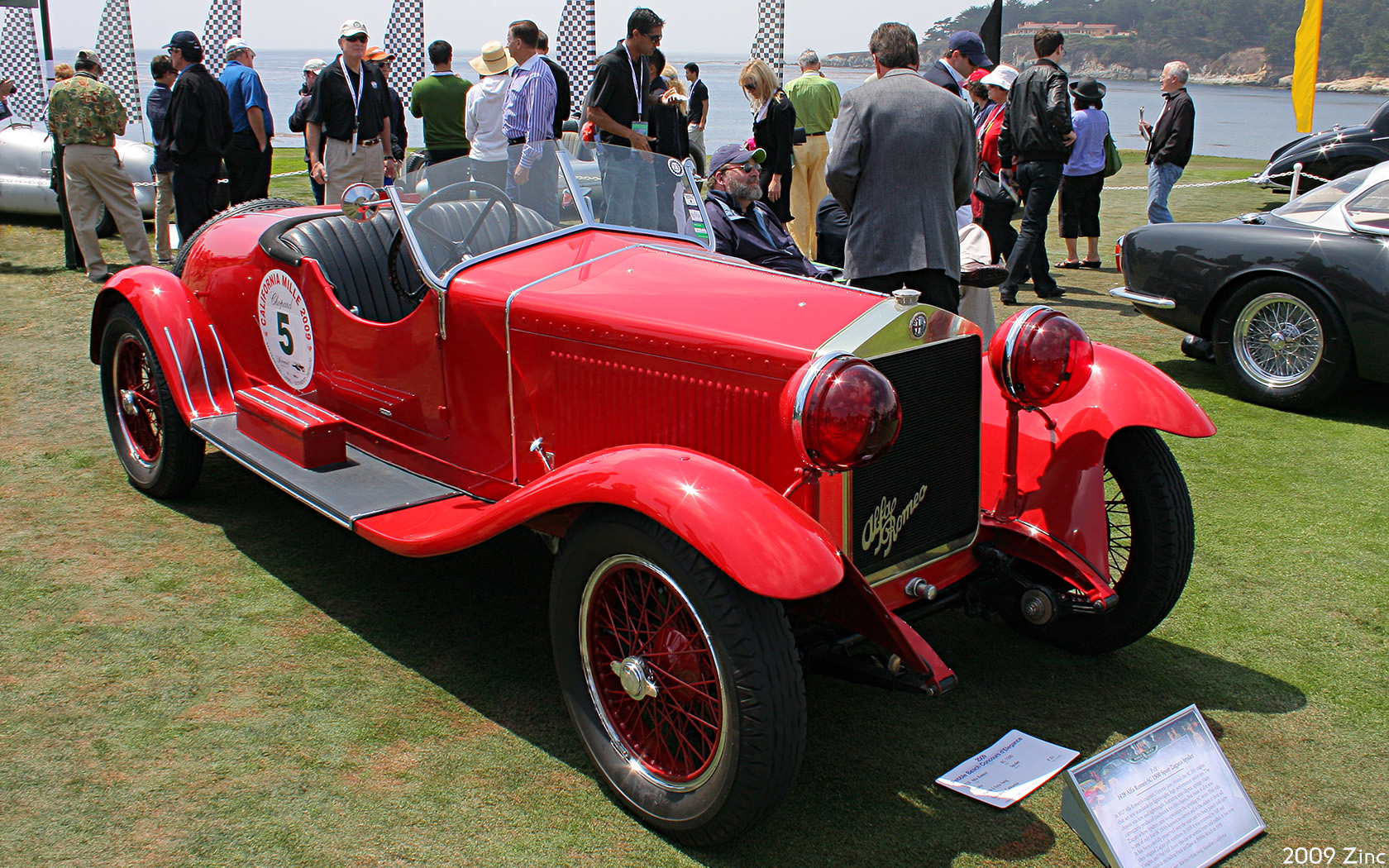
6C 1500（1927–1929）
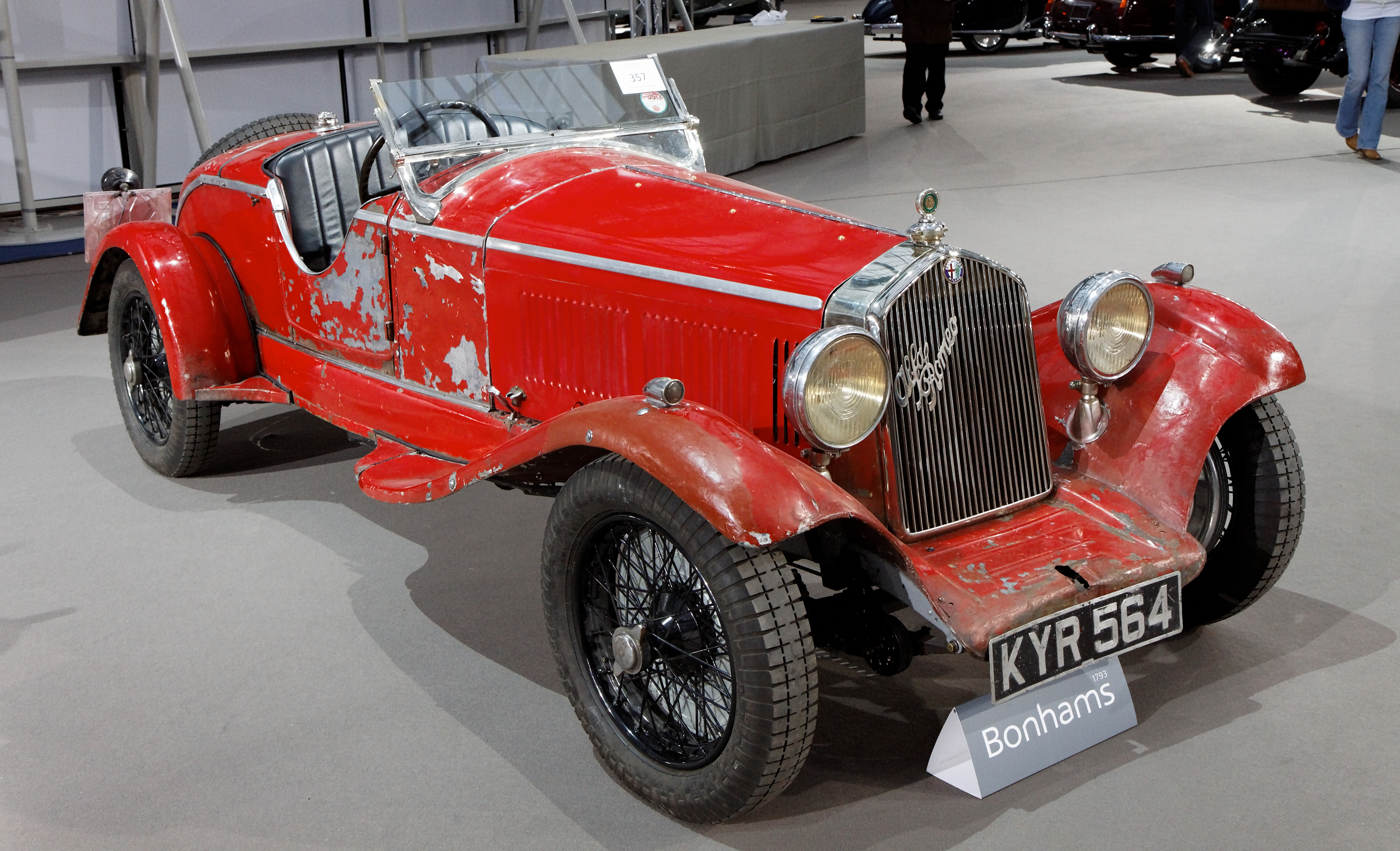
6C 1750（1929–1933）
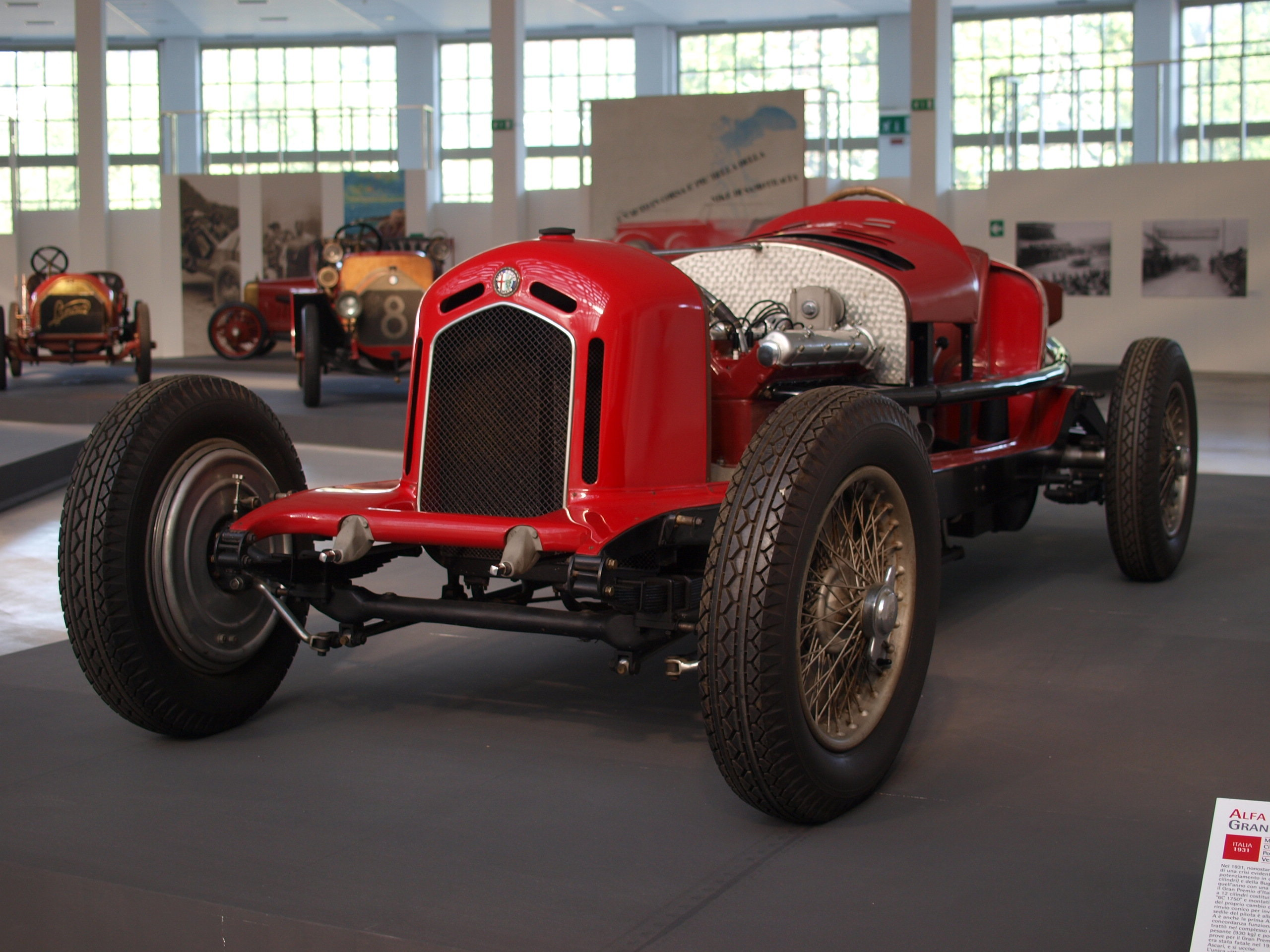
Tipo A（1931）
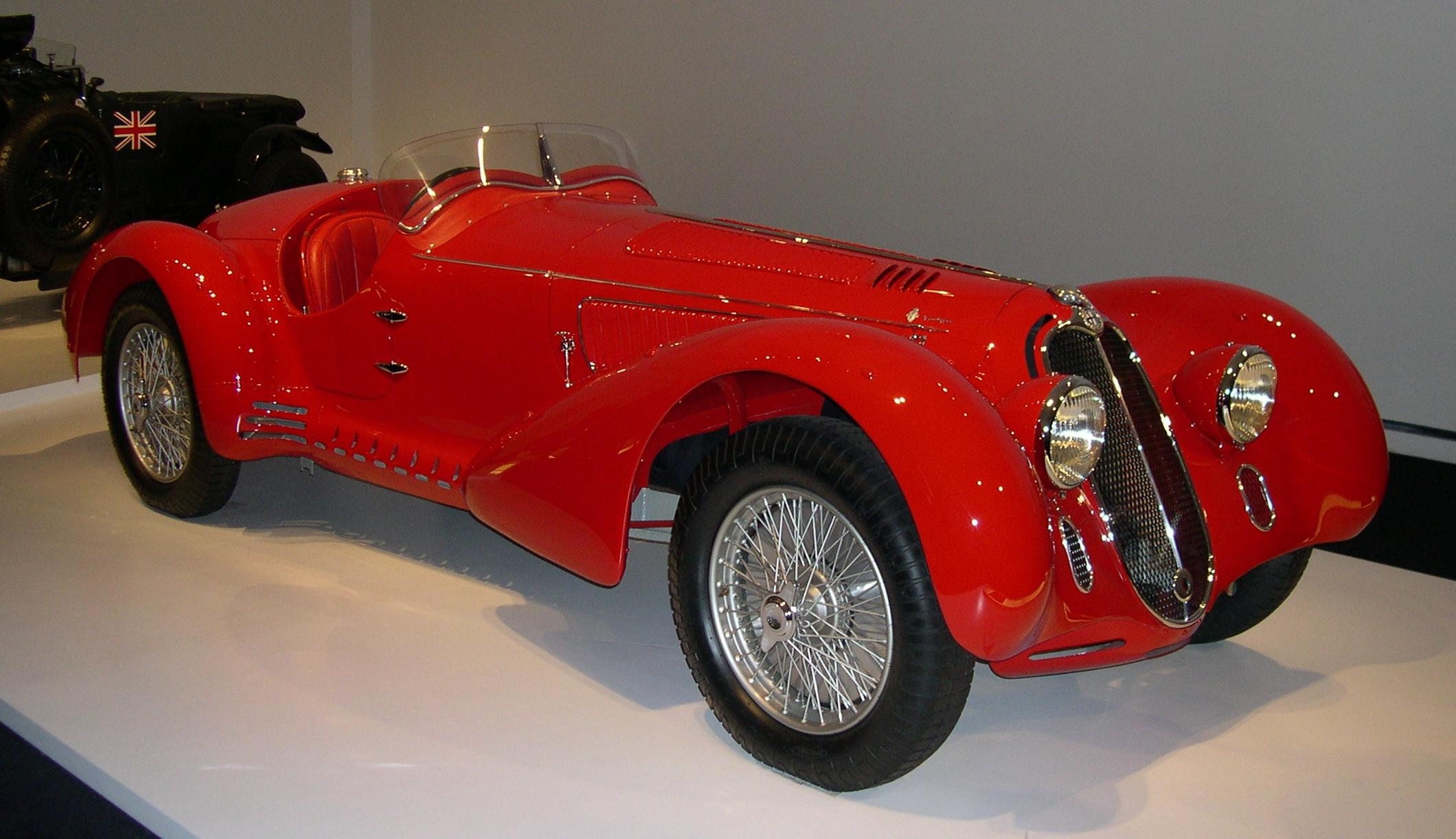
8C（1931–1939）
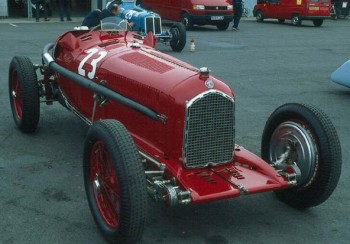
P3（1932–1935）
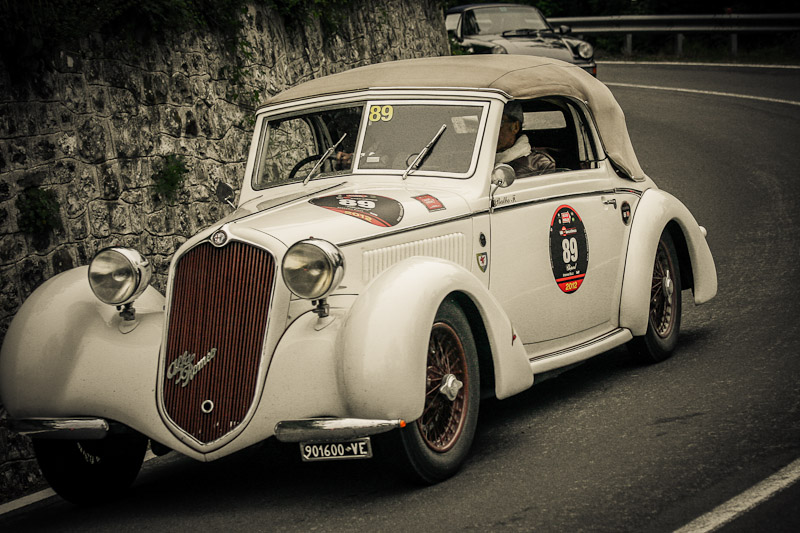
6C 2300（1933–1938）
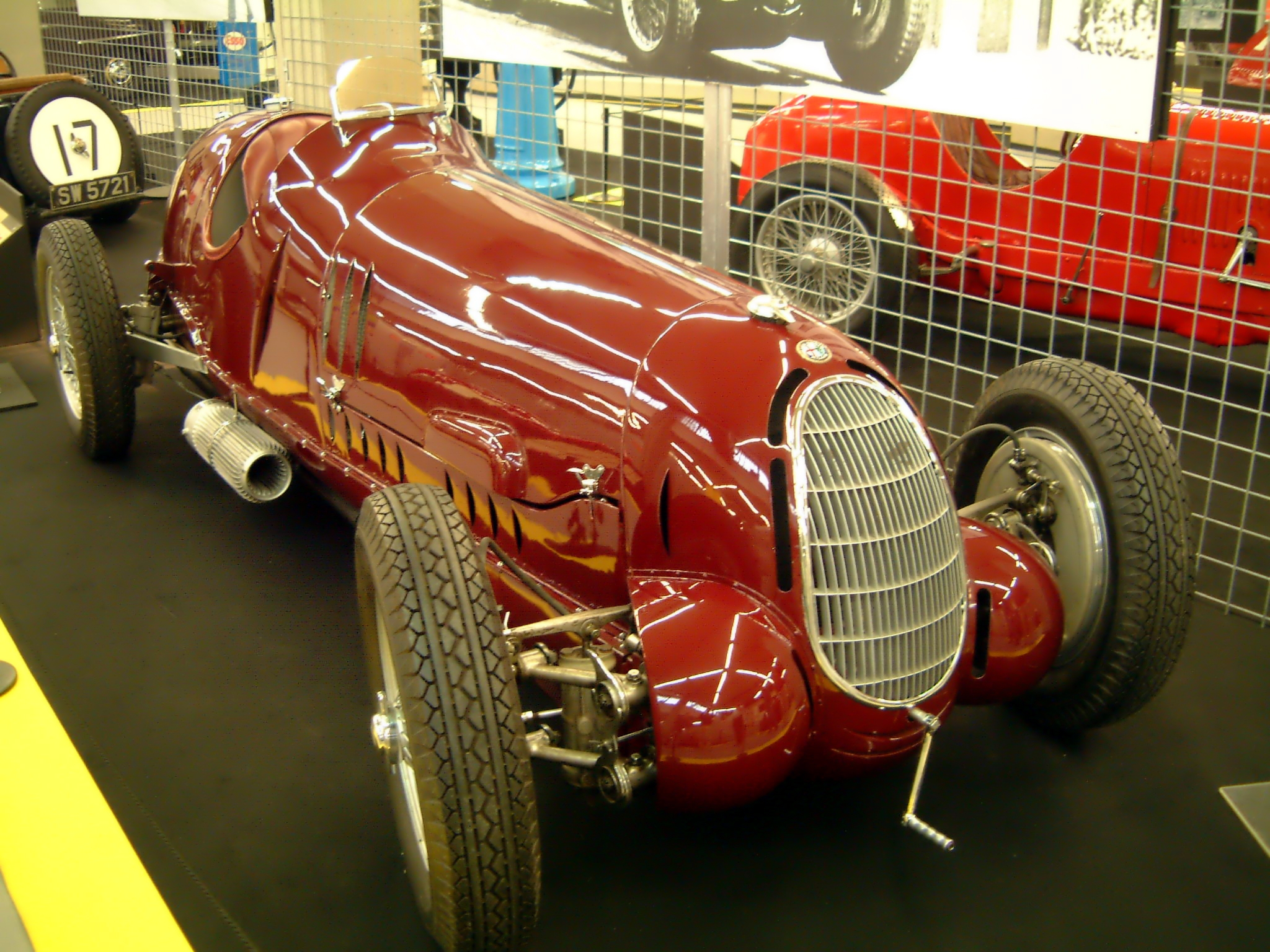
12C（1936–1937）
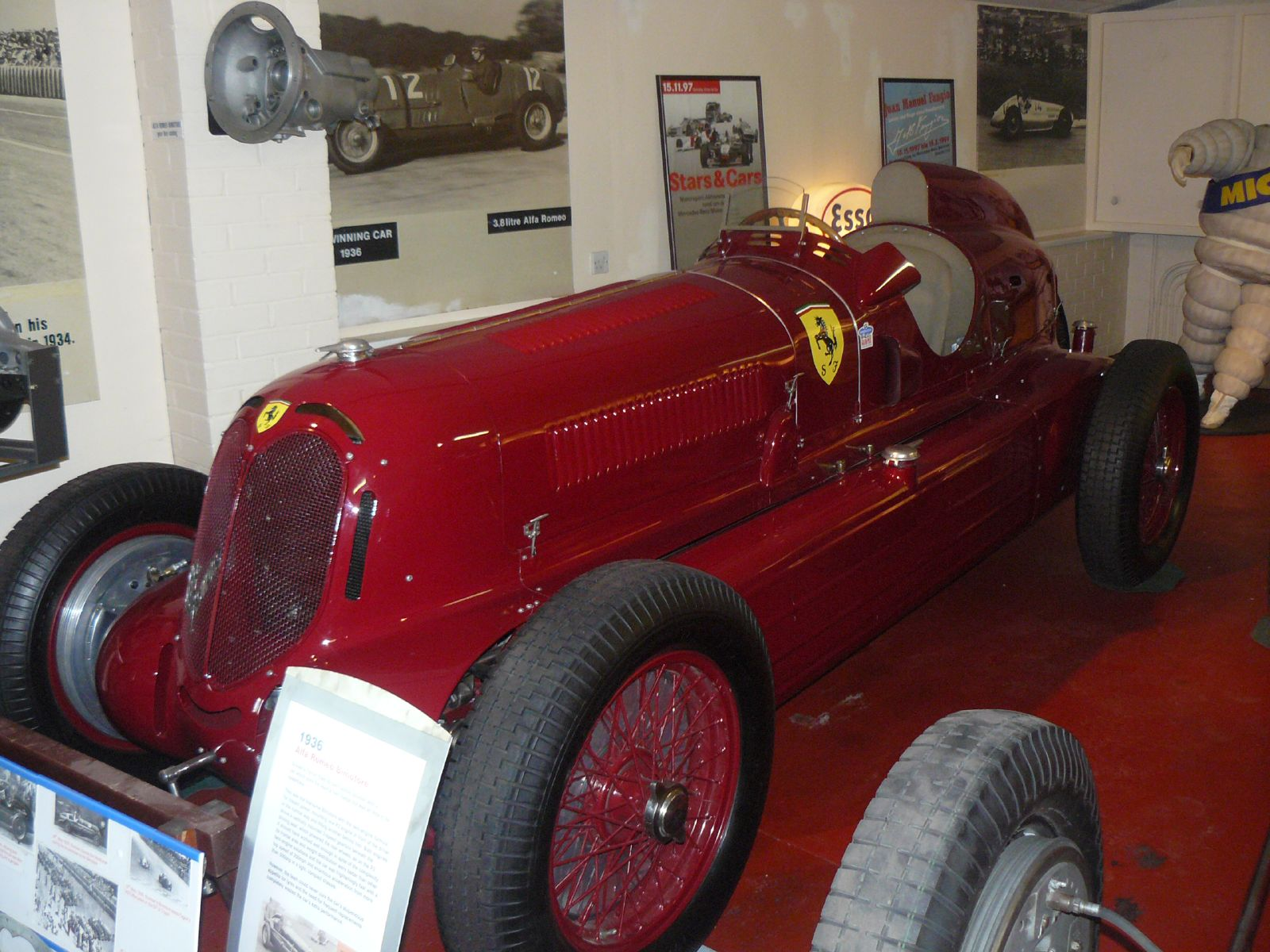
16C Bimotore（1936）
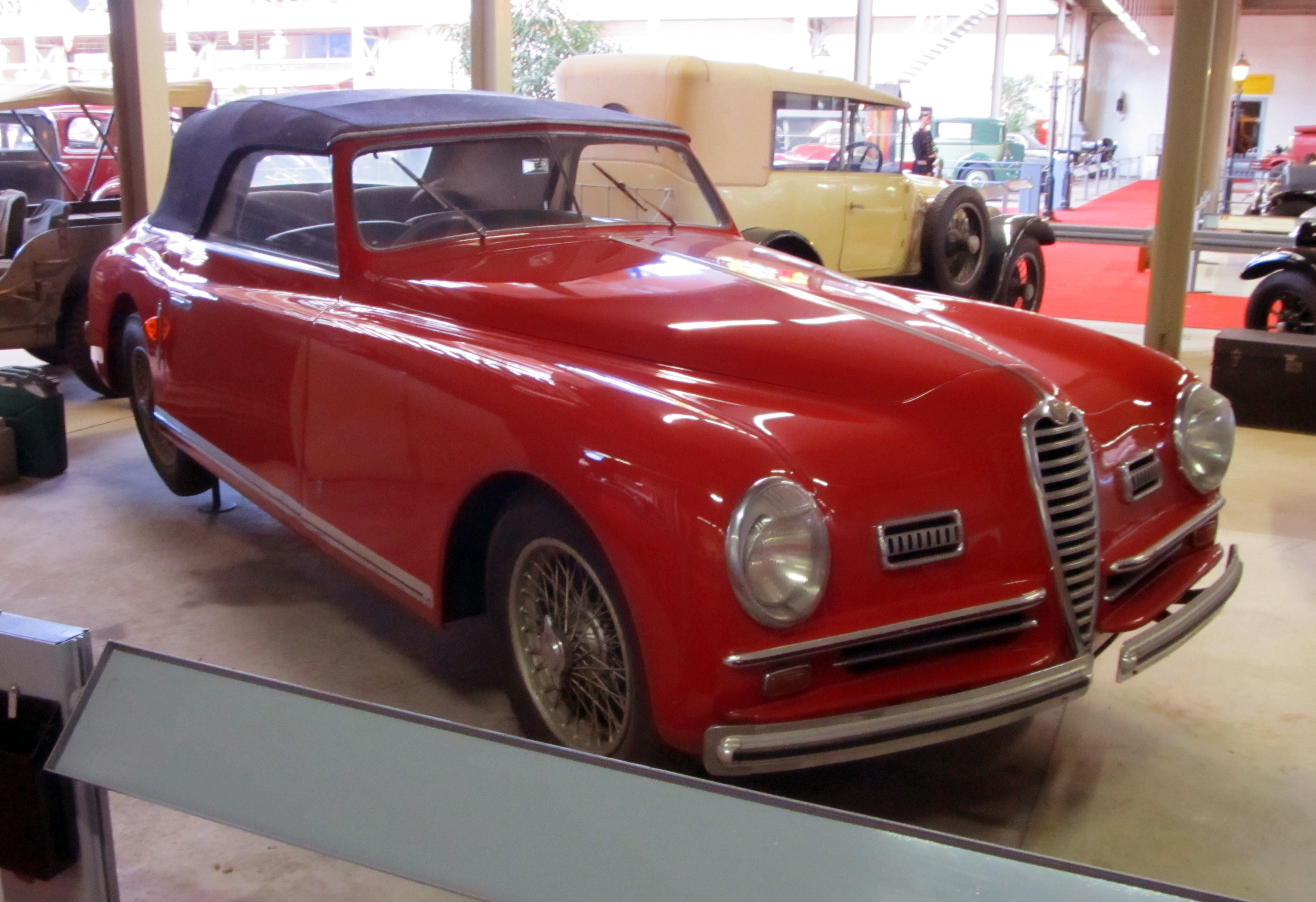
6C 2500（1938–1952）
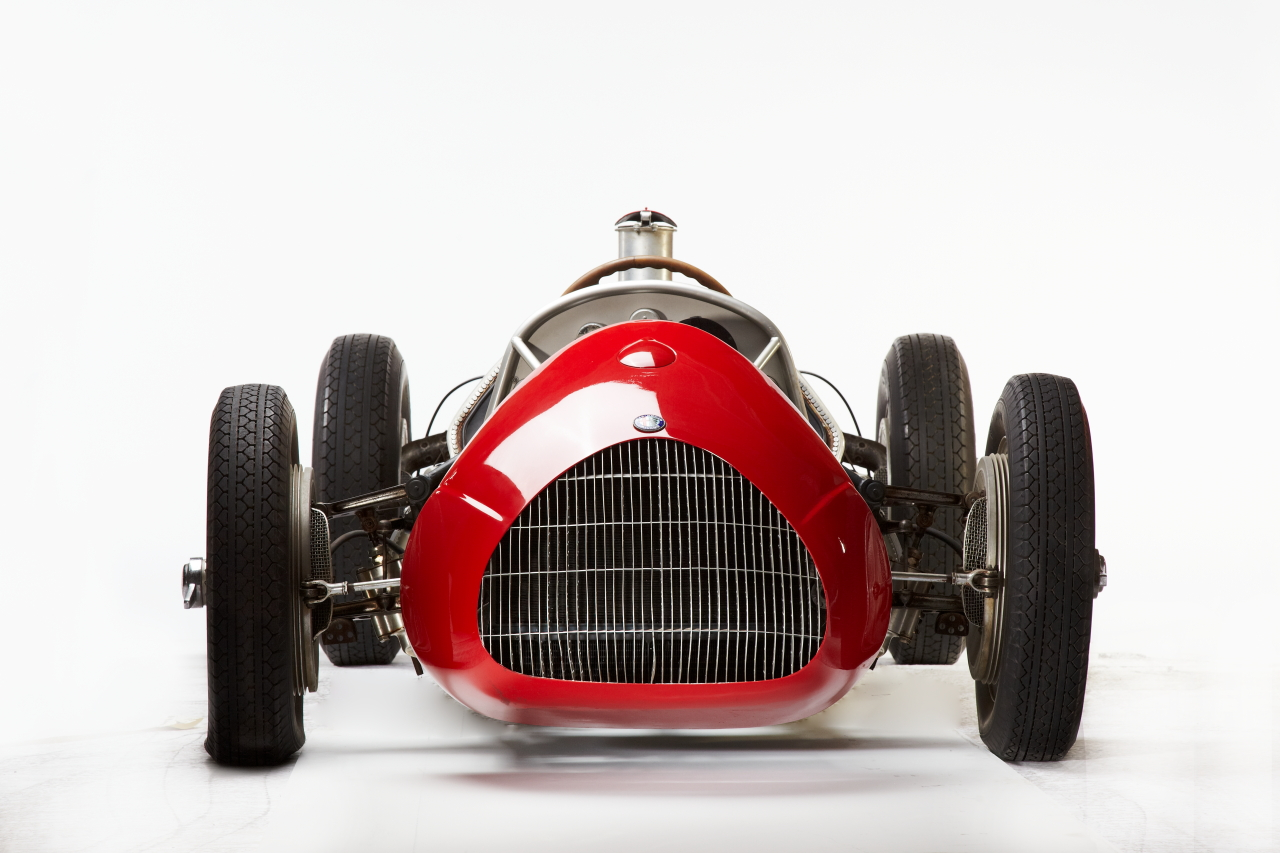
Tipo 512（1940）
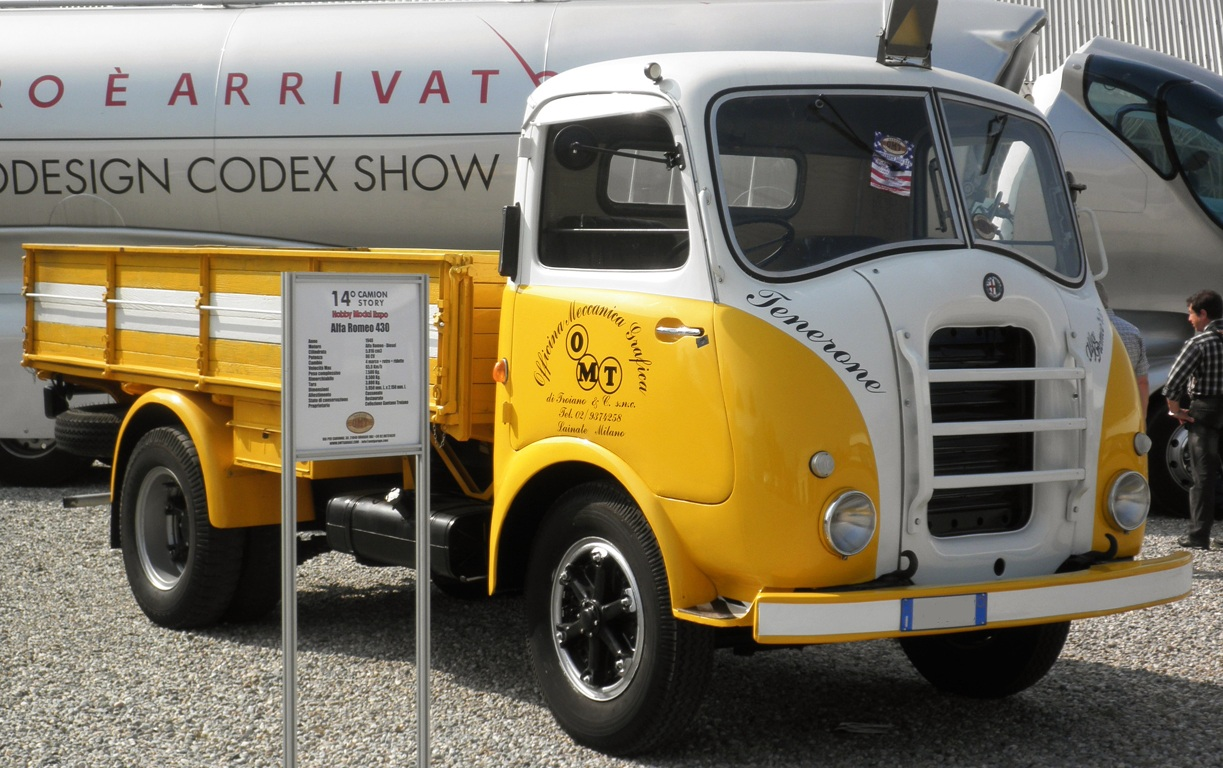
430（1942–1950）
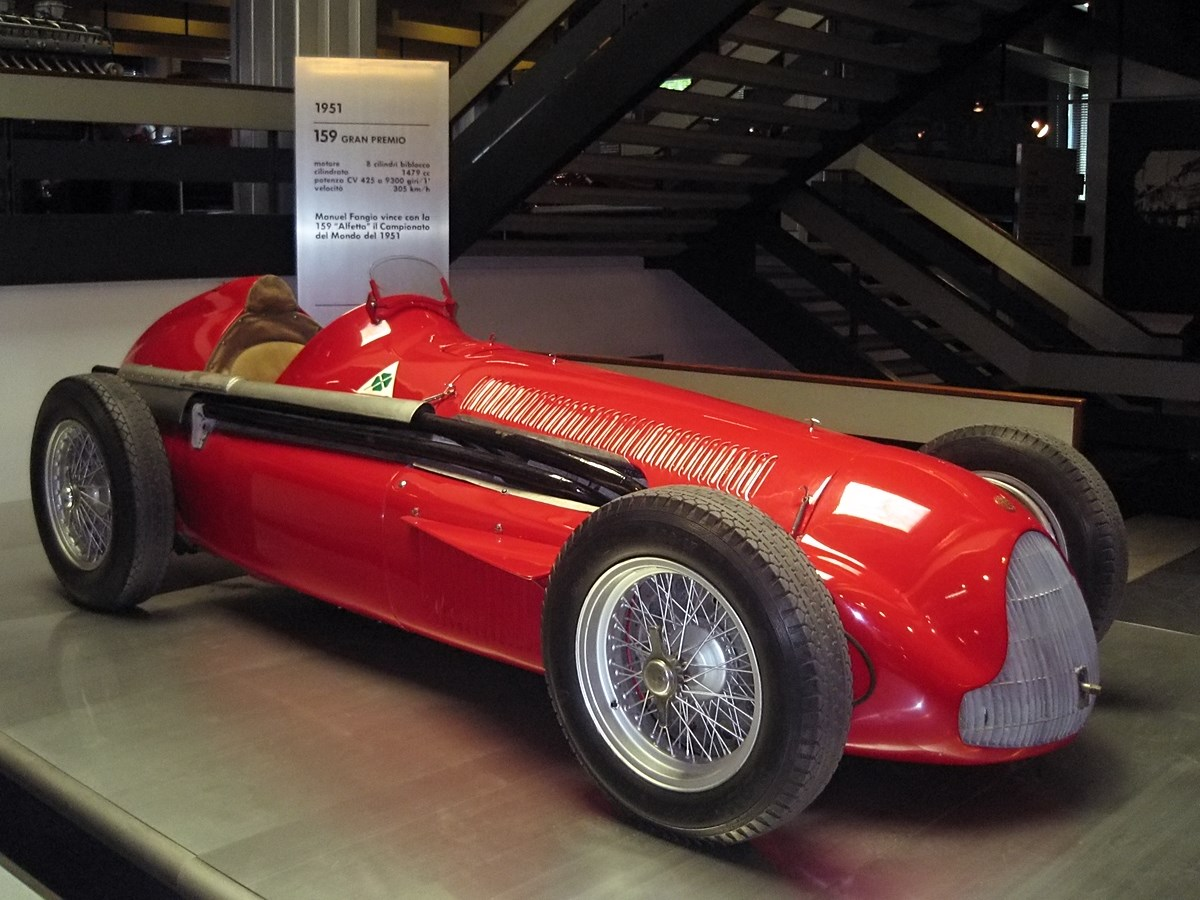
158/159（1938–1951）
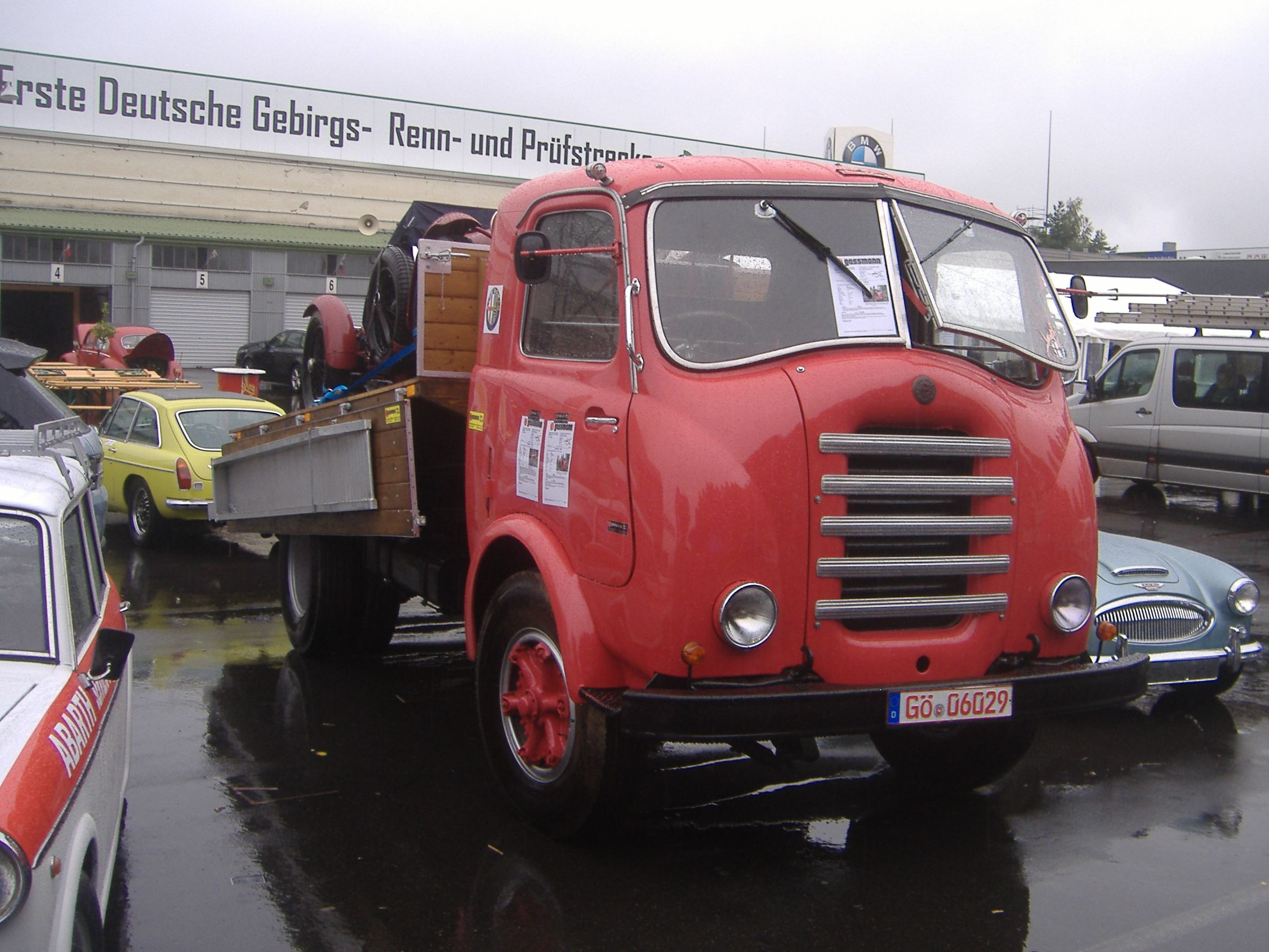
450/455（1947–1959）
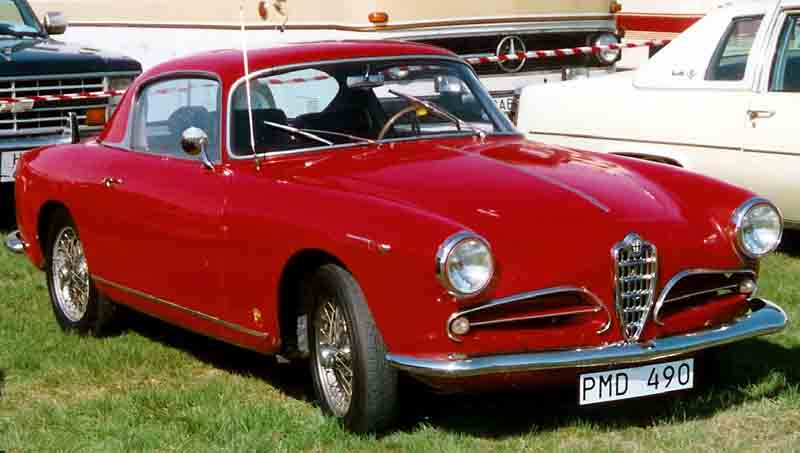
1900（1950–1959）
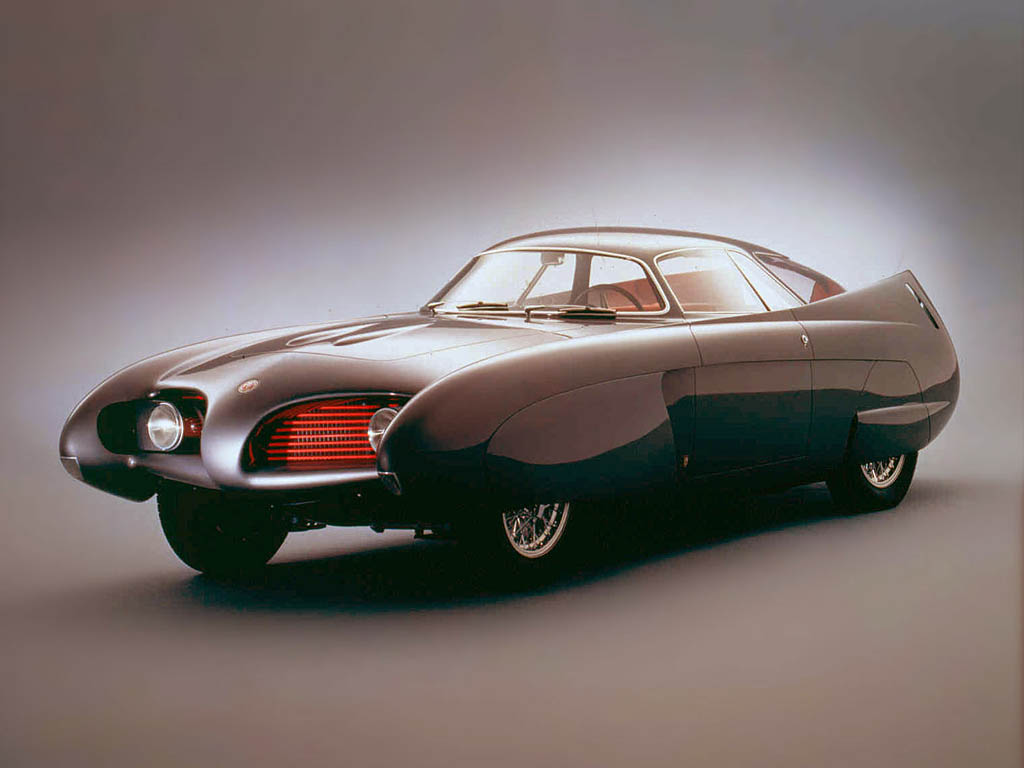
BAT 5、7与9（1952–1955）
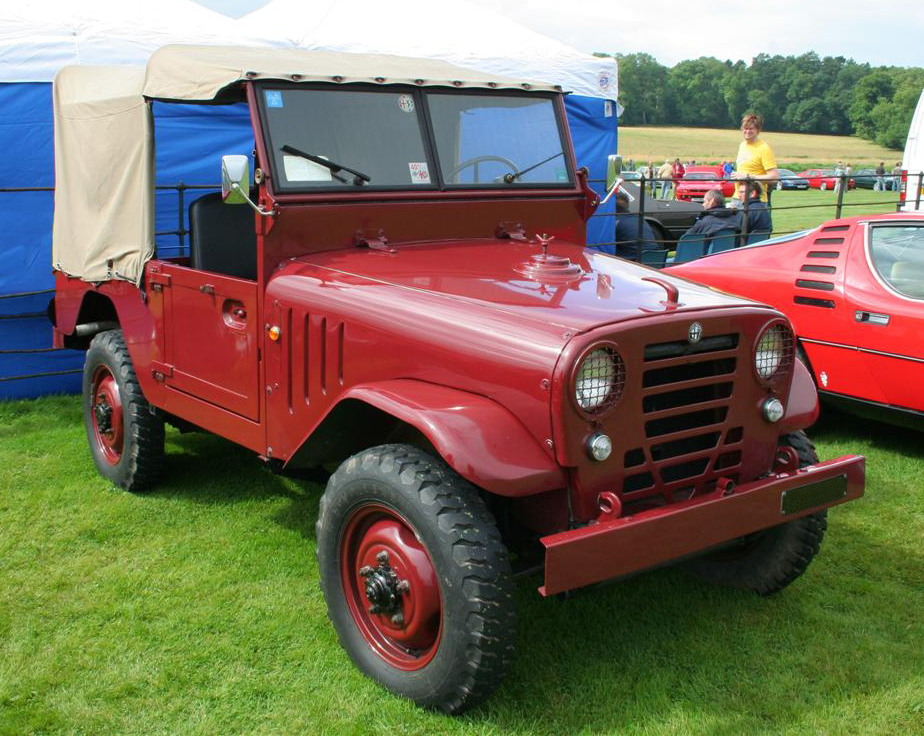
Matta（1952–1954）
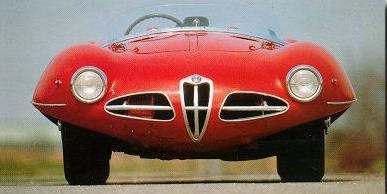
Disco Volante（1952–1953）
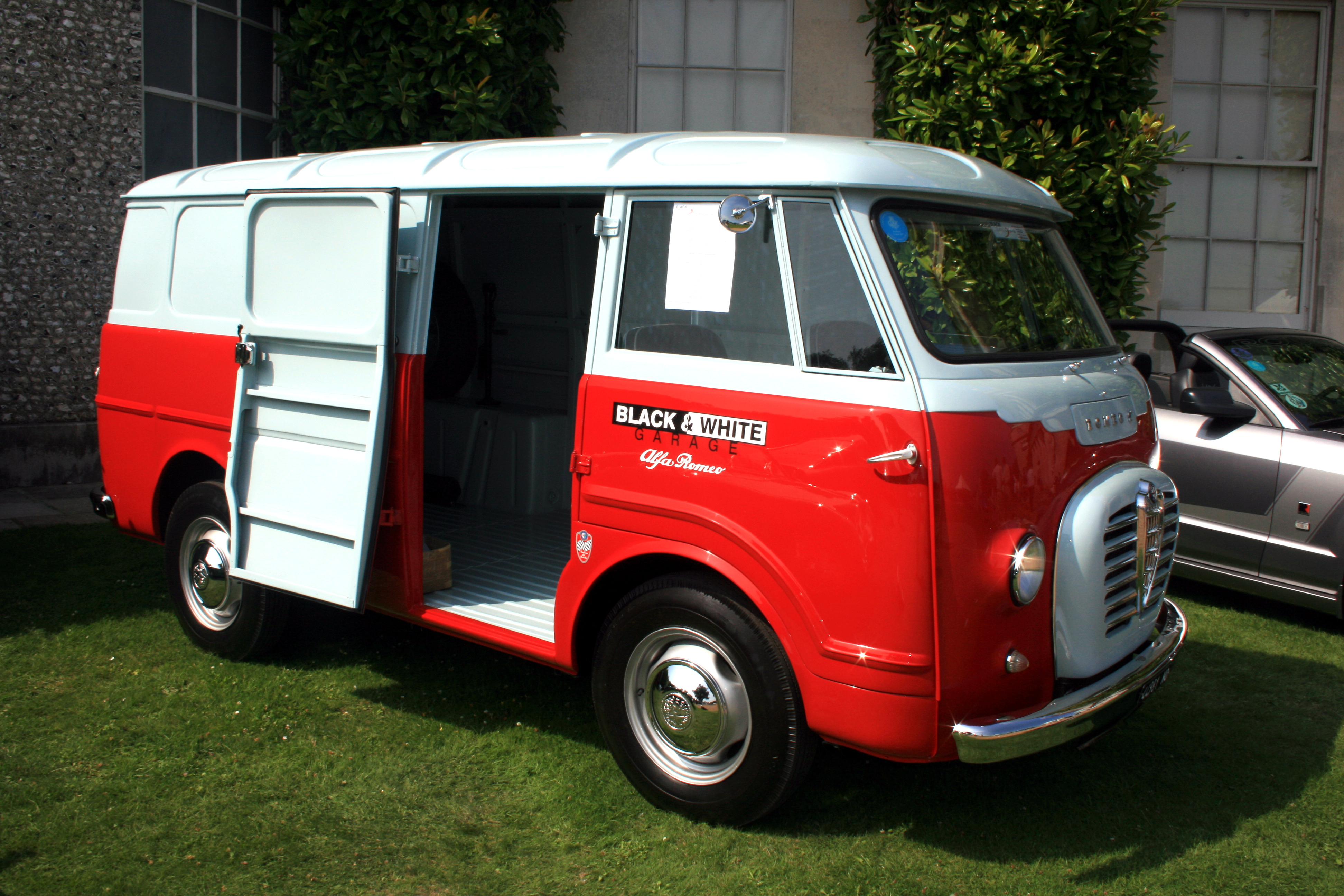
Romeo（1954–1983）
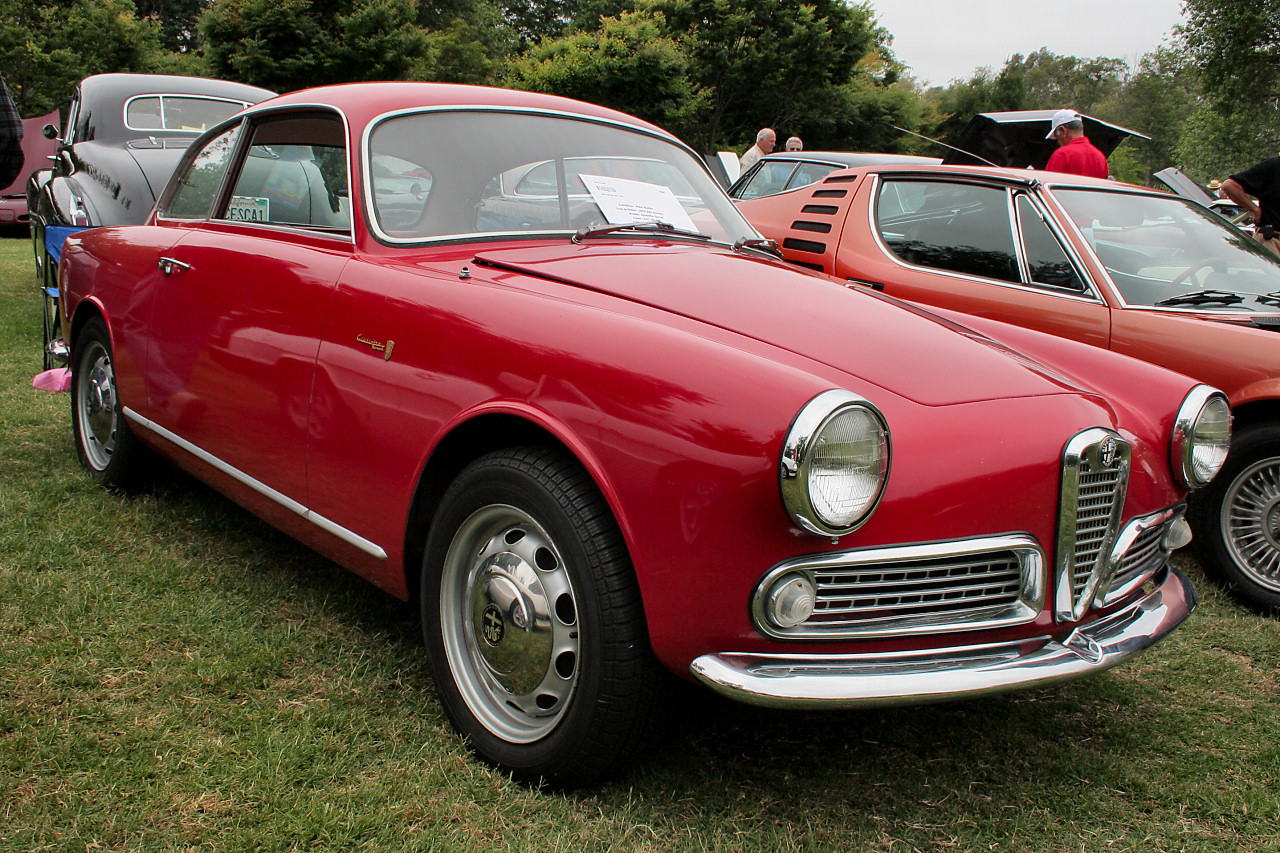
Giulietta（1954–1965）
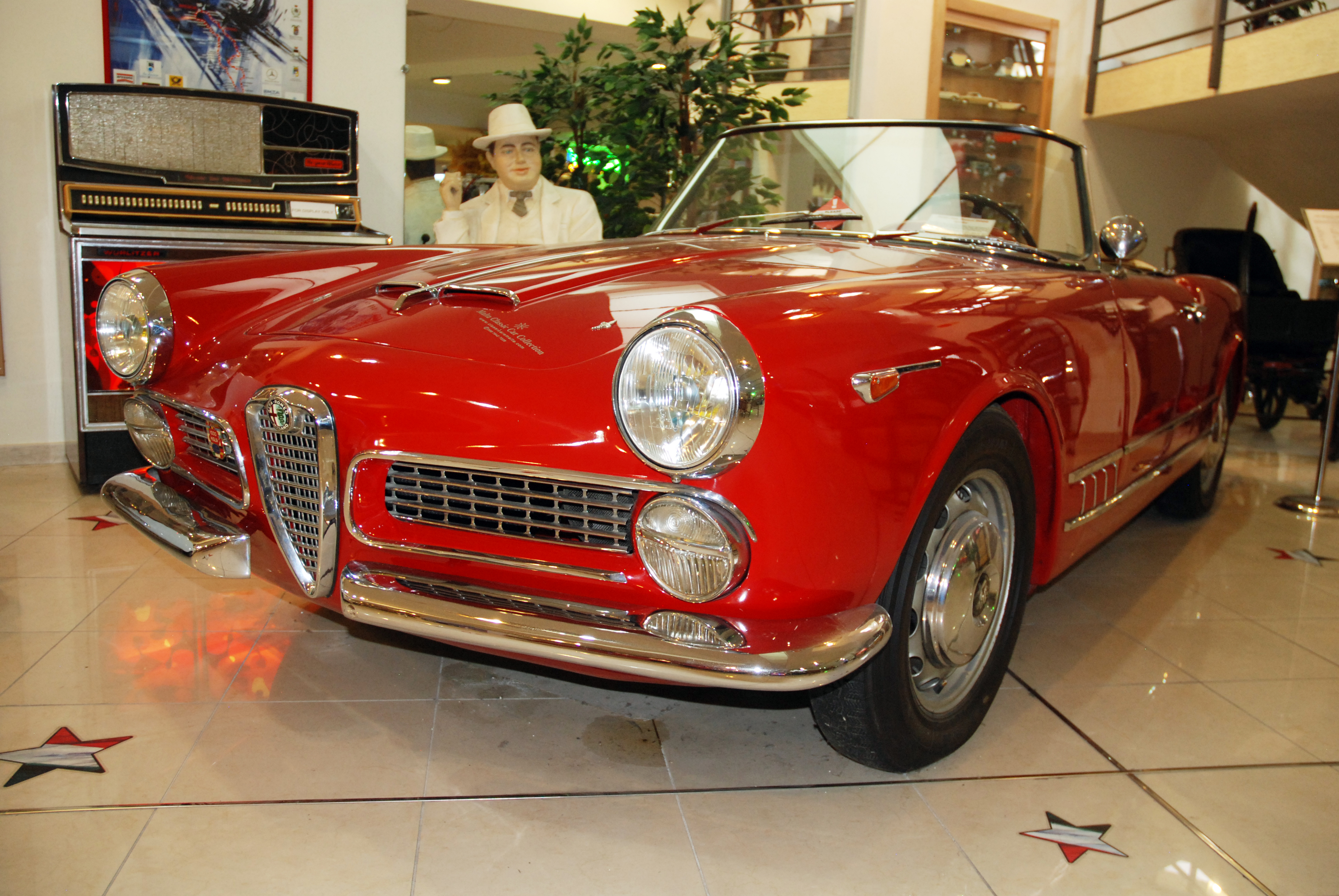
2000（1958–1962）
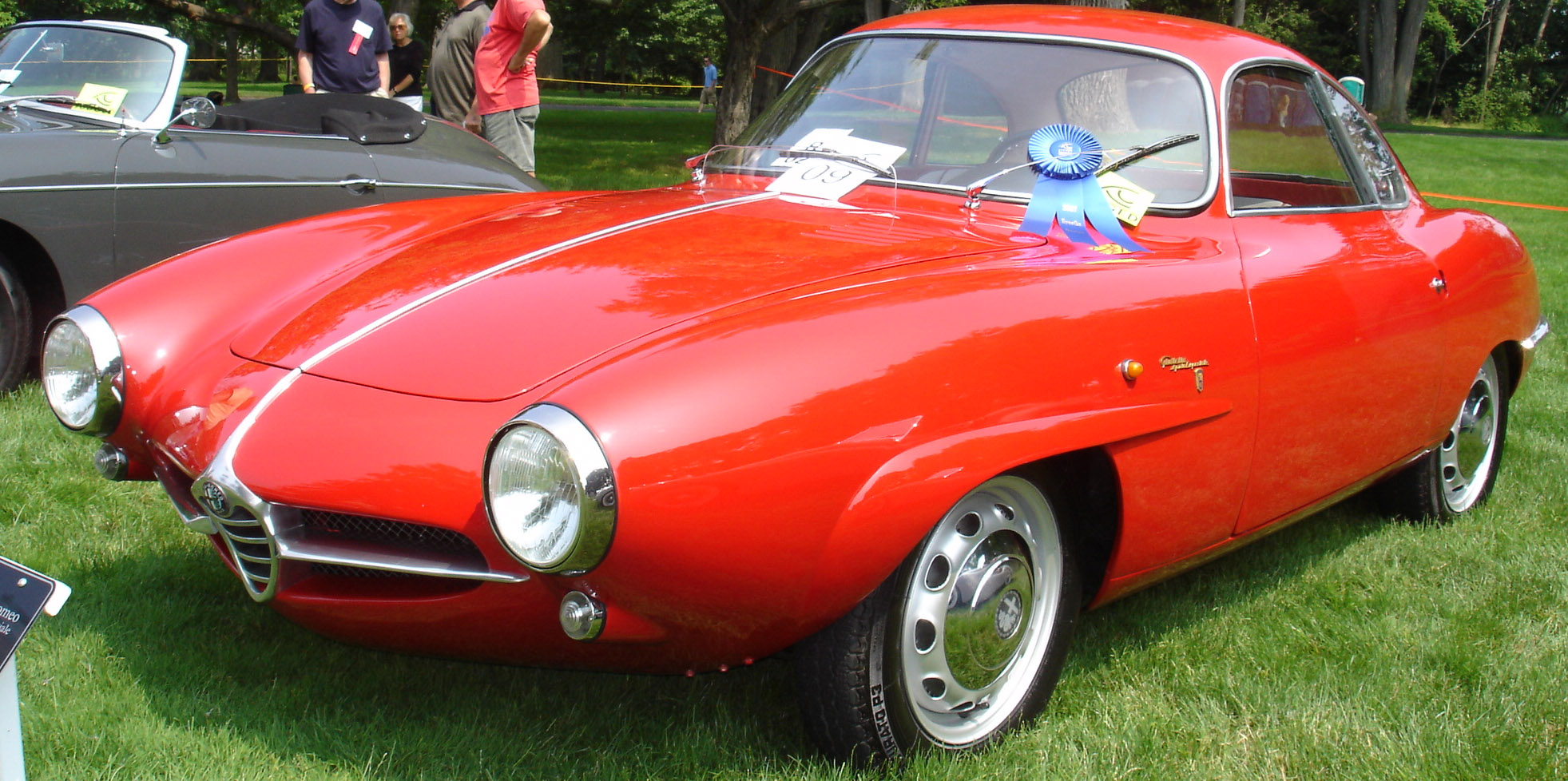
Giulietta SS（1959–1977）
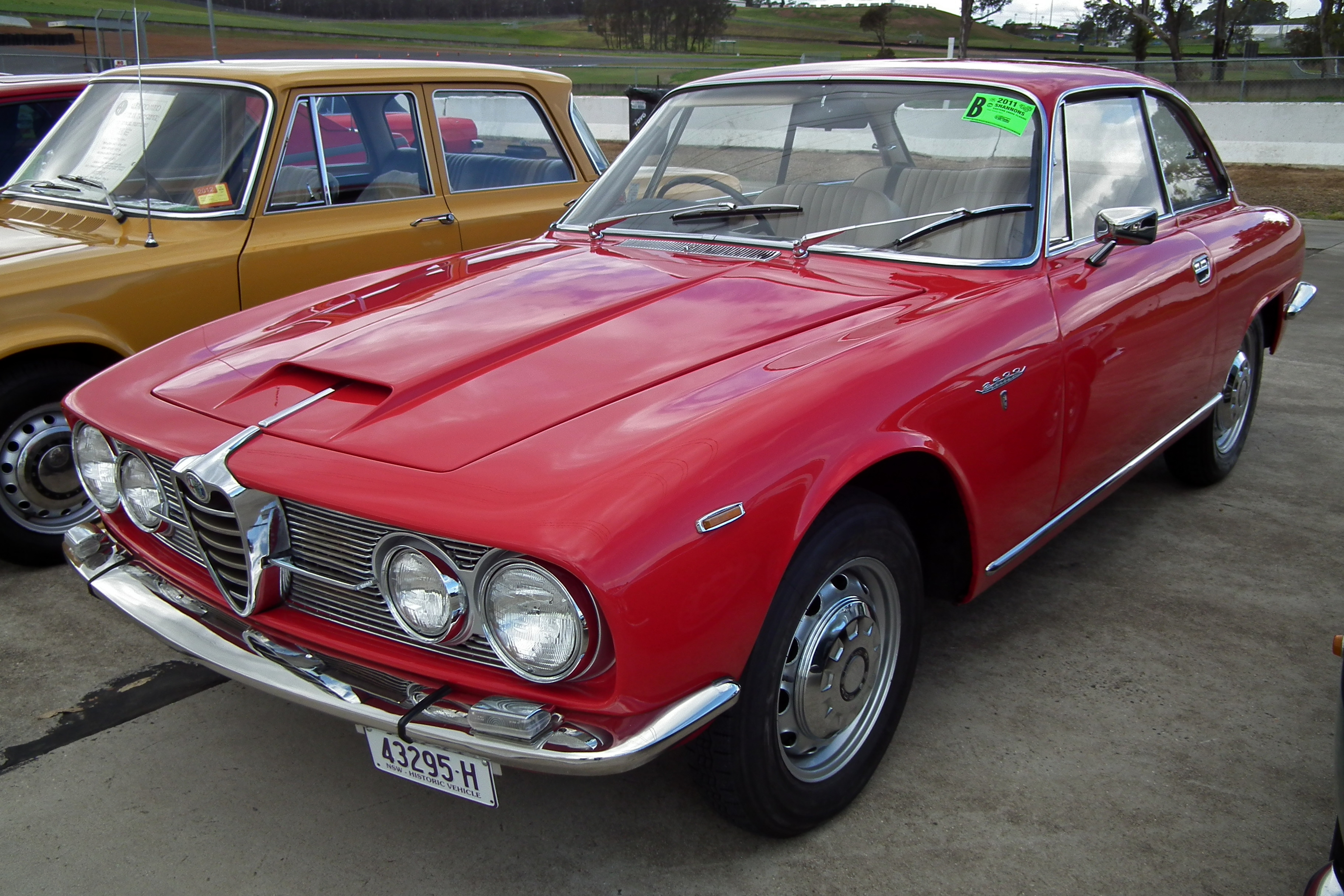
2600（1961–1968）
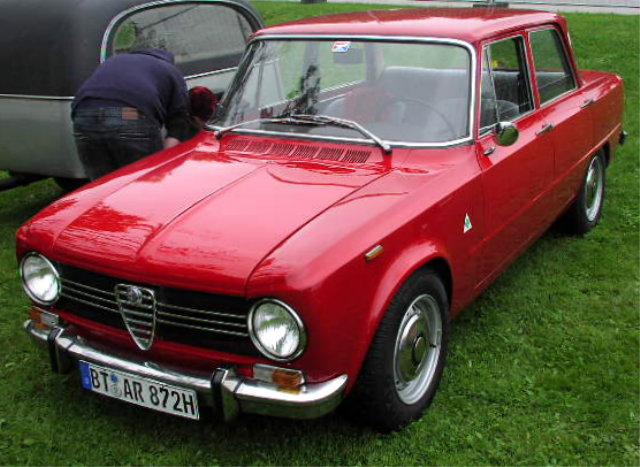
Giulia（1962–1977）
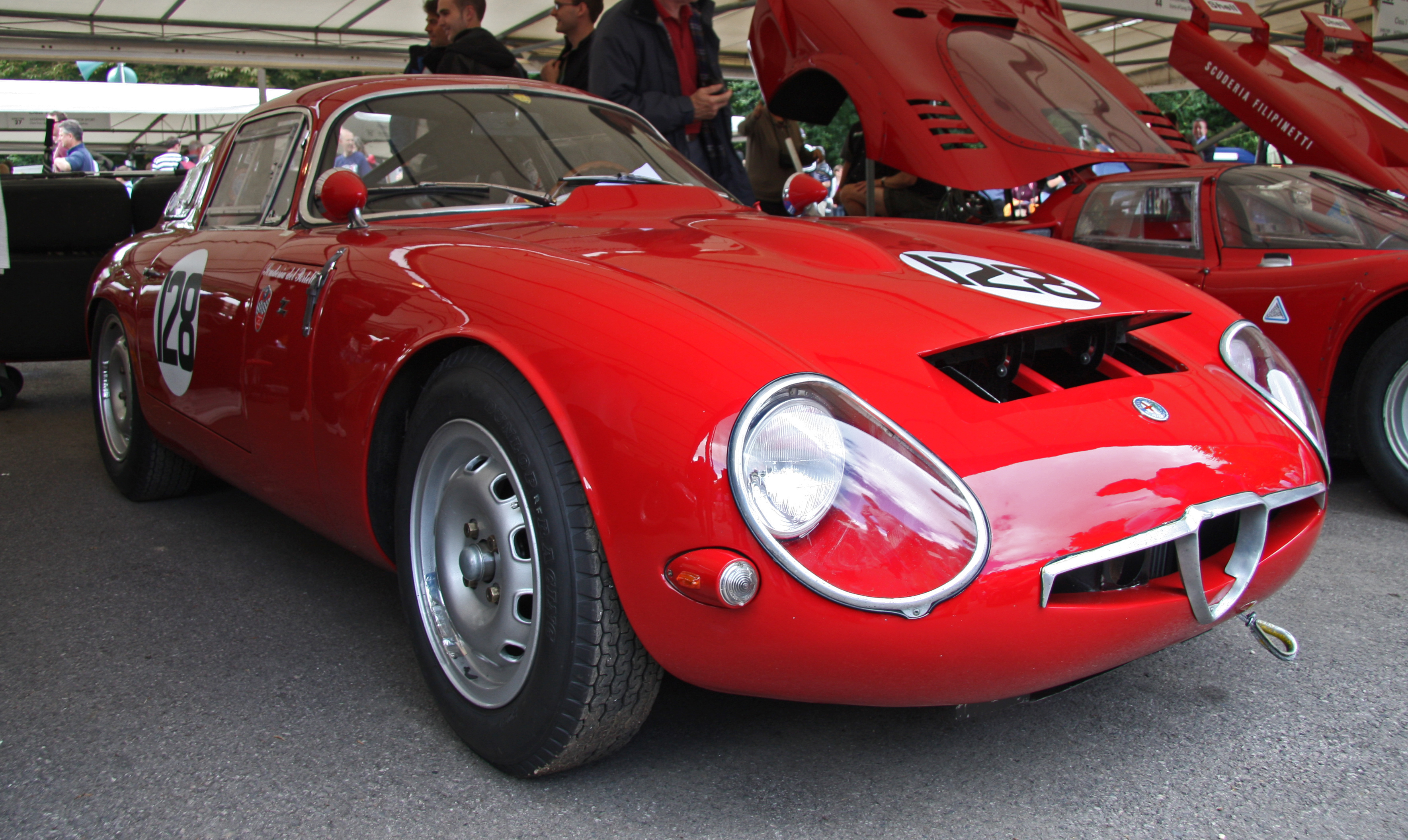
TZ（1963–1965）
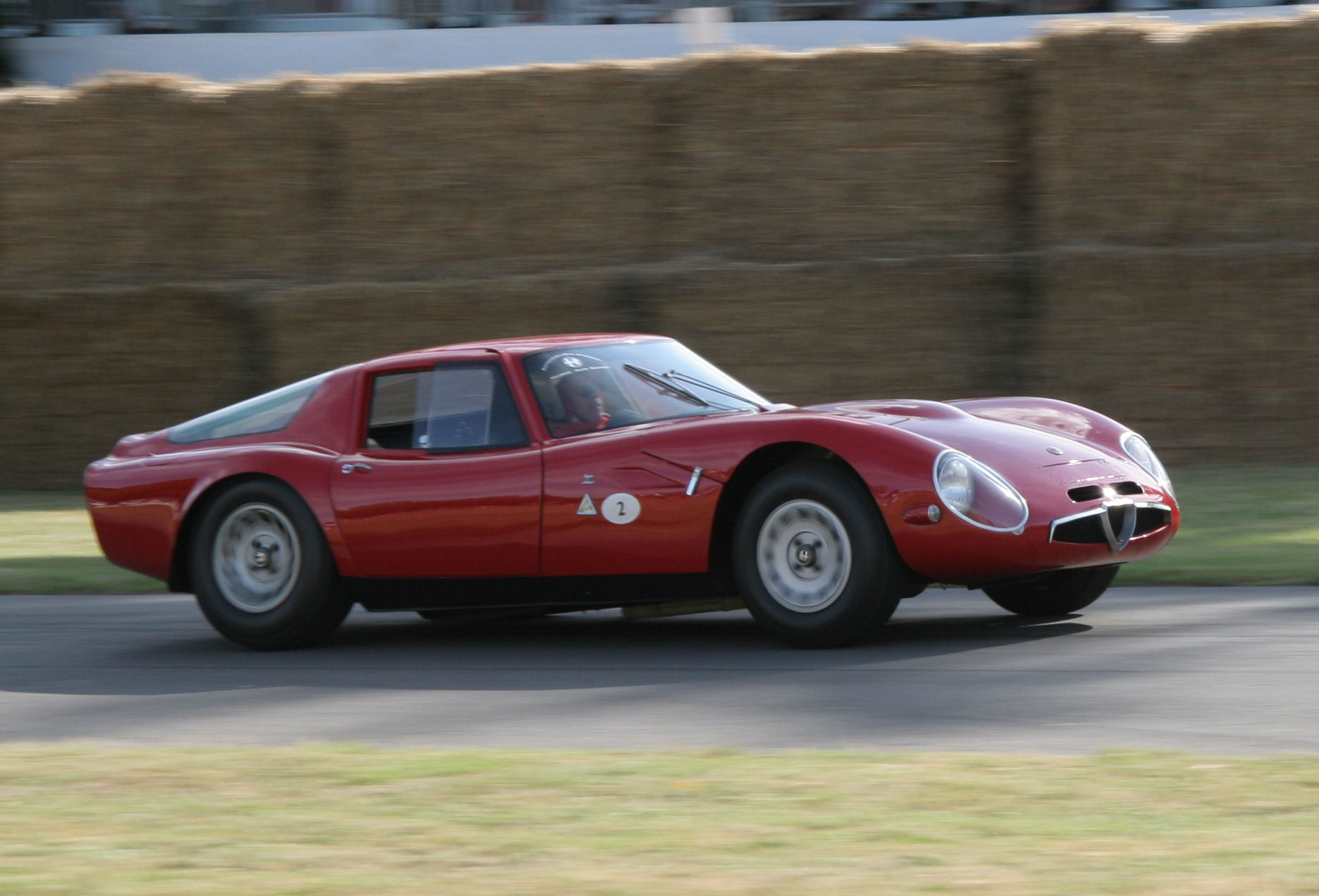
TZ2（1965–1967）
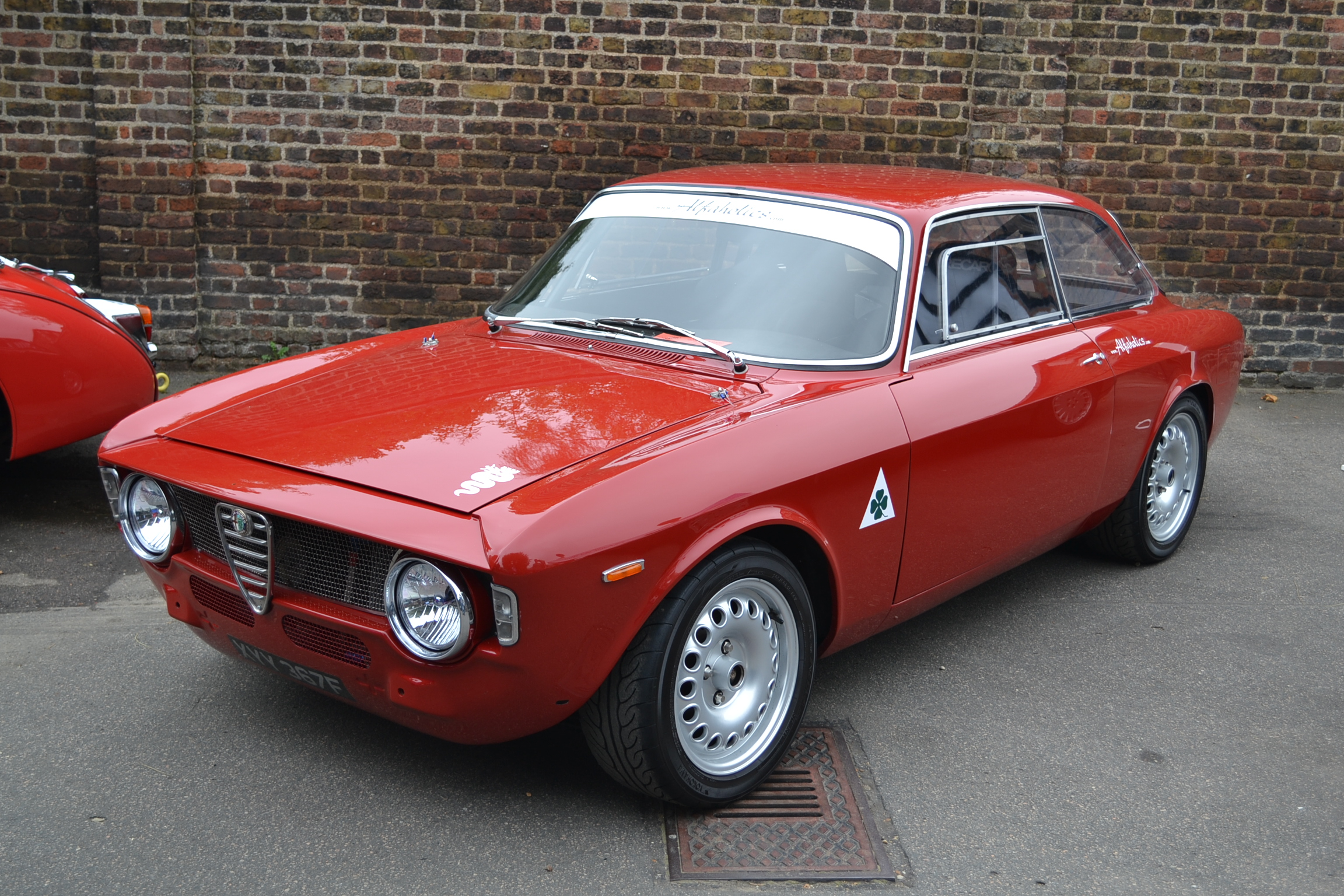
GTA（1965–1969）
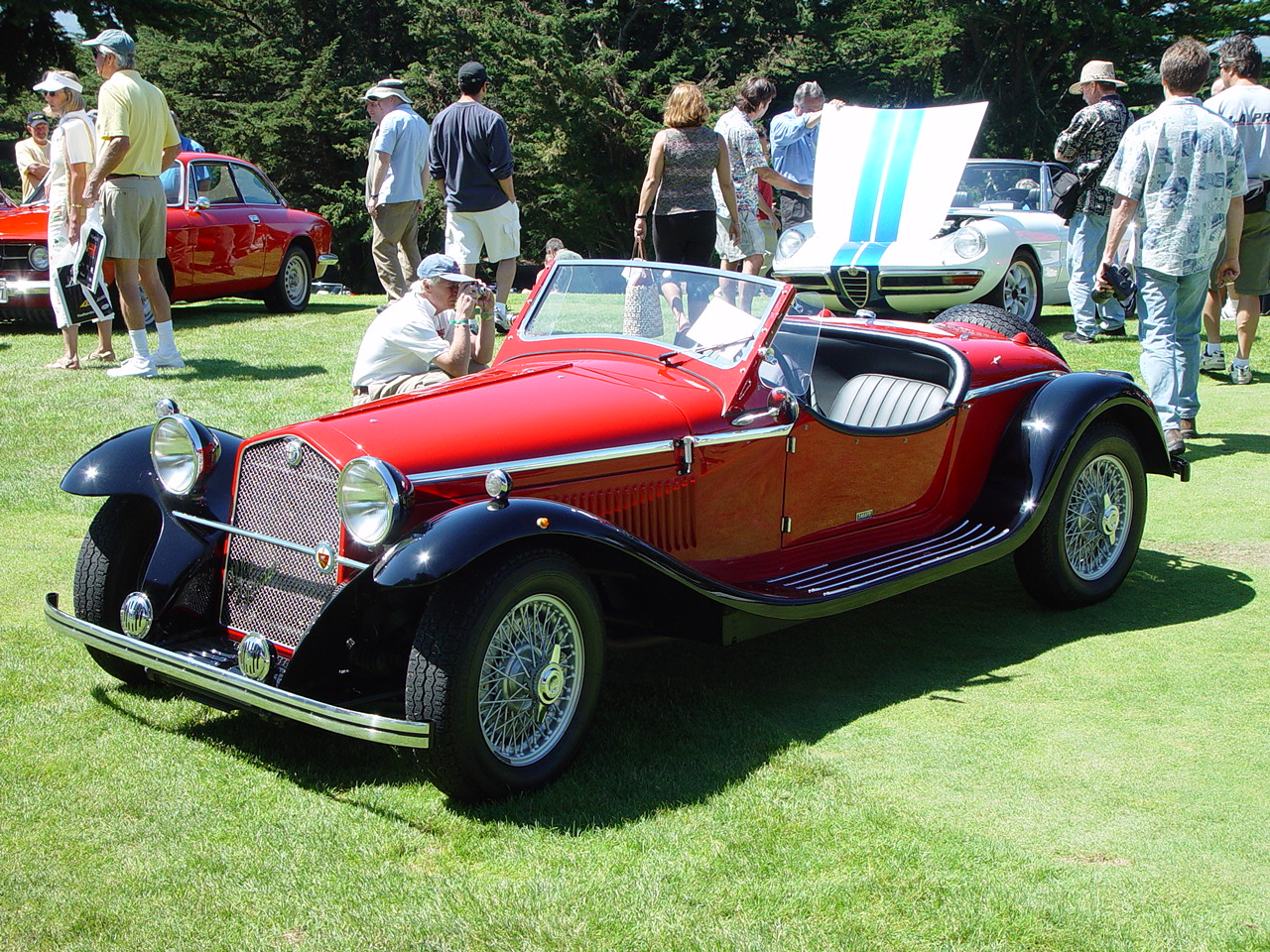
Gran Sport（1965–1967）
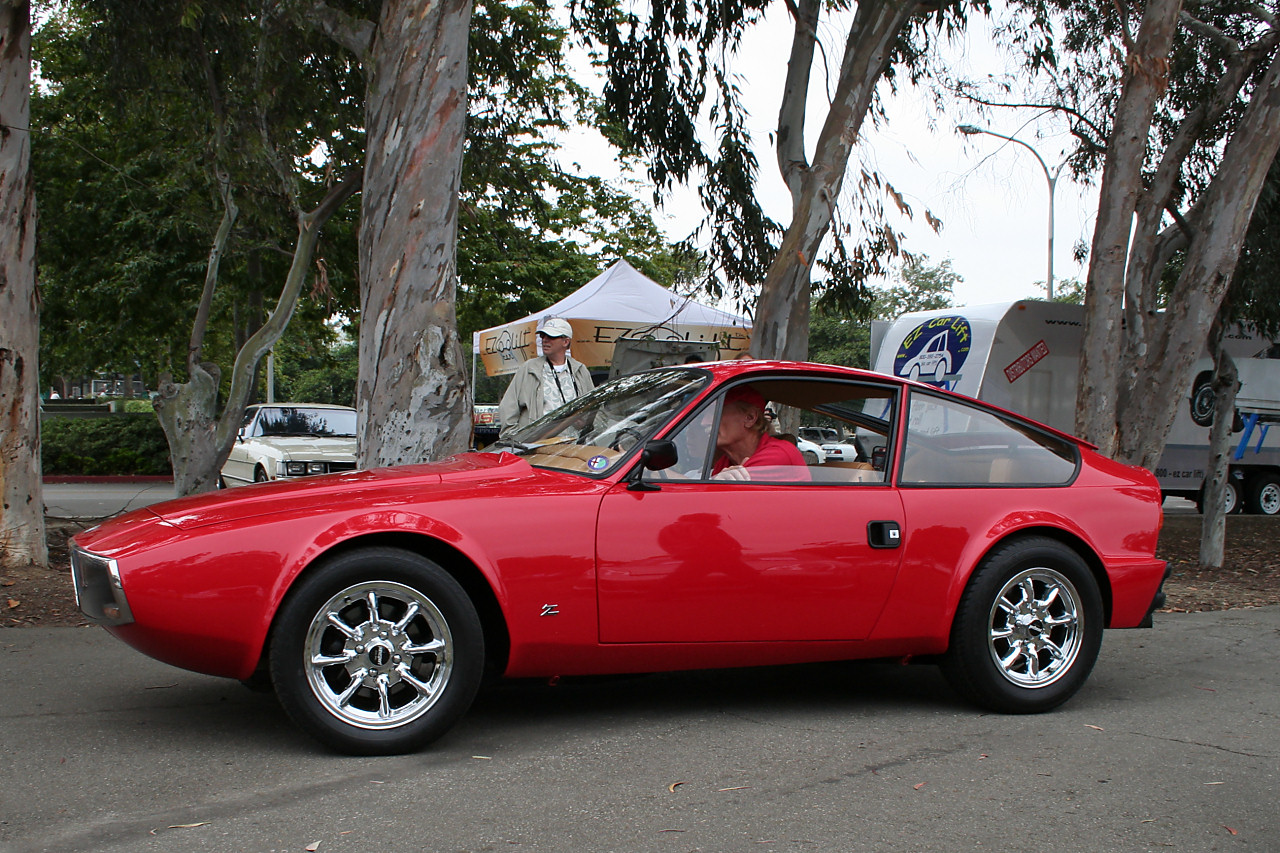
GT 1300 Junior Z（1965–1977）
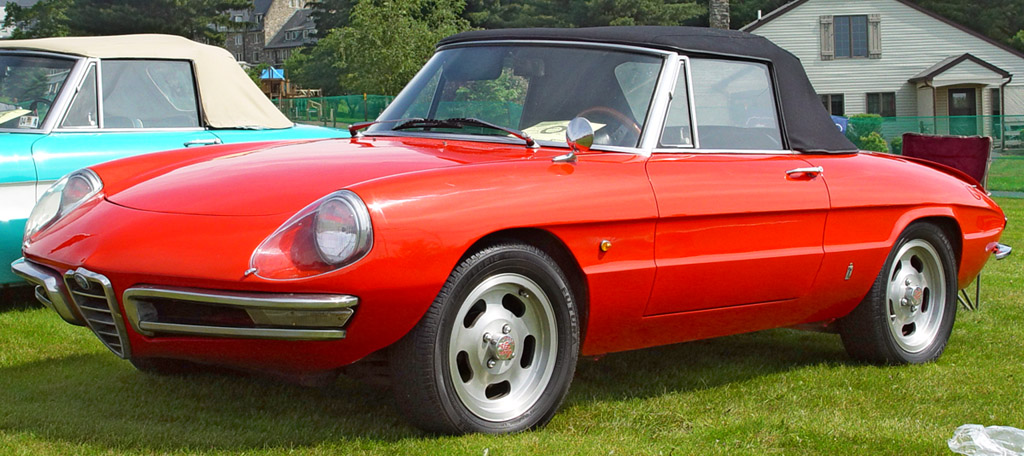
Spider（1966–1993）
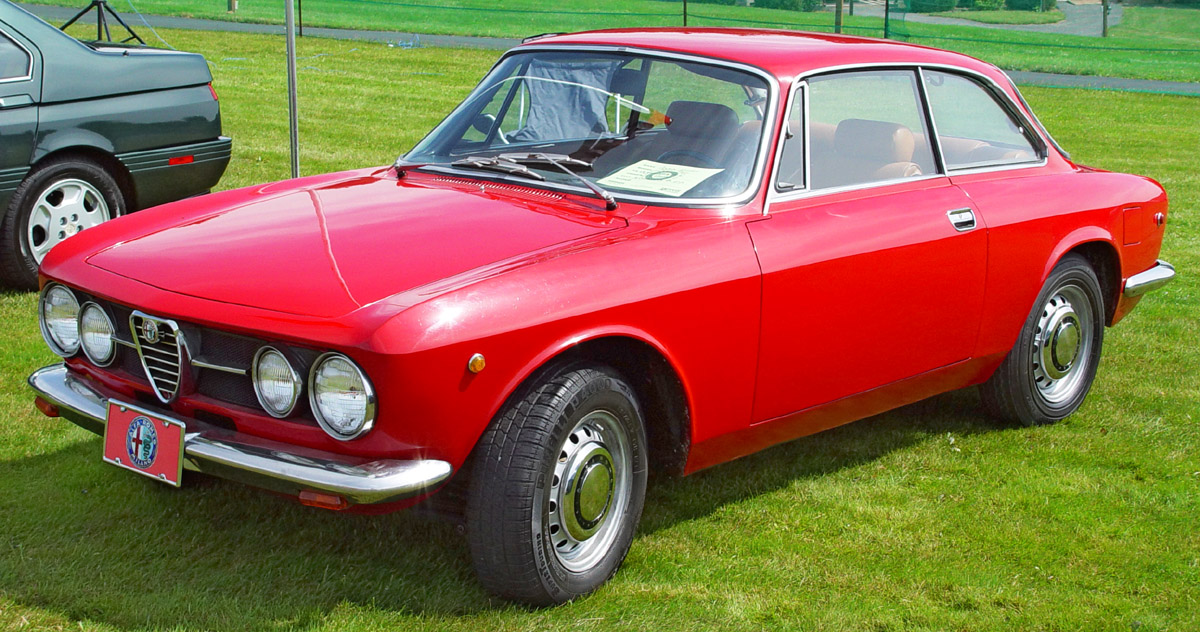
1750 GT Veloce（1967–1972）

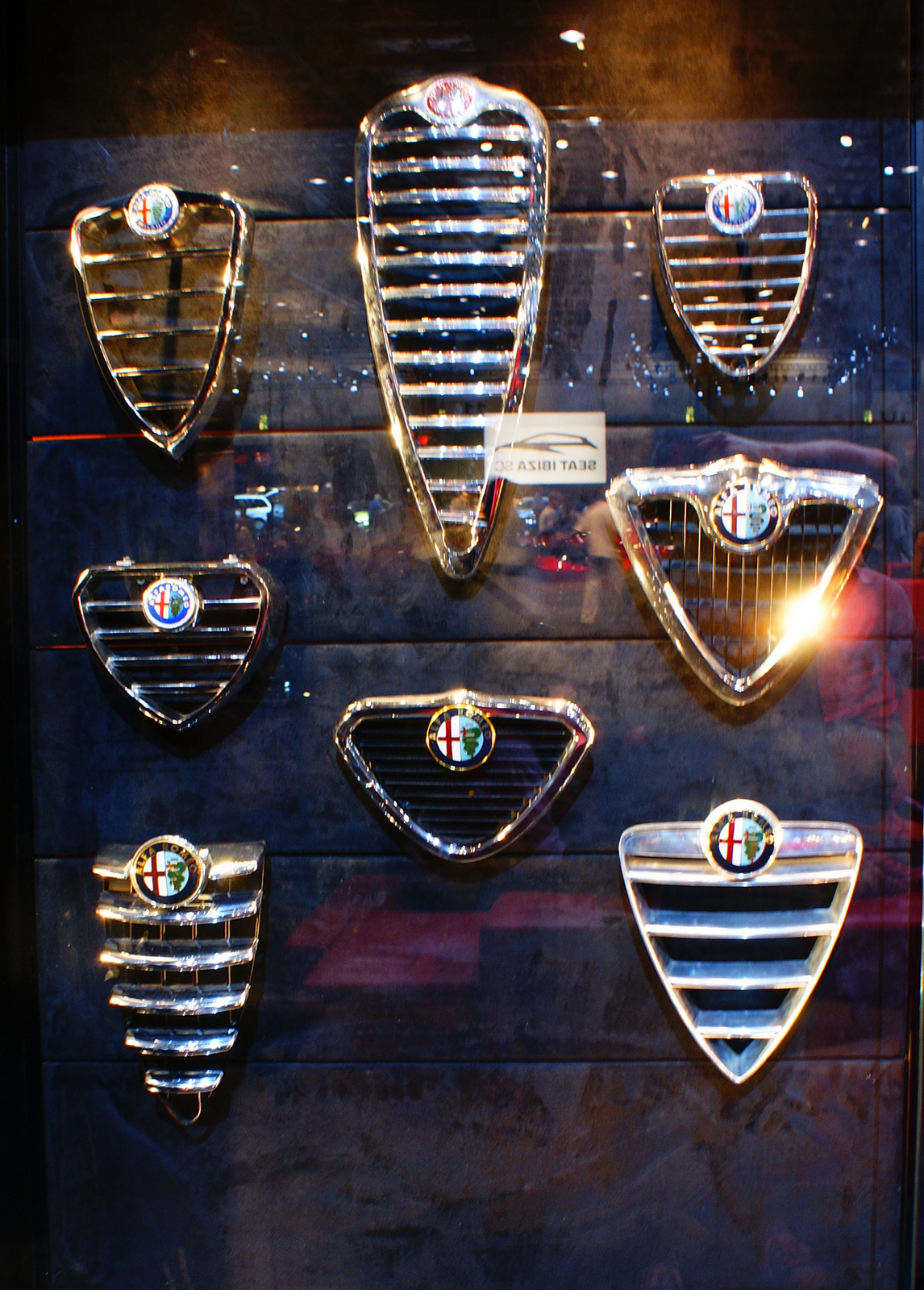
水箱罩沿革

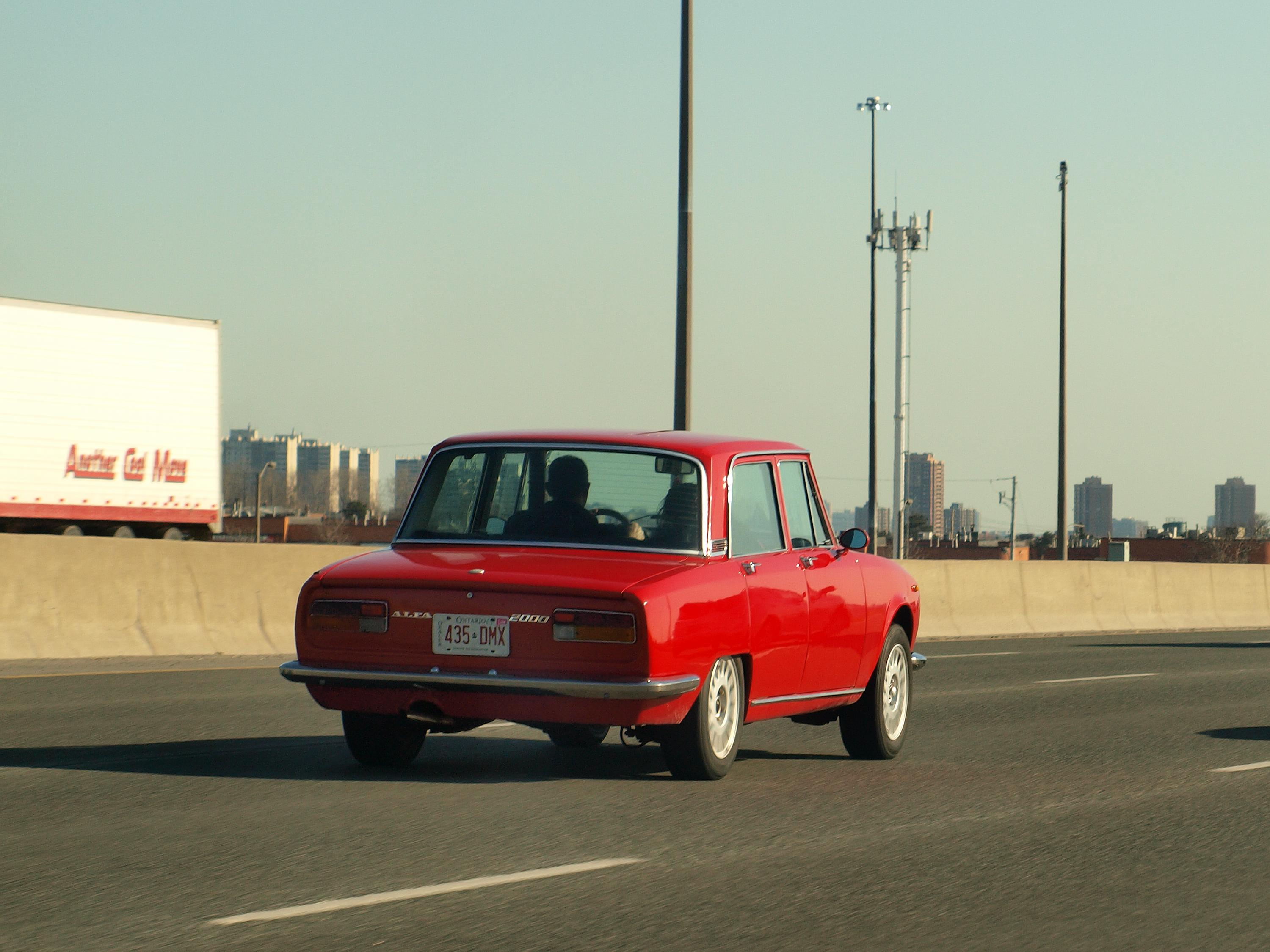
2000（1967–1972）
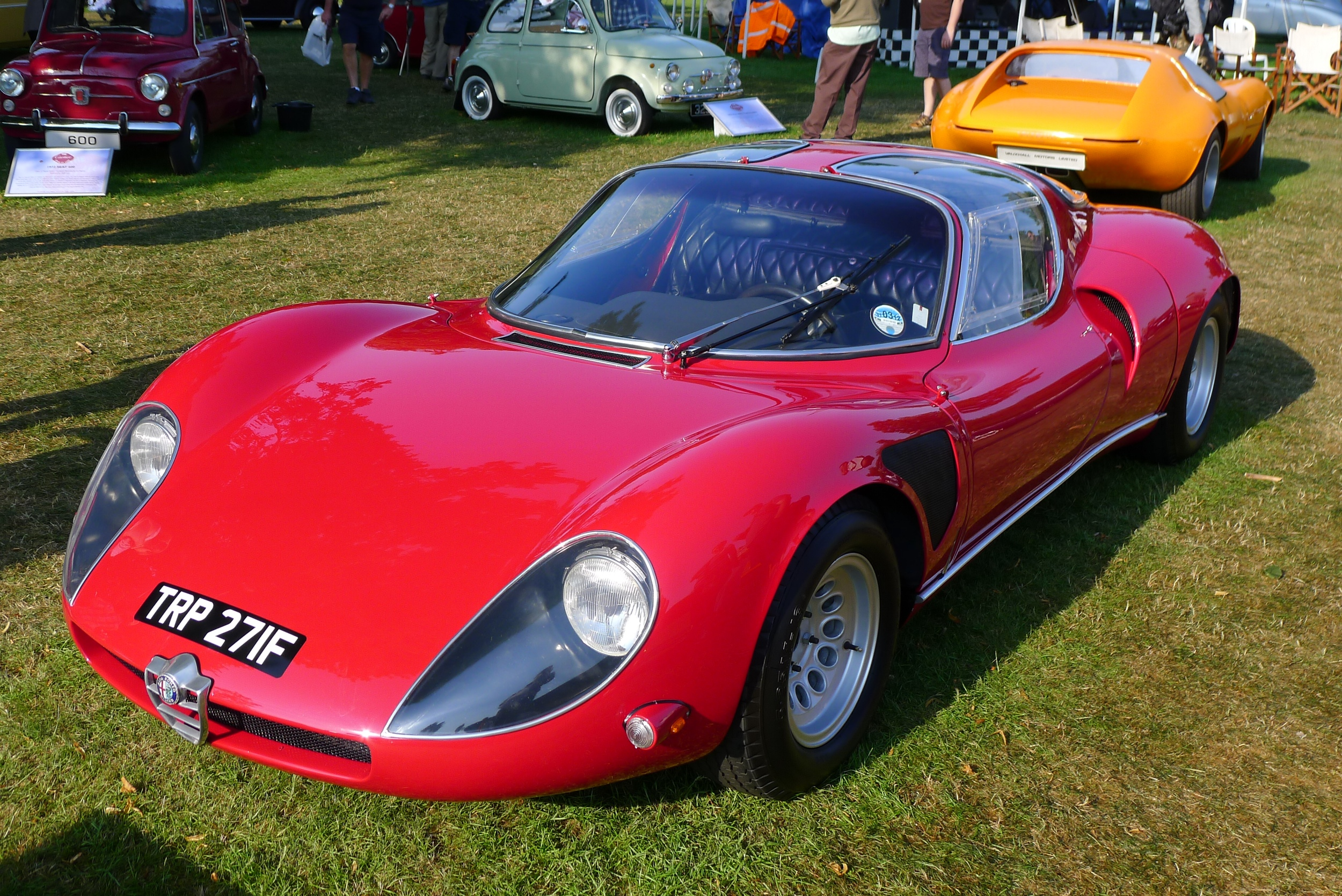
33 Stradale（1967–1969）
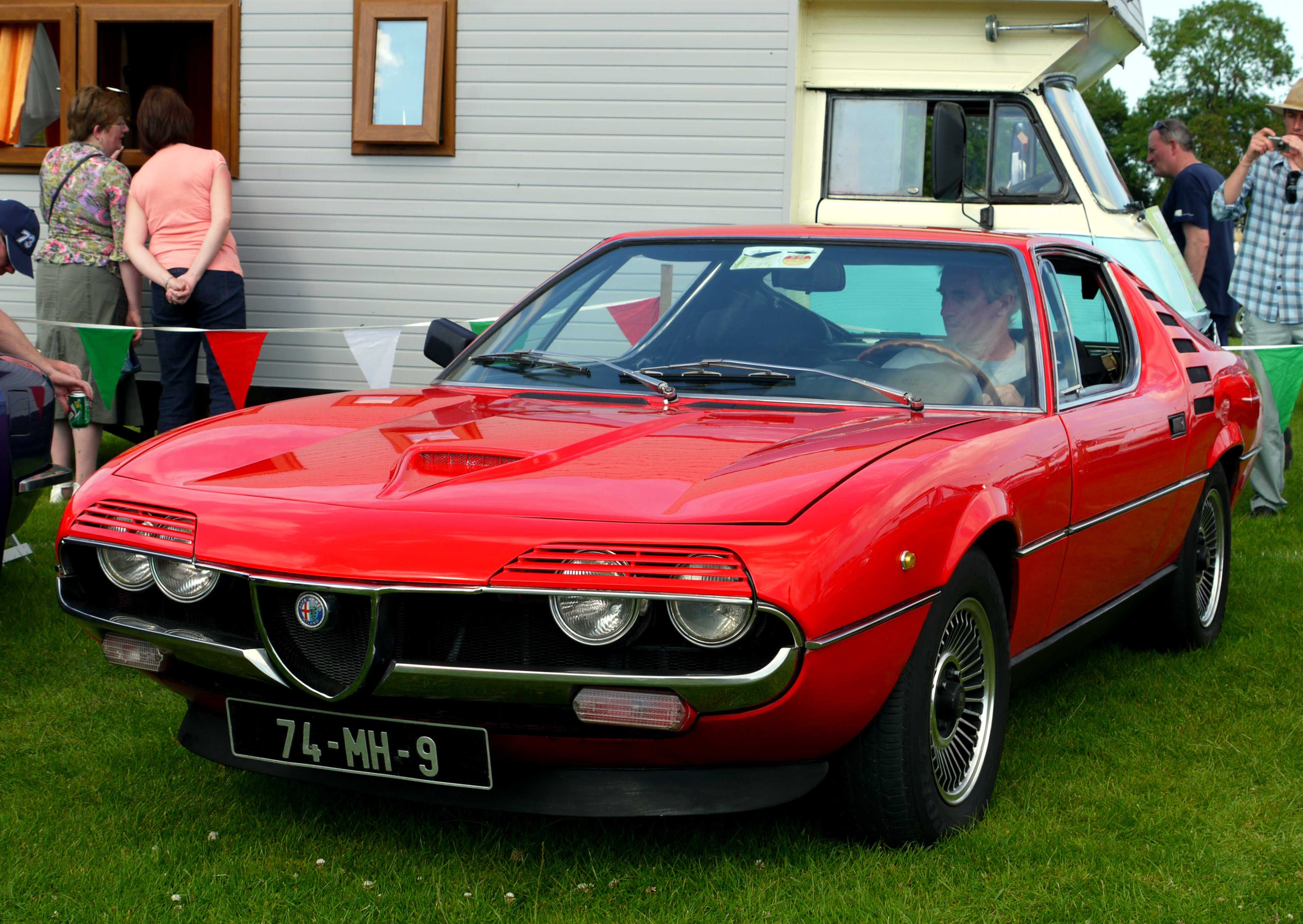
Montreal（1970–1977）
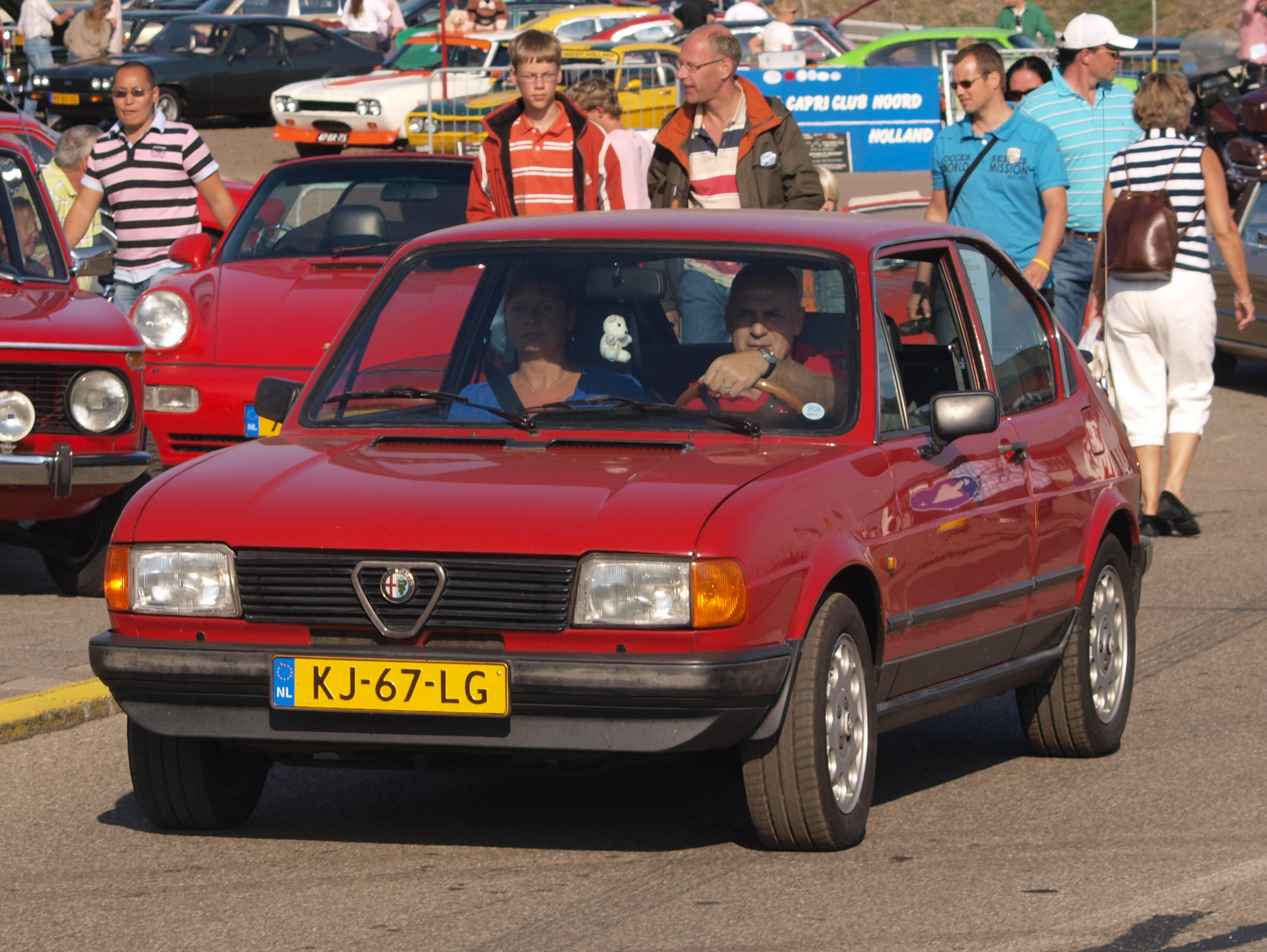
Alfasud（1971–1989）
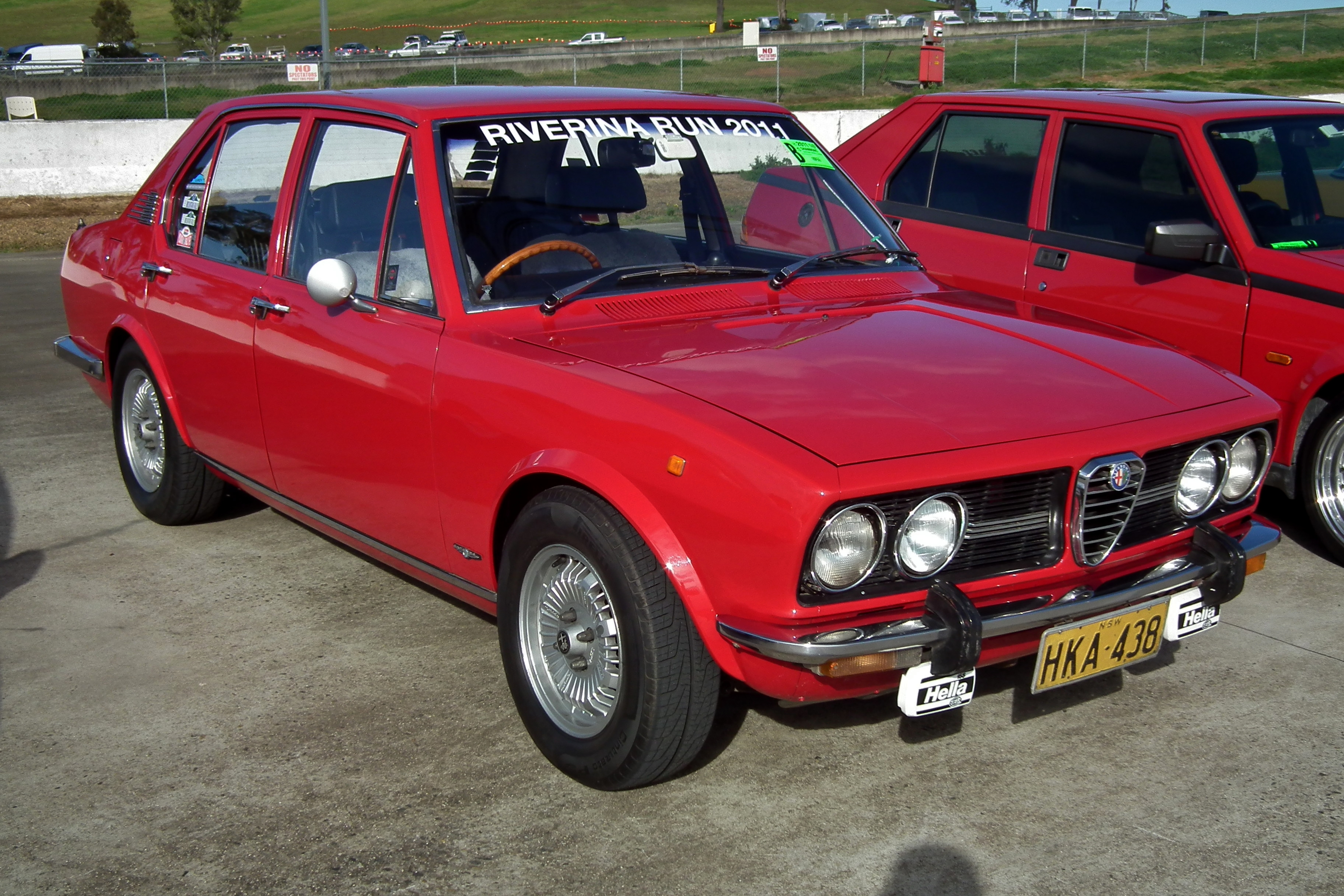
Alfetta（1972–1987）
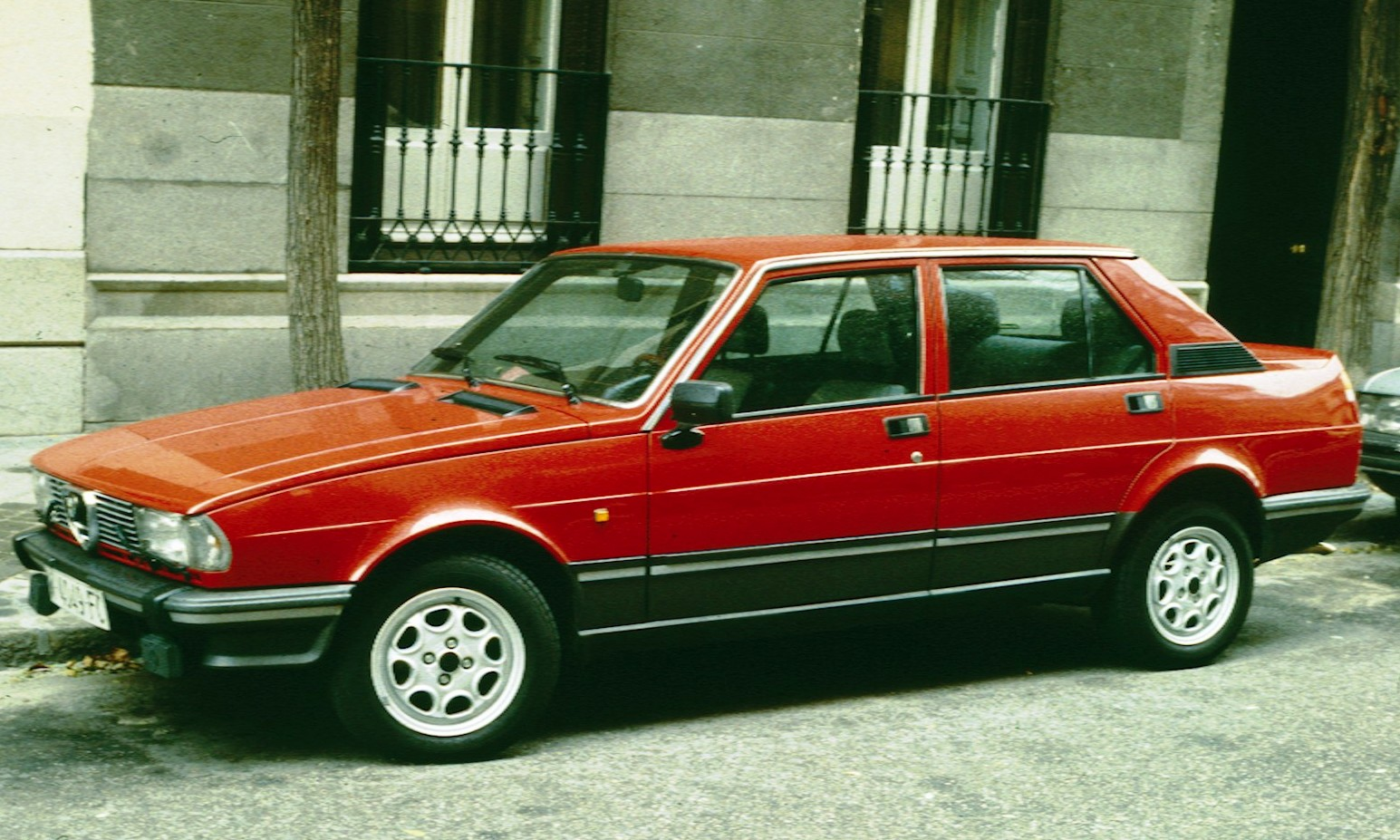
Giulietta（1977–1985）
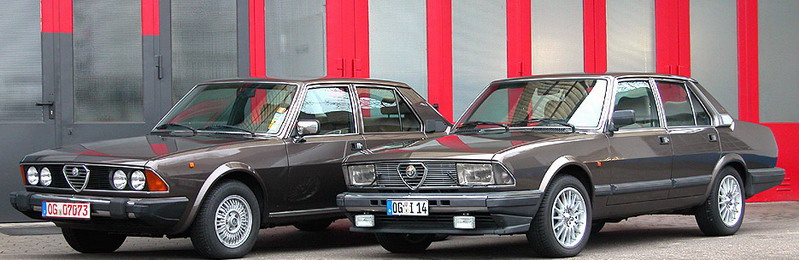
Alfa 6（1979–1986）
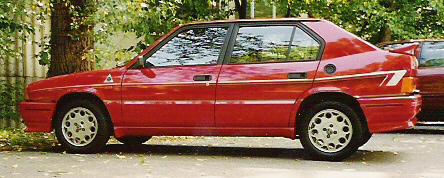
33（1983–1995）
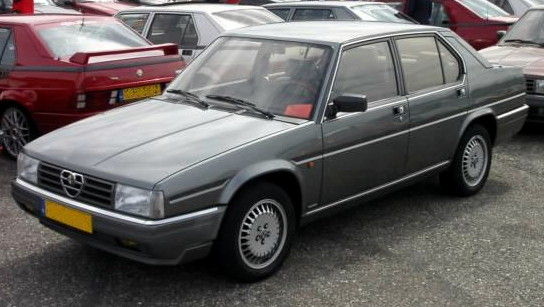
90（1984–1987）
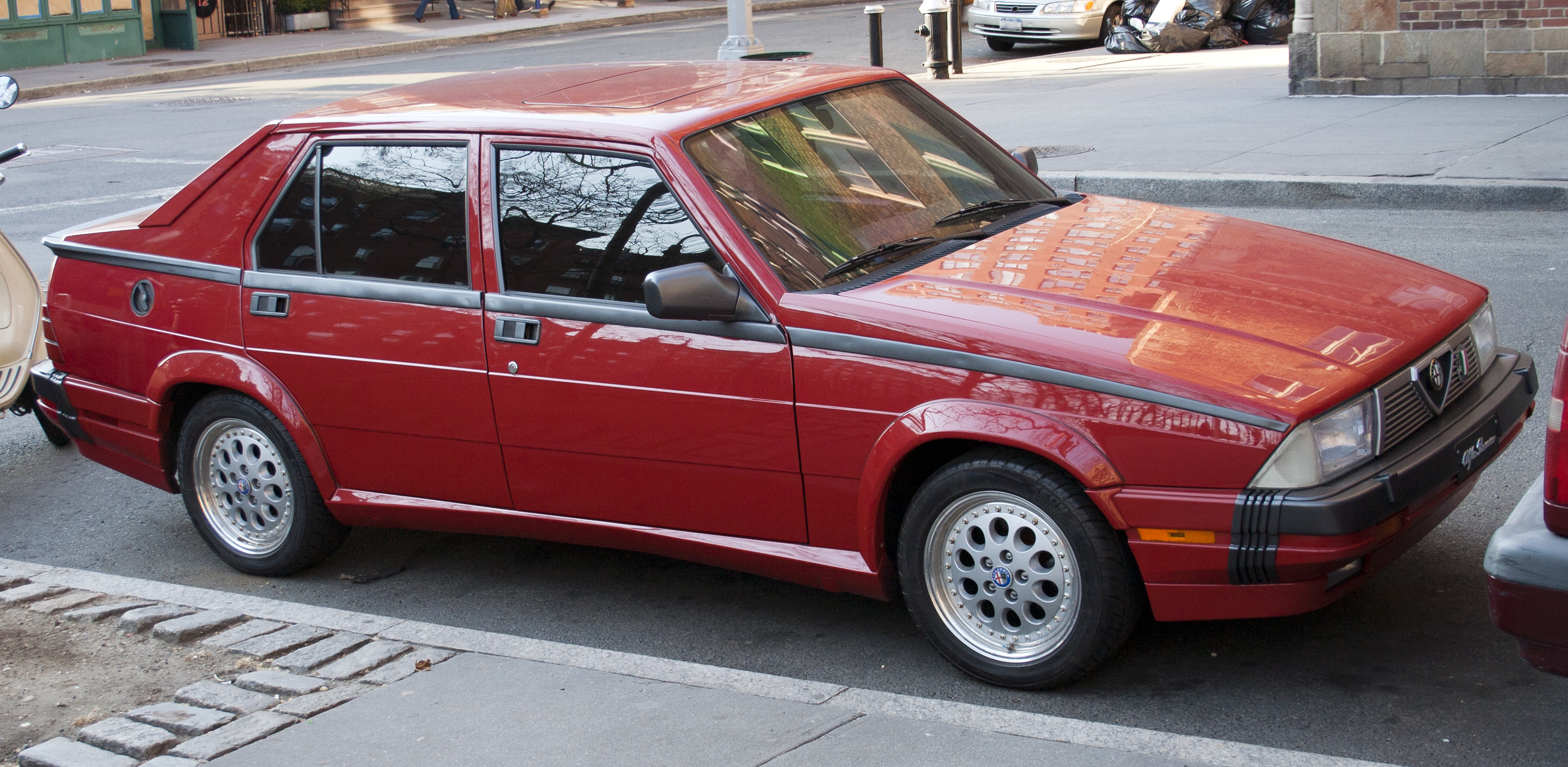
75（1985–1992）
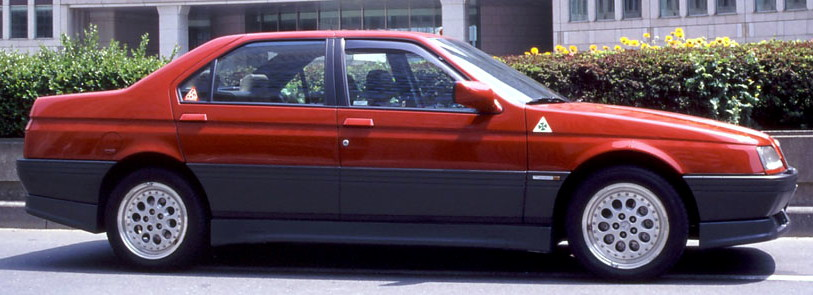
164（1987–1998）
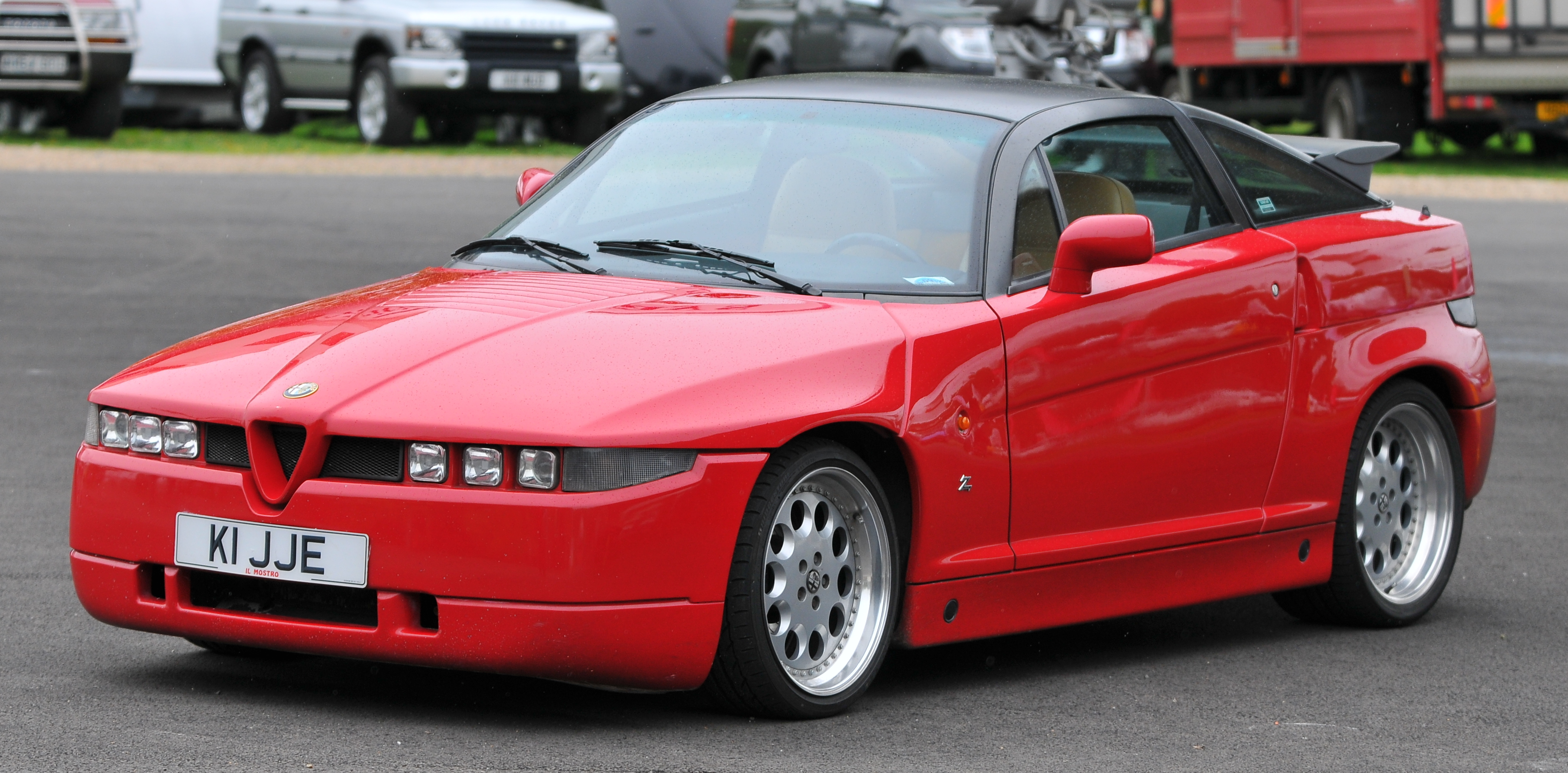
SZ（1989–1991）
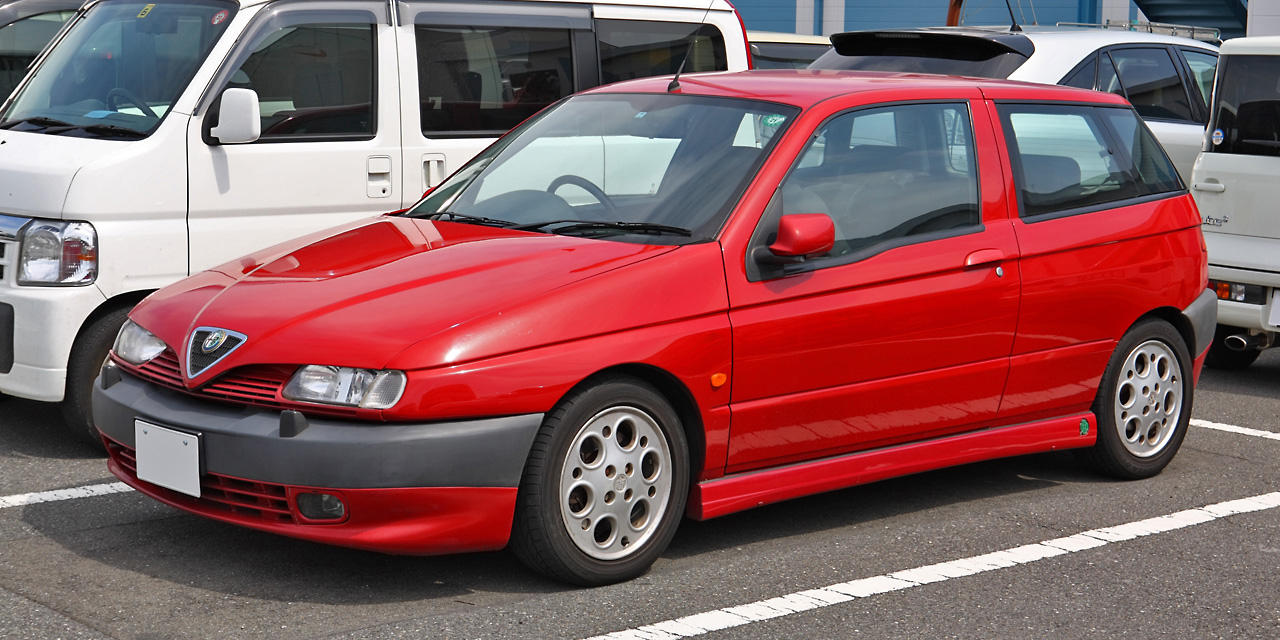
145（1994–2000）
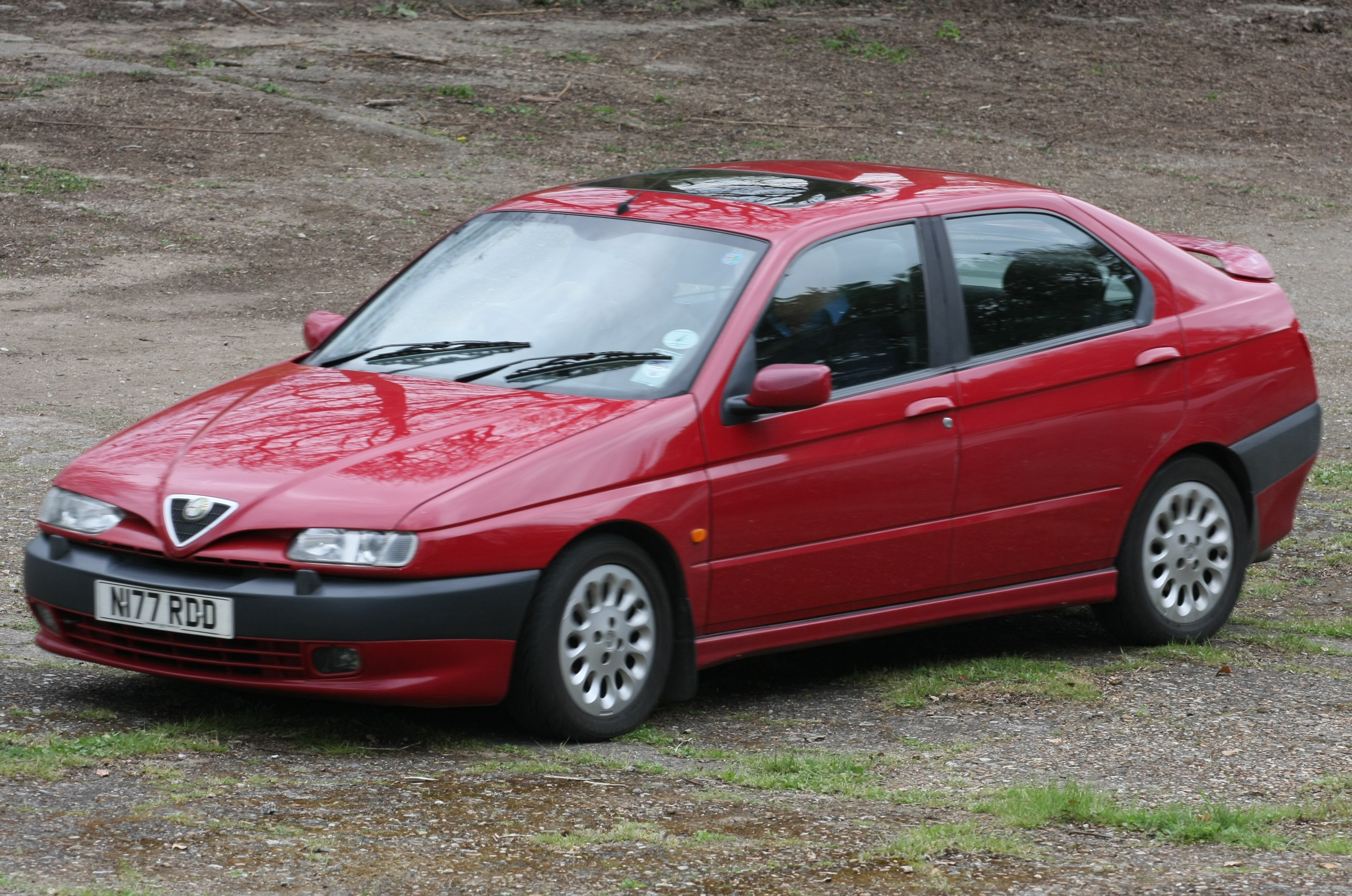
146（1995–2000）
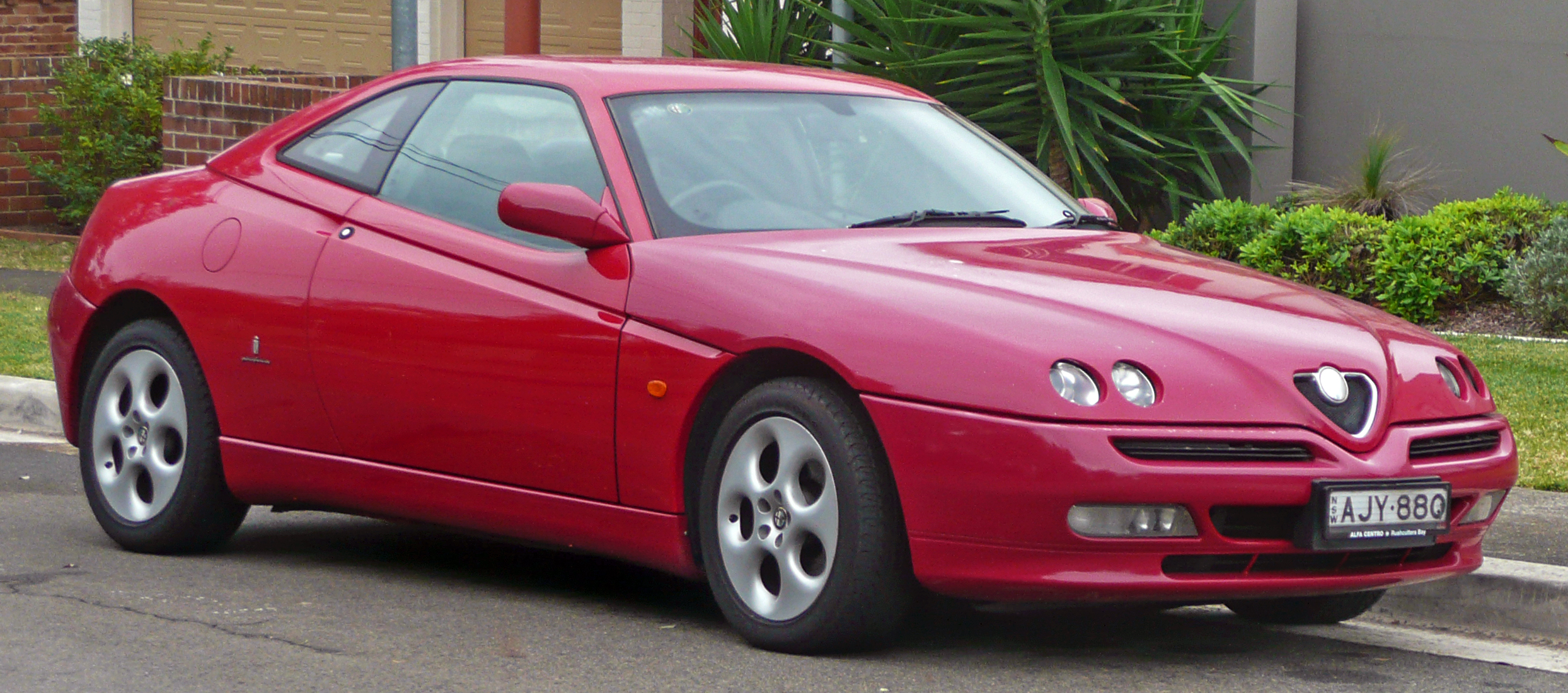
GTV（1994–2004）
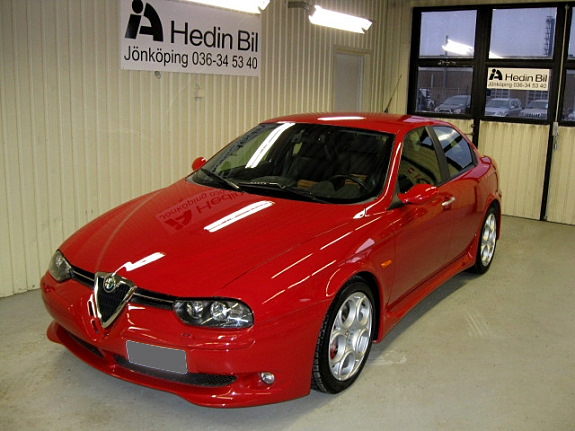
156（1996-2005）
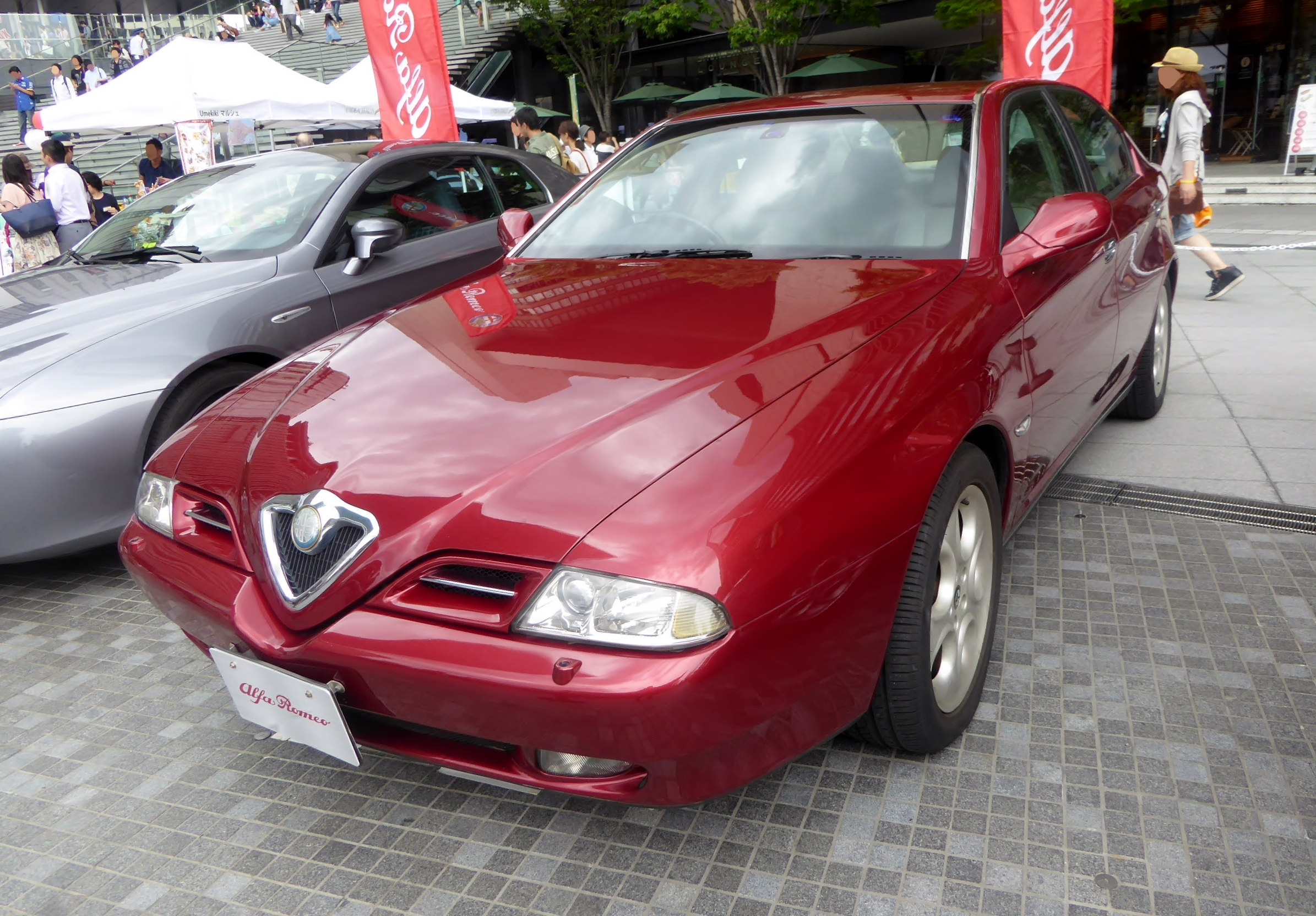
166（1996–2007）
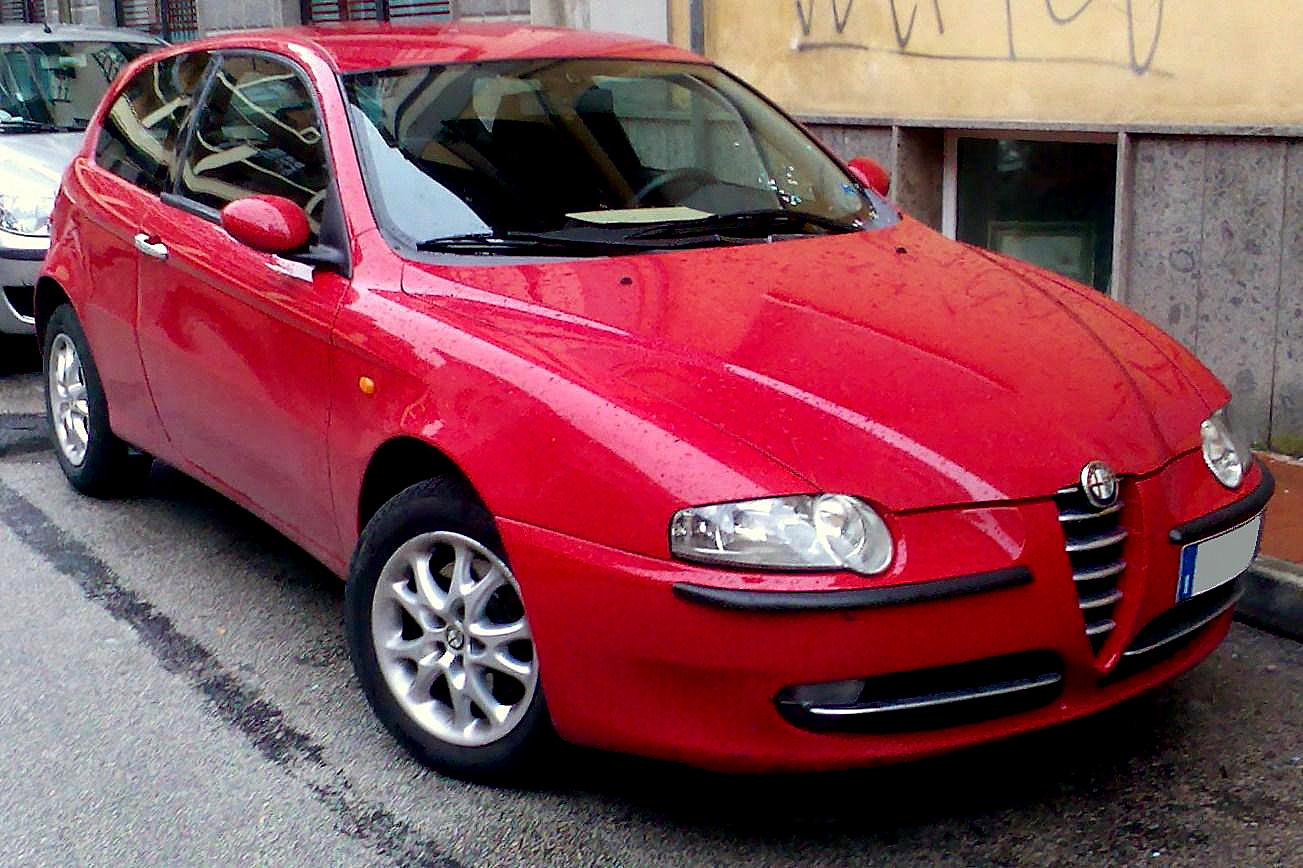
147（2000–2010）
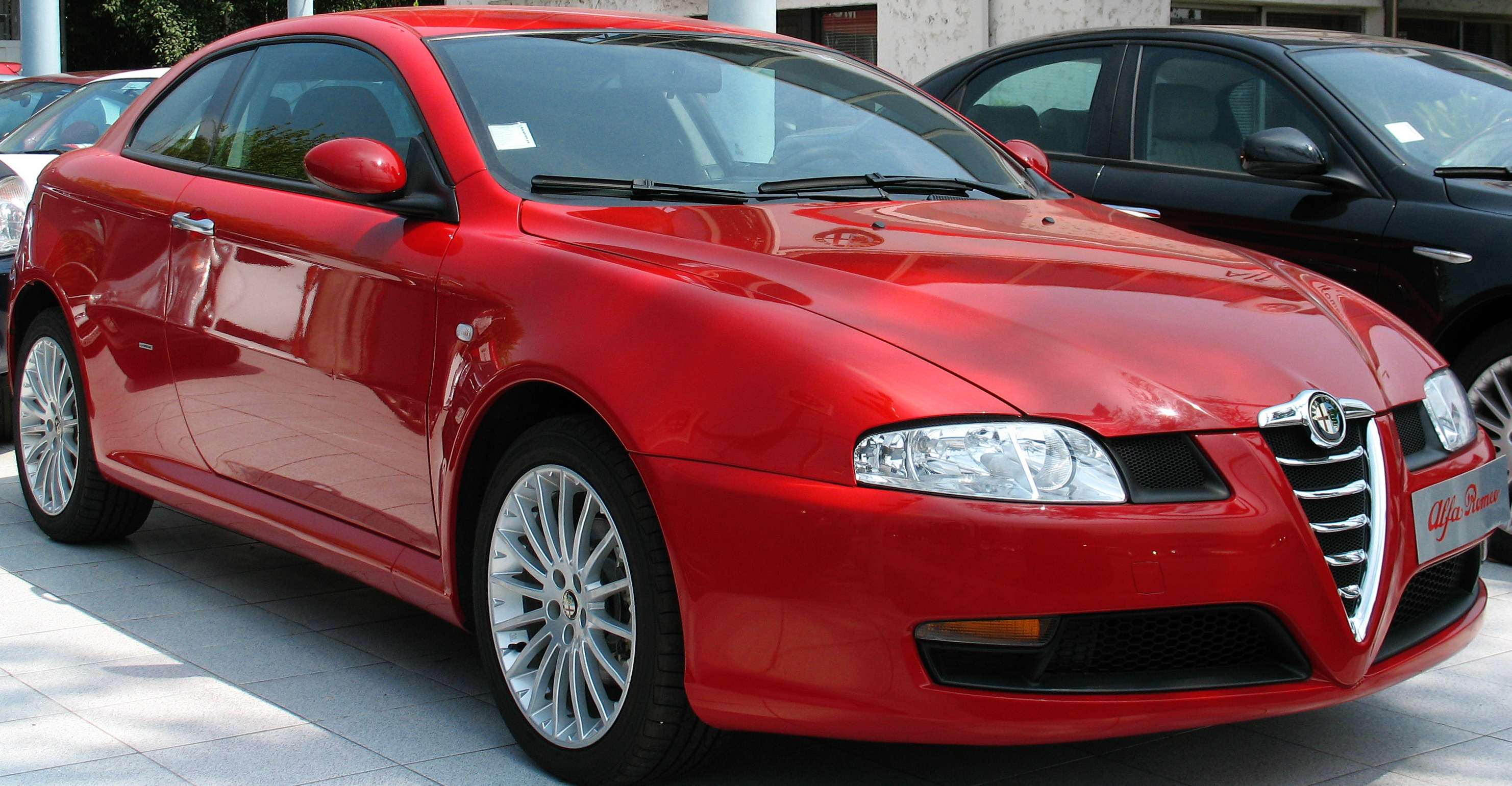
GT（2003–2010）
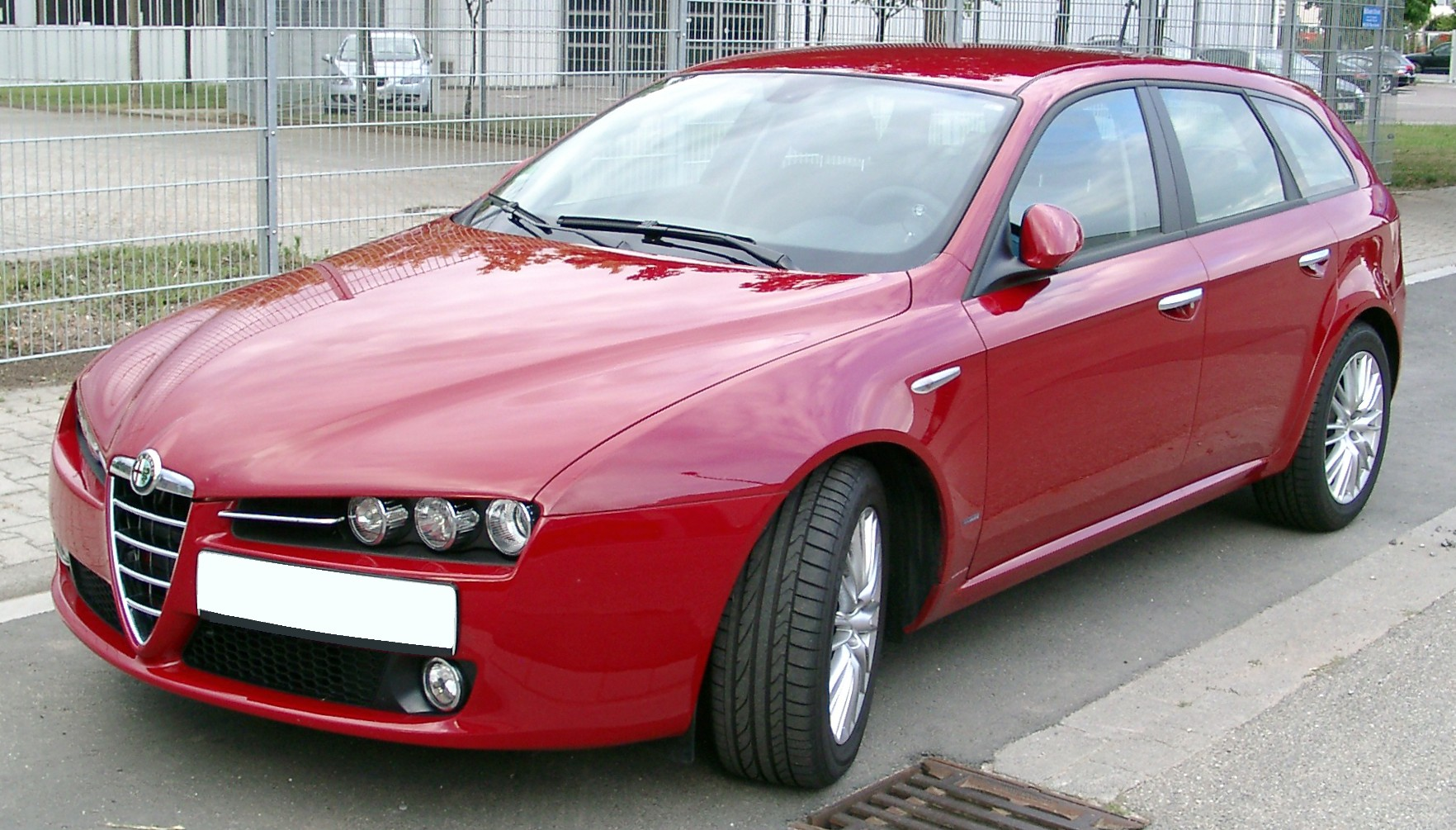
159（2004–2011）
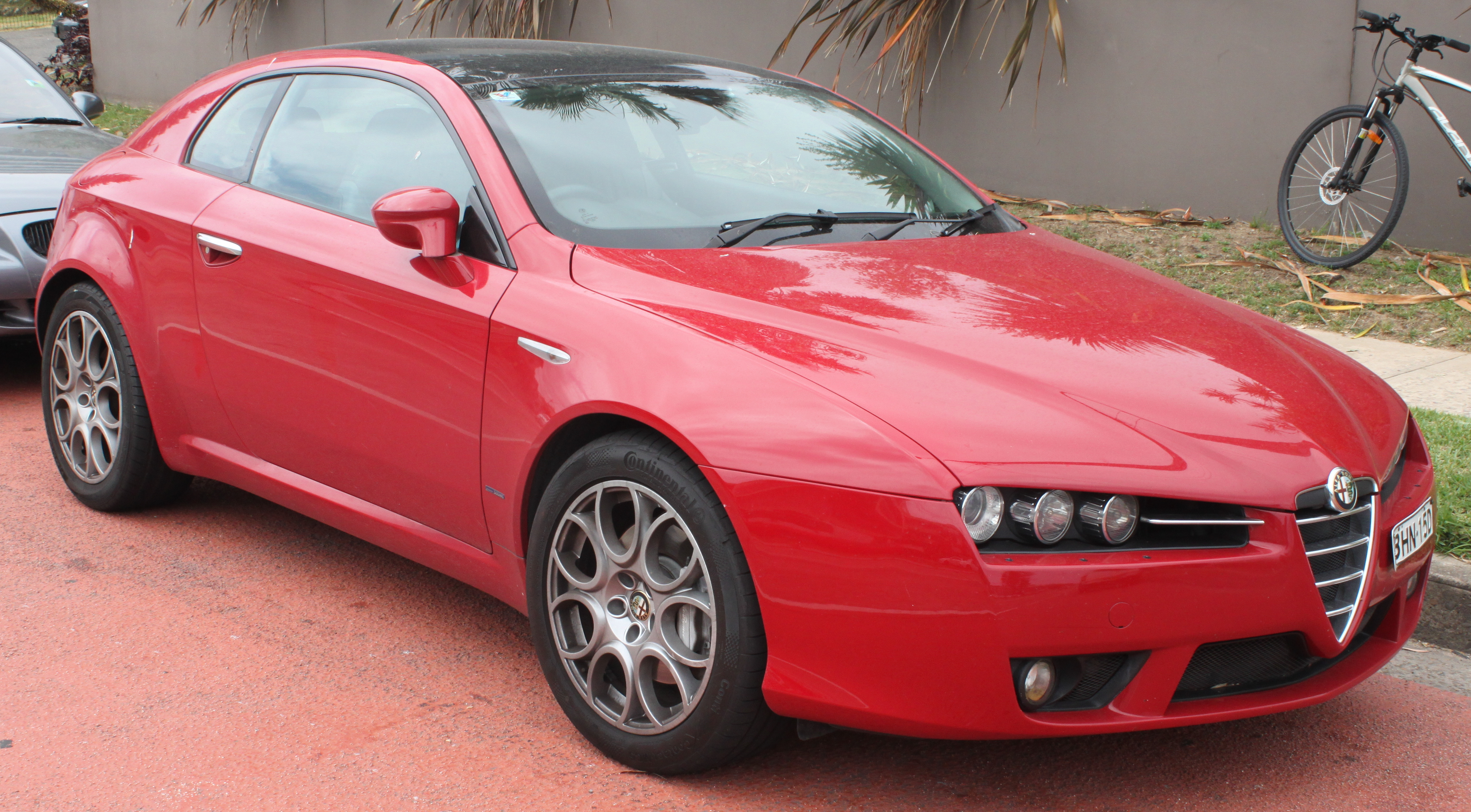
Brera（2005–2010）
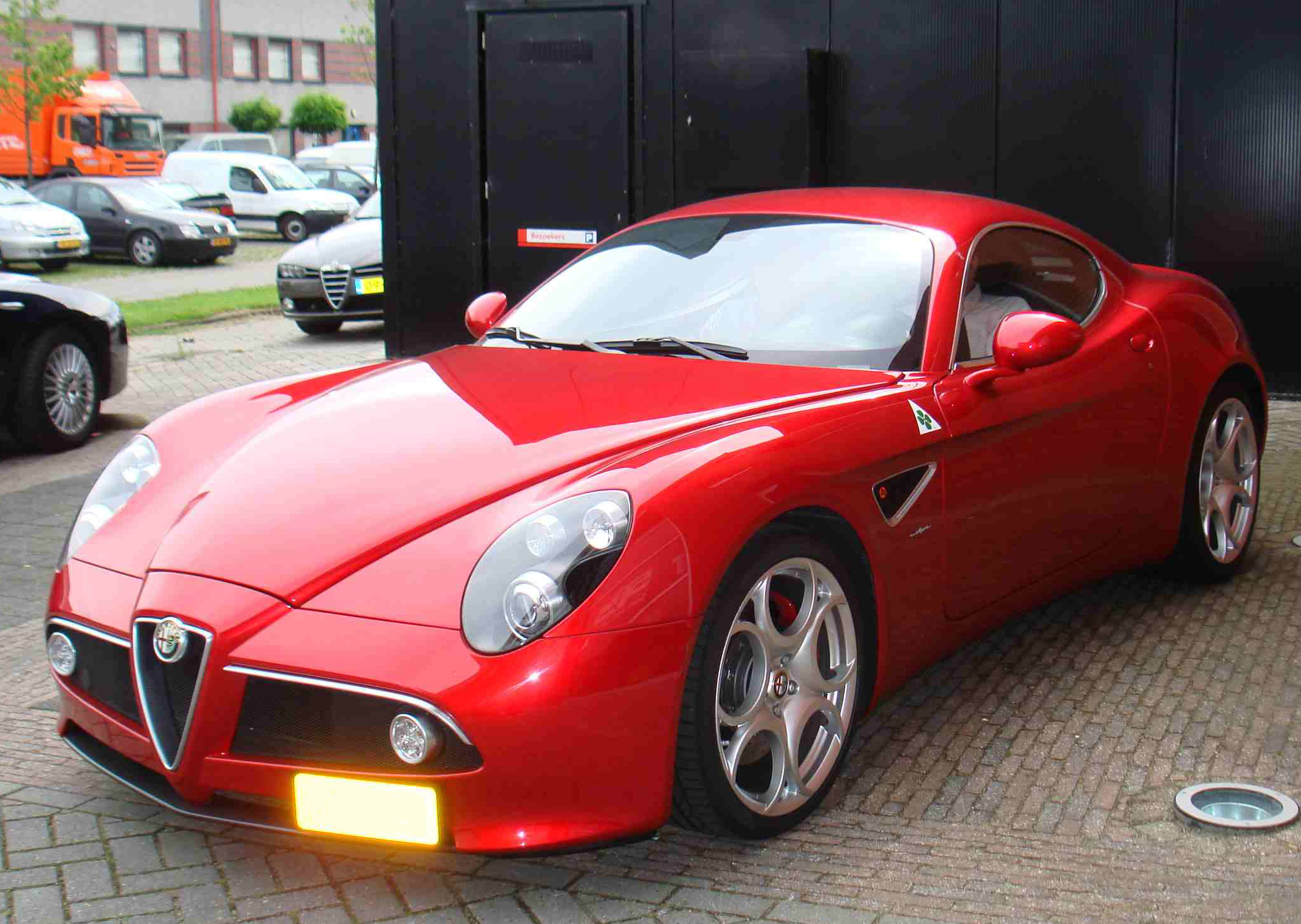
8C Competizione（2007–2010）
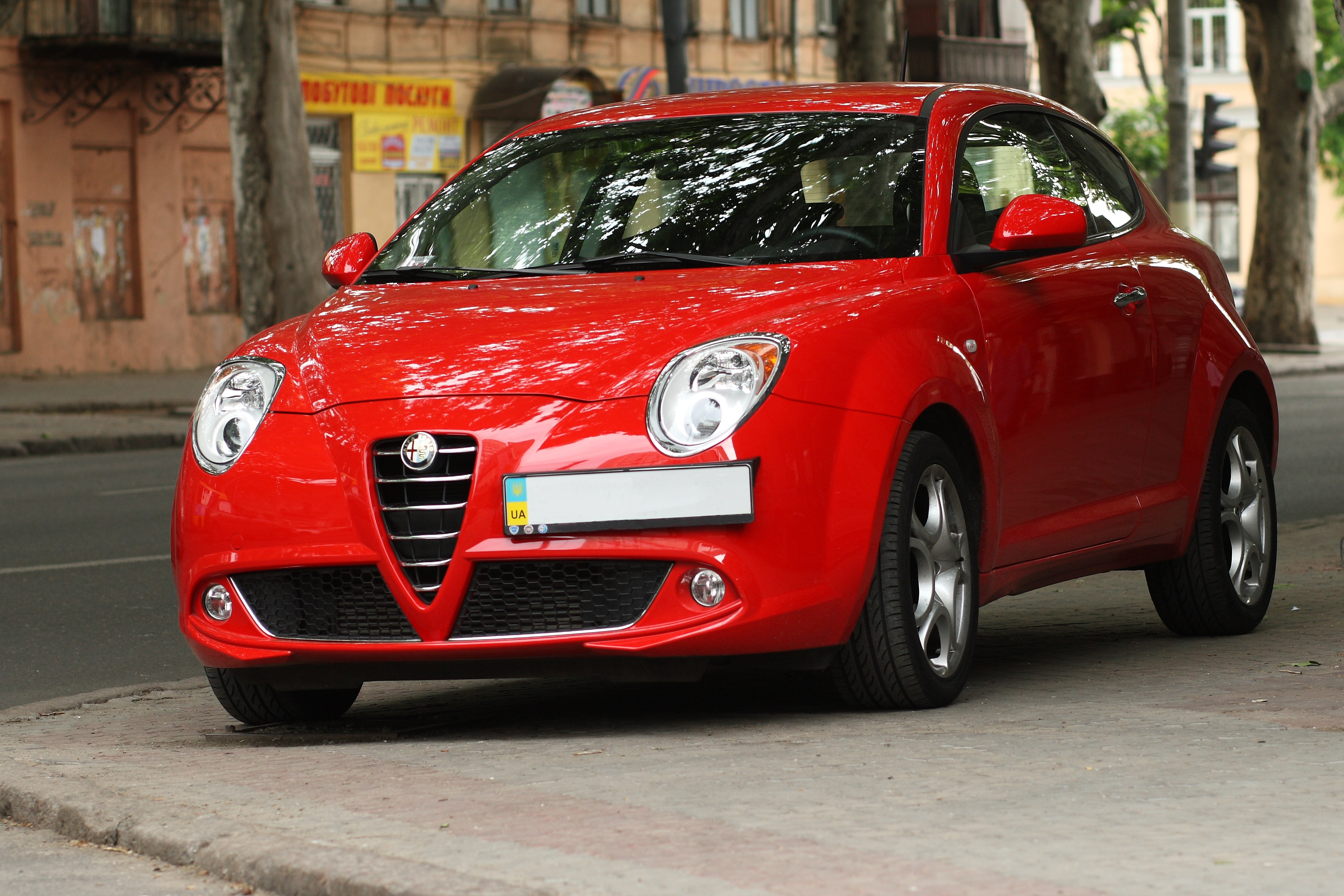
MiTo（2008–2018）
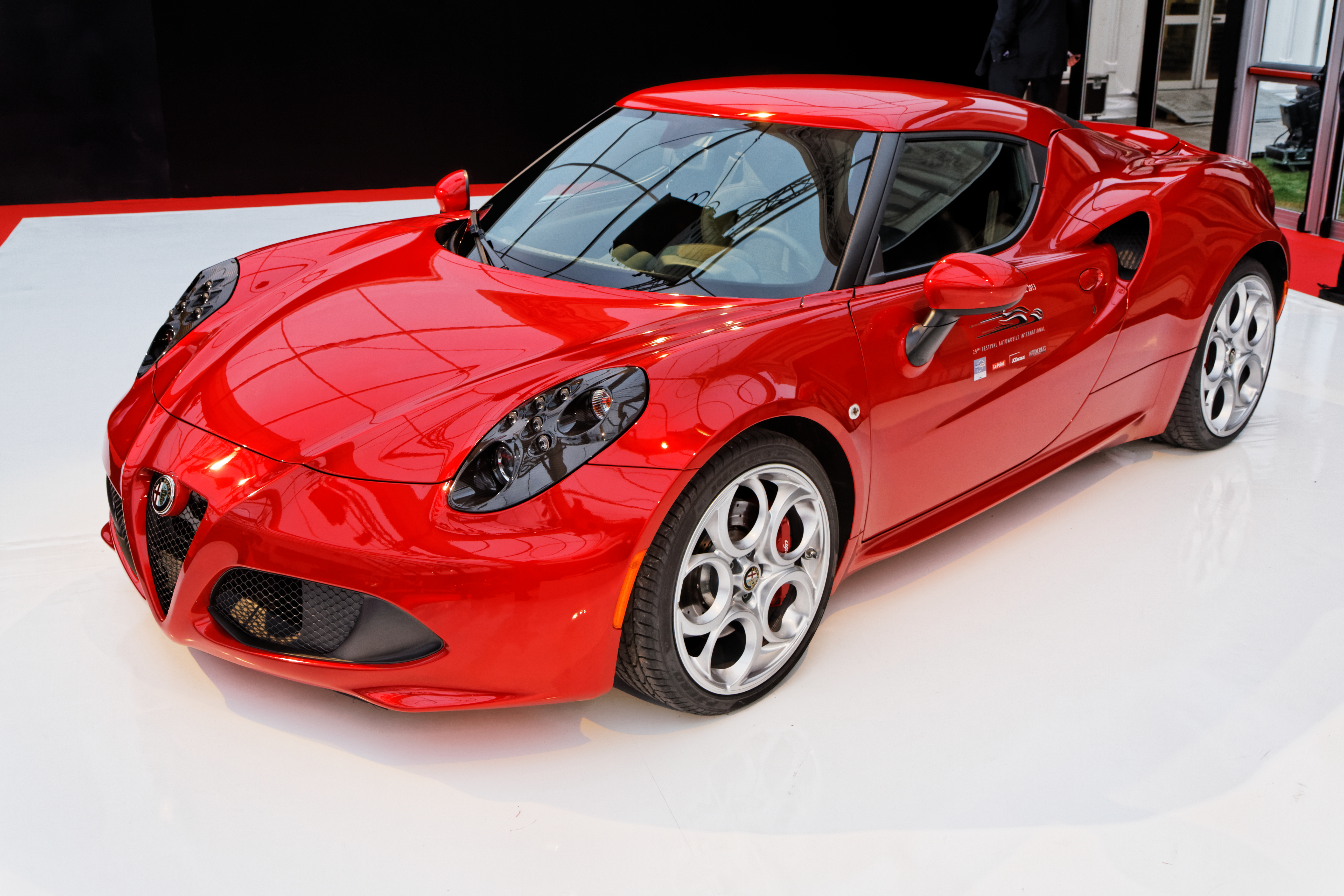
4C（2013–2020）
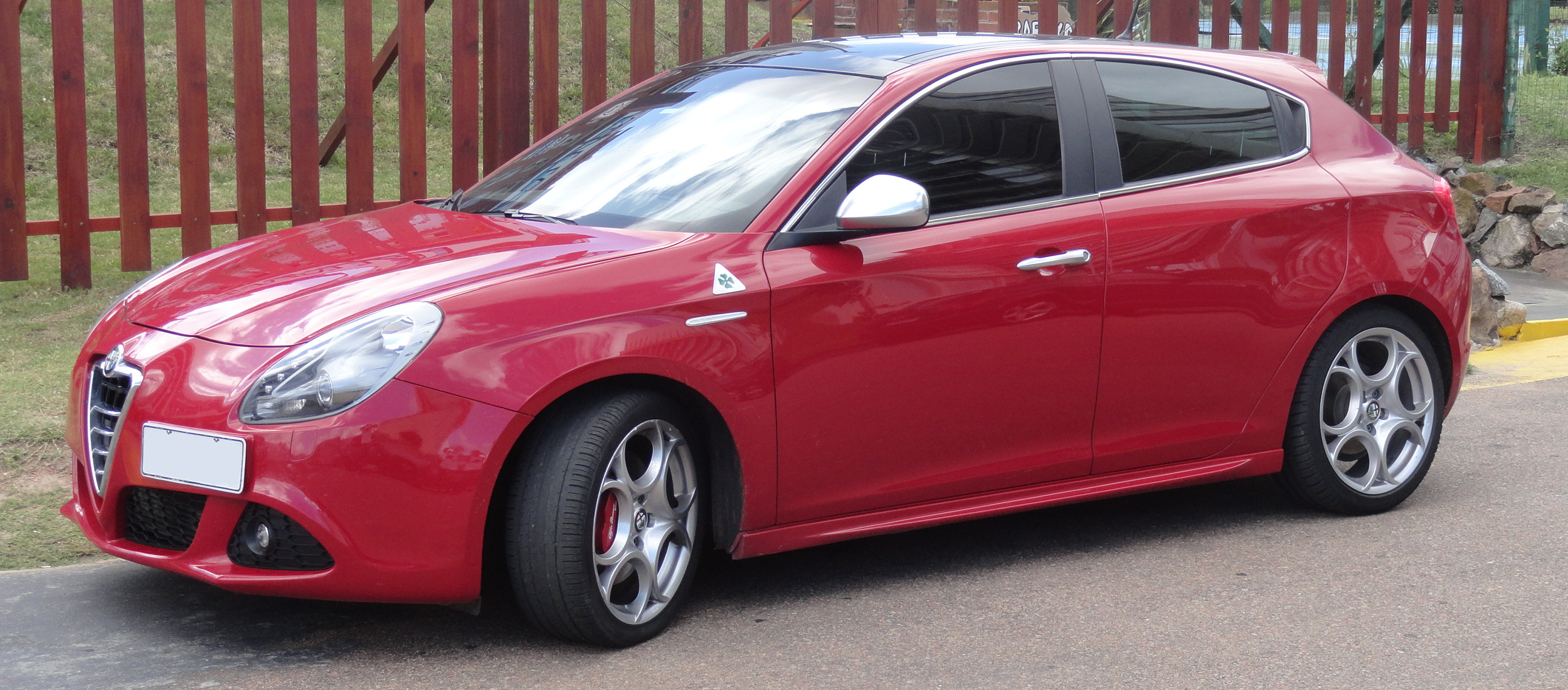
Giulietta（2010–2020）
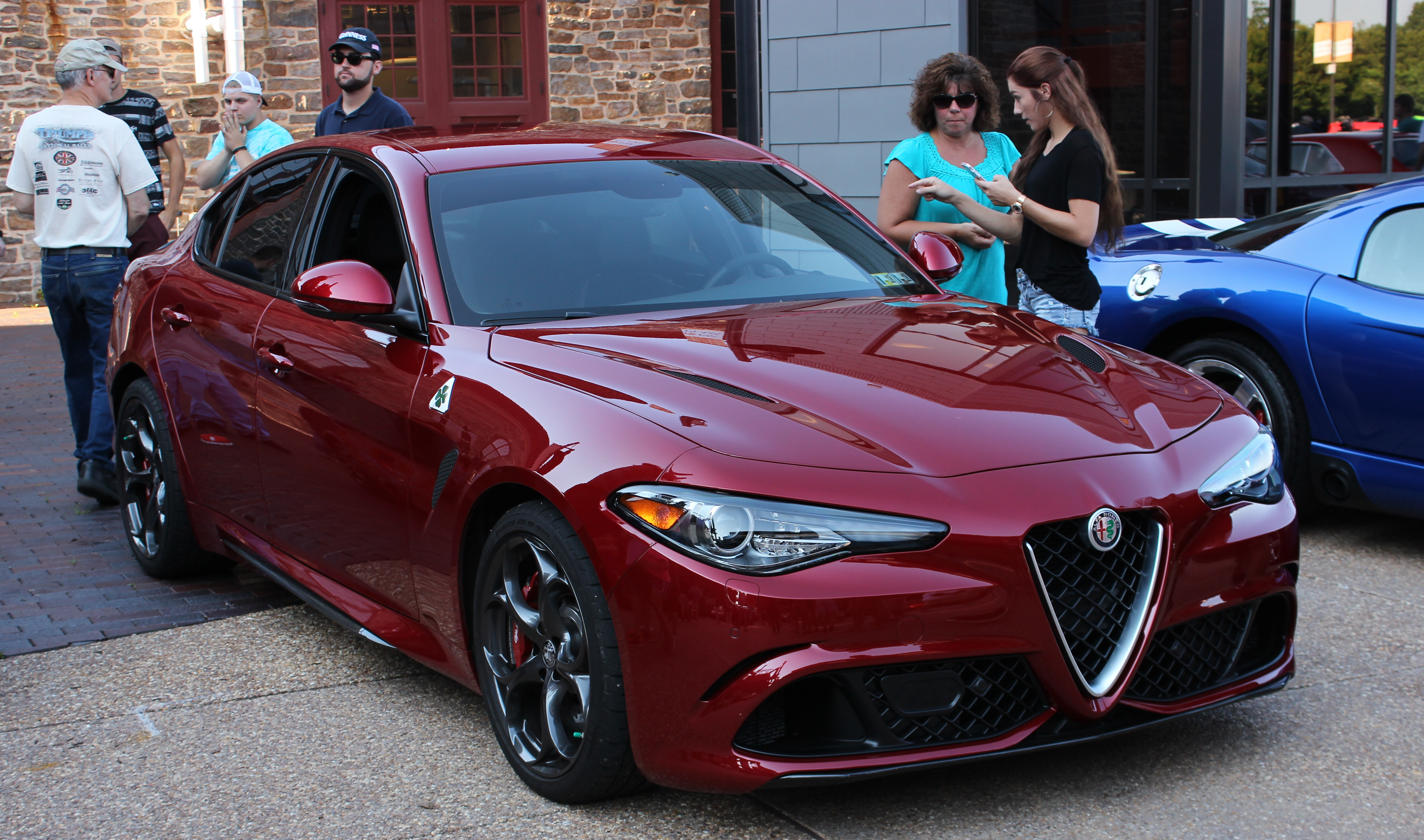
Giulia（2016–至今）
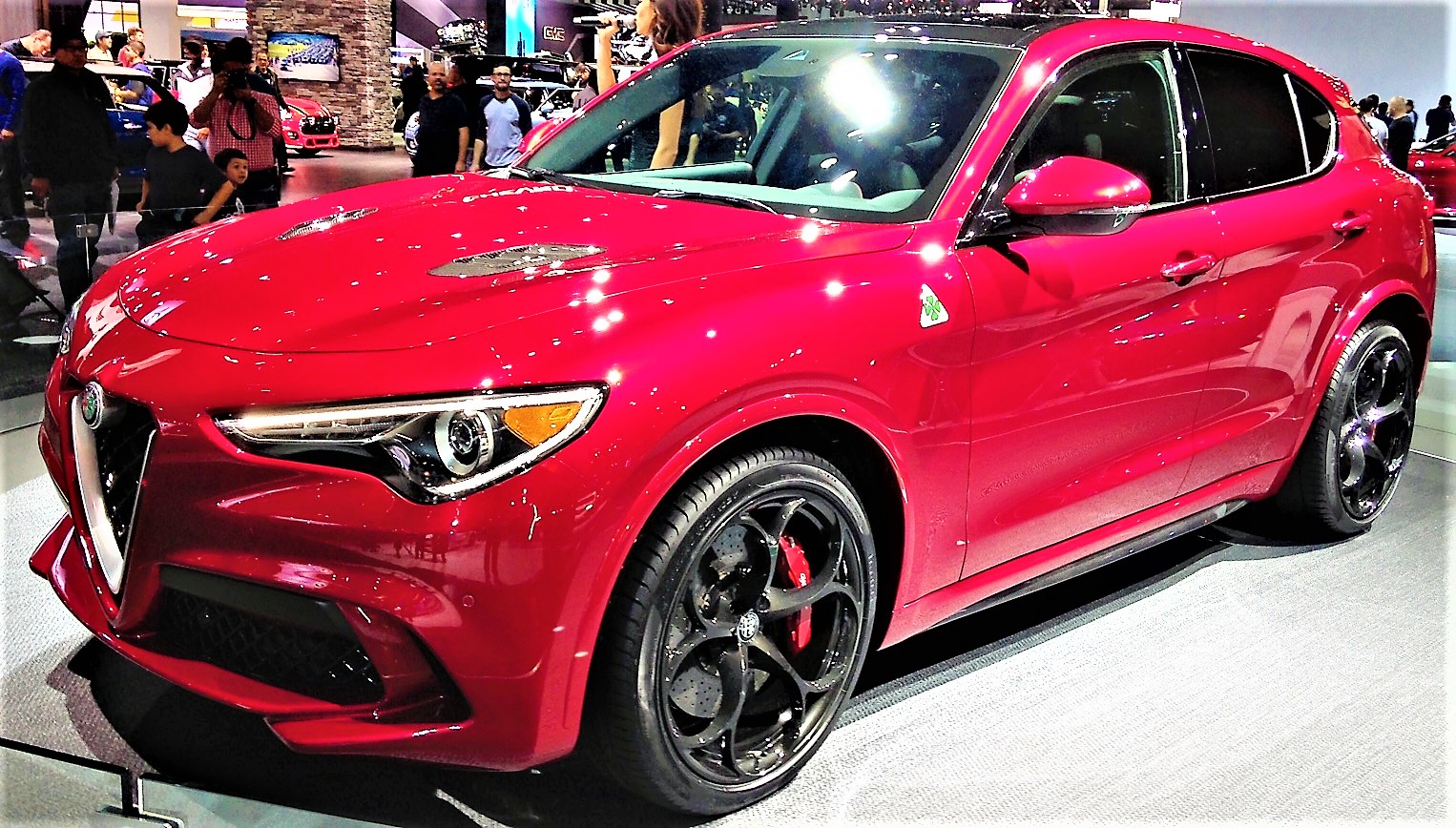
Stelvio（2017–至今）
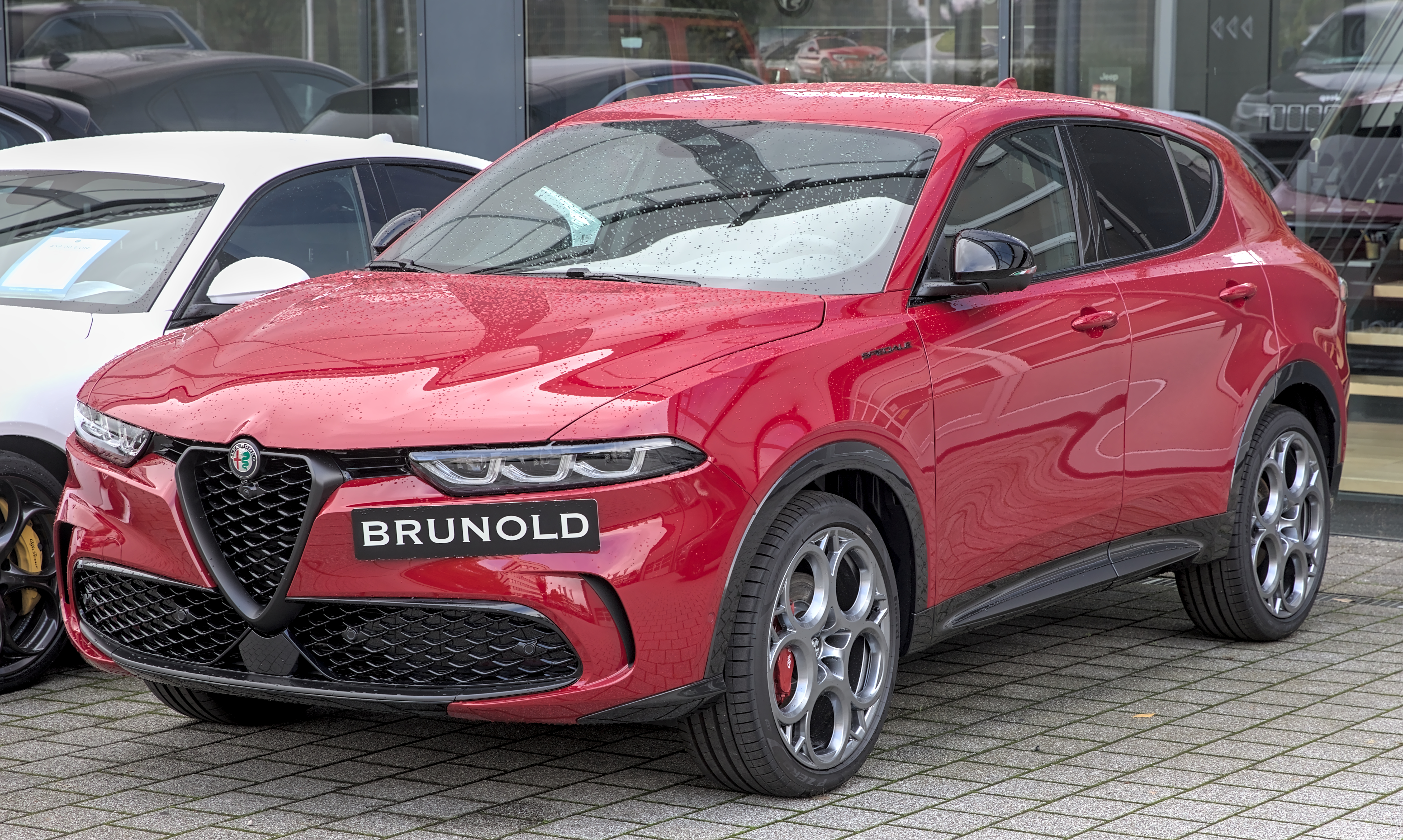
Tonale（2022–至今）
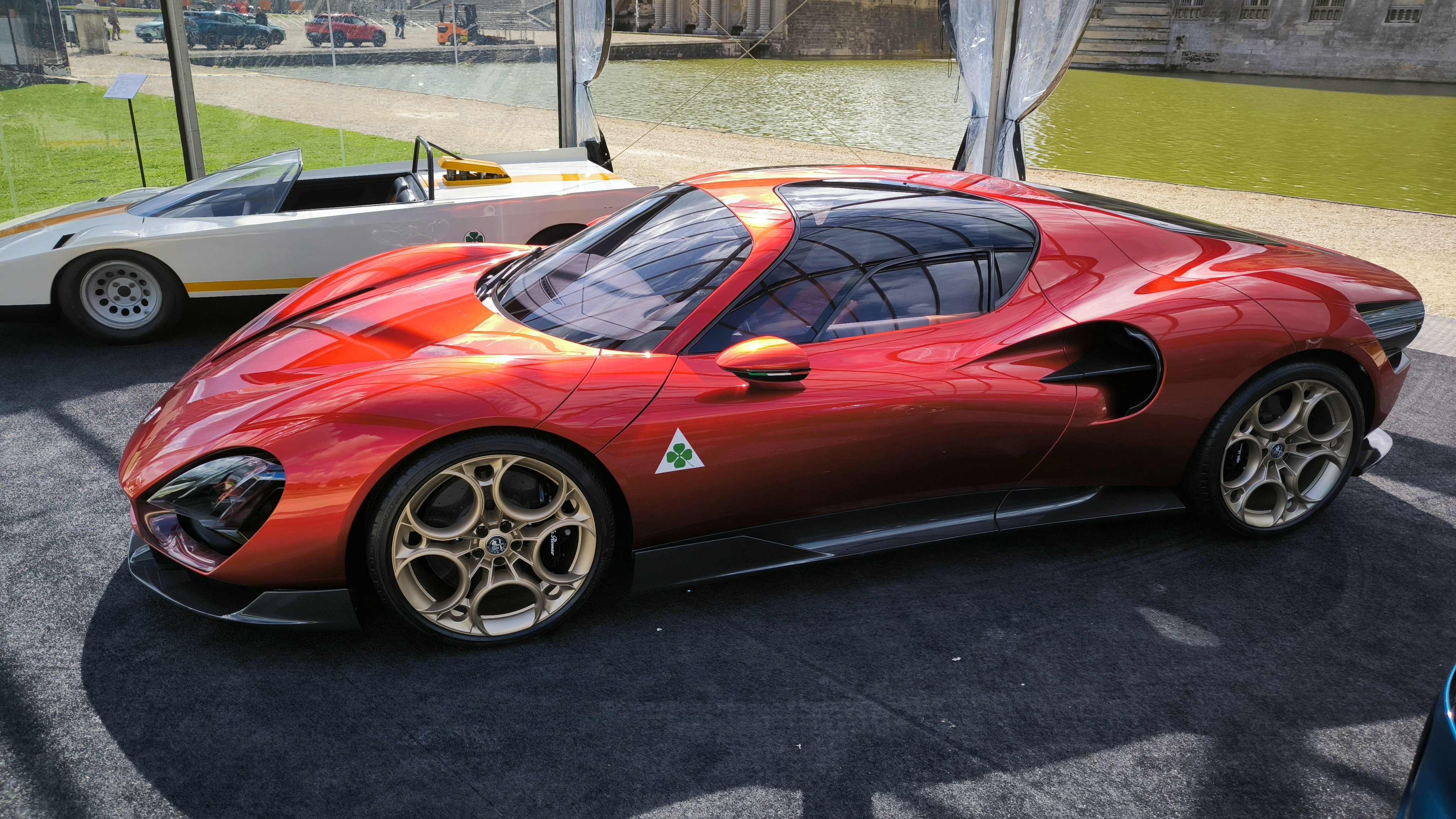
33 Stradale（2024–至今）
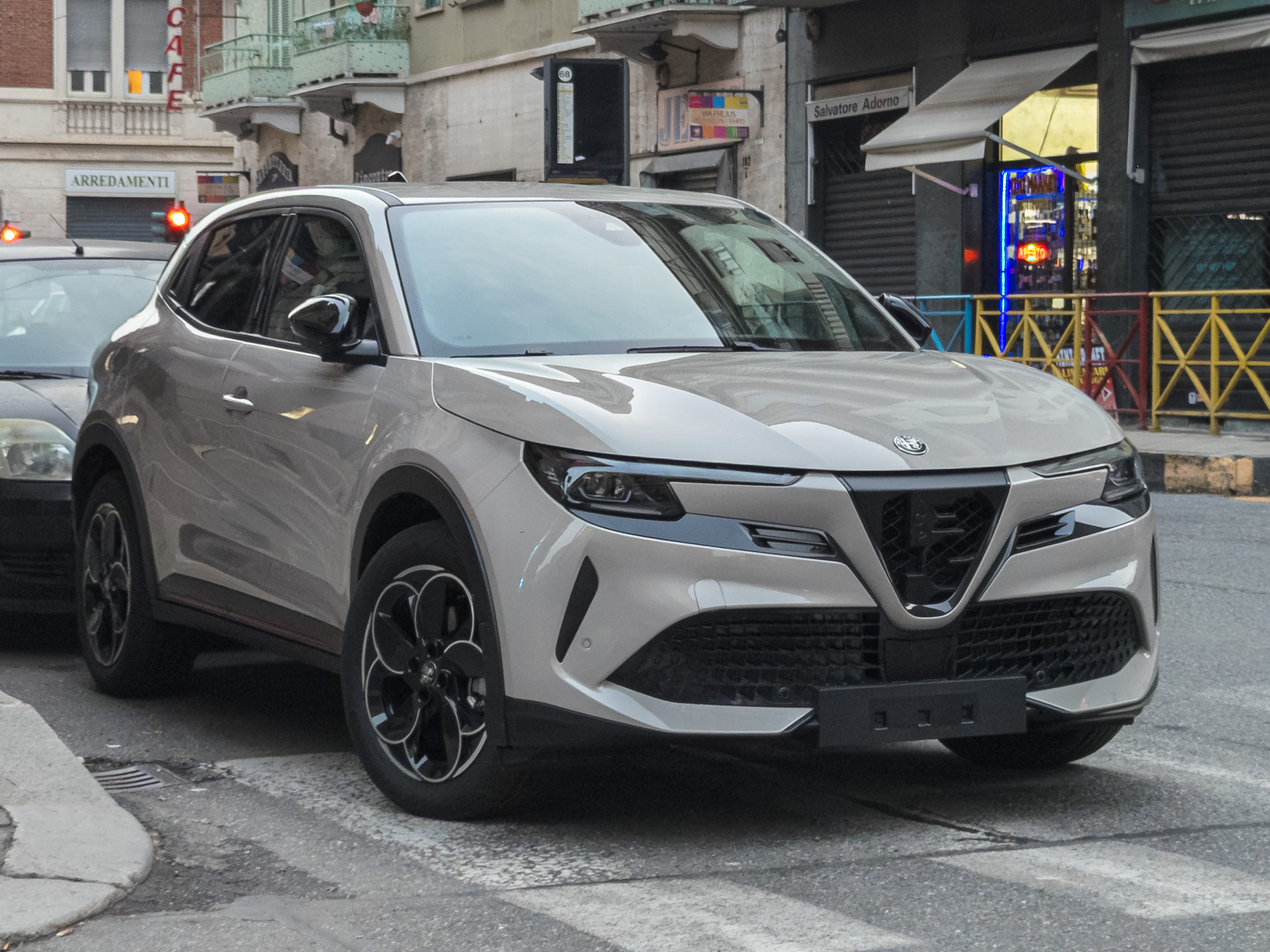
Junior（2024–至今）

### 历史车型
|      | 民用车型 | 赛车 |
| ---- | --- | --- |
| 1910 | 1910–1920 24 HP 1910–1911 12 HP 1911–1920 15 HP 1913–1922 40–60 HP | 1911 15 HP Corsa 1913 40–60 HP Corsa 1914 Grand Prix |

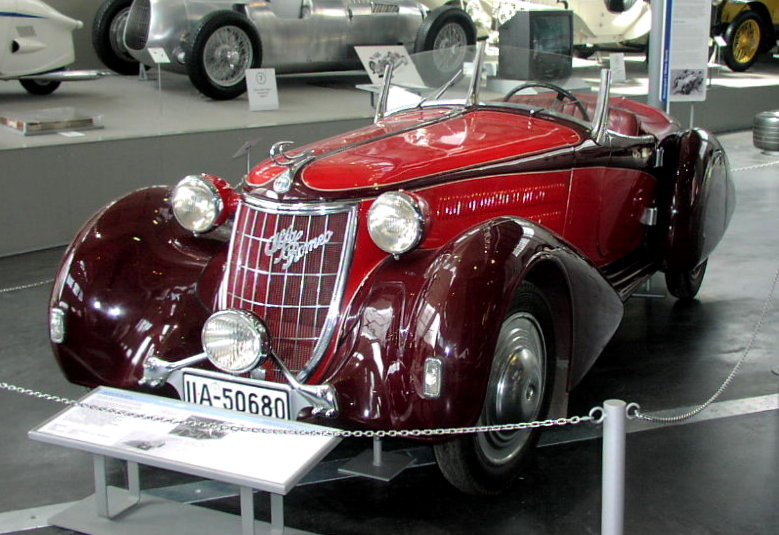
6C Gran Sport（1931）

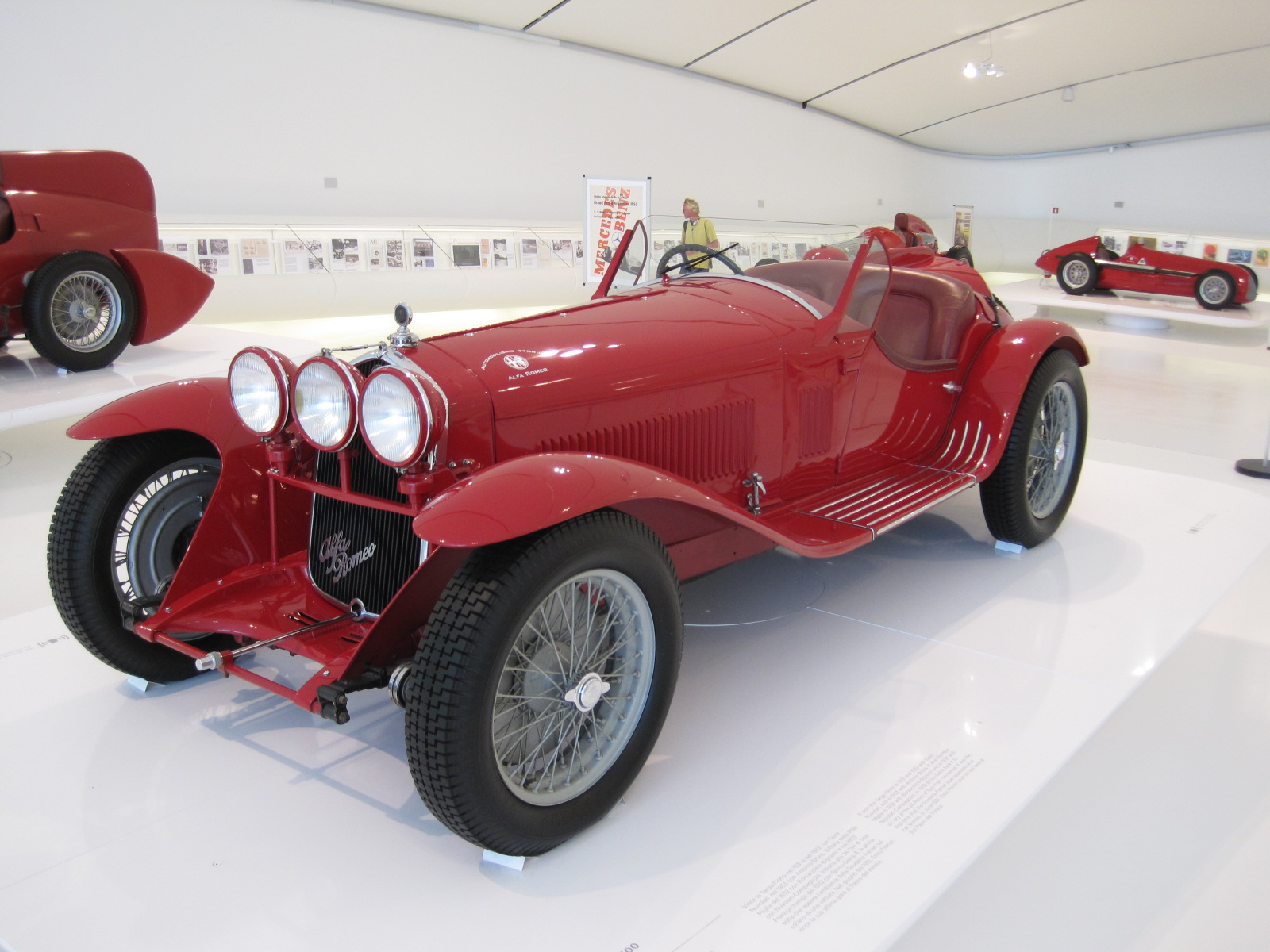
8C 2300（1931）

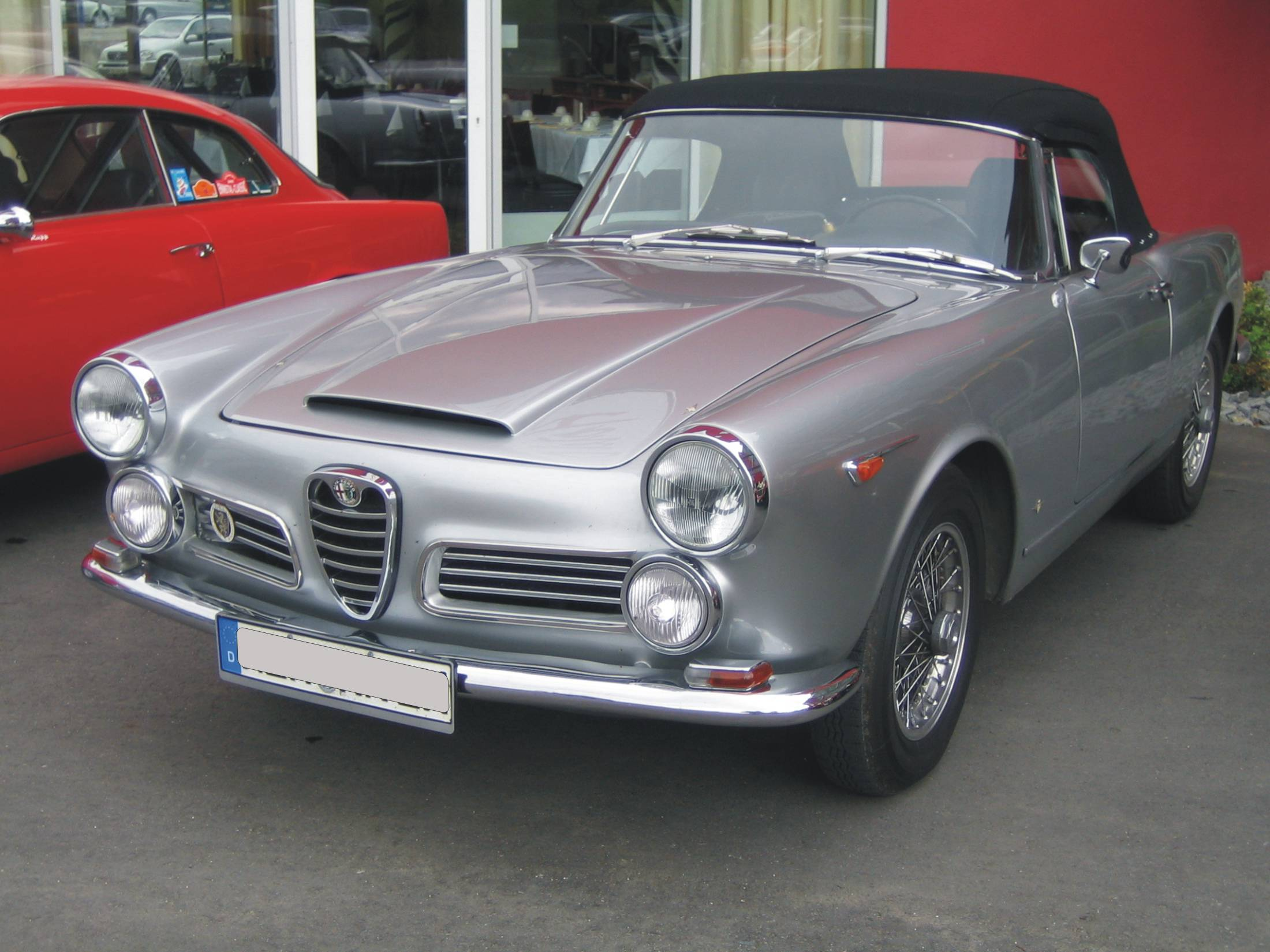
2600 Touring Spider（1961）

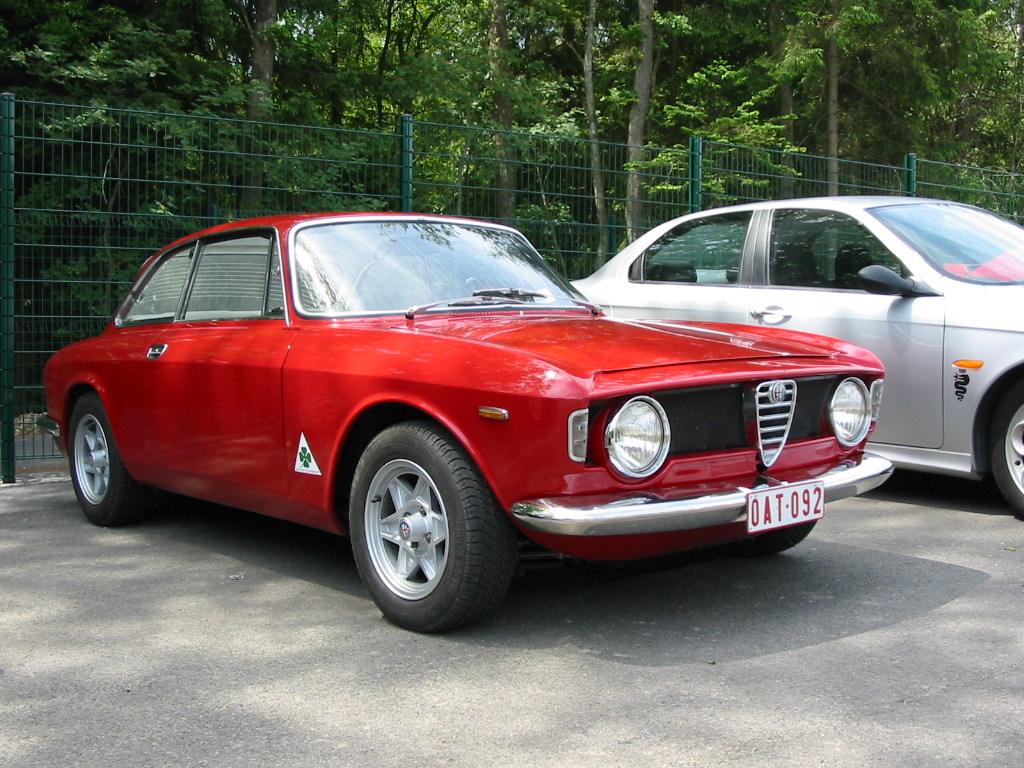
GT Junior（1965）（改装轮毂）

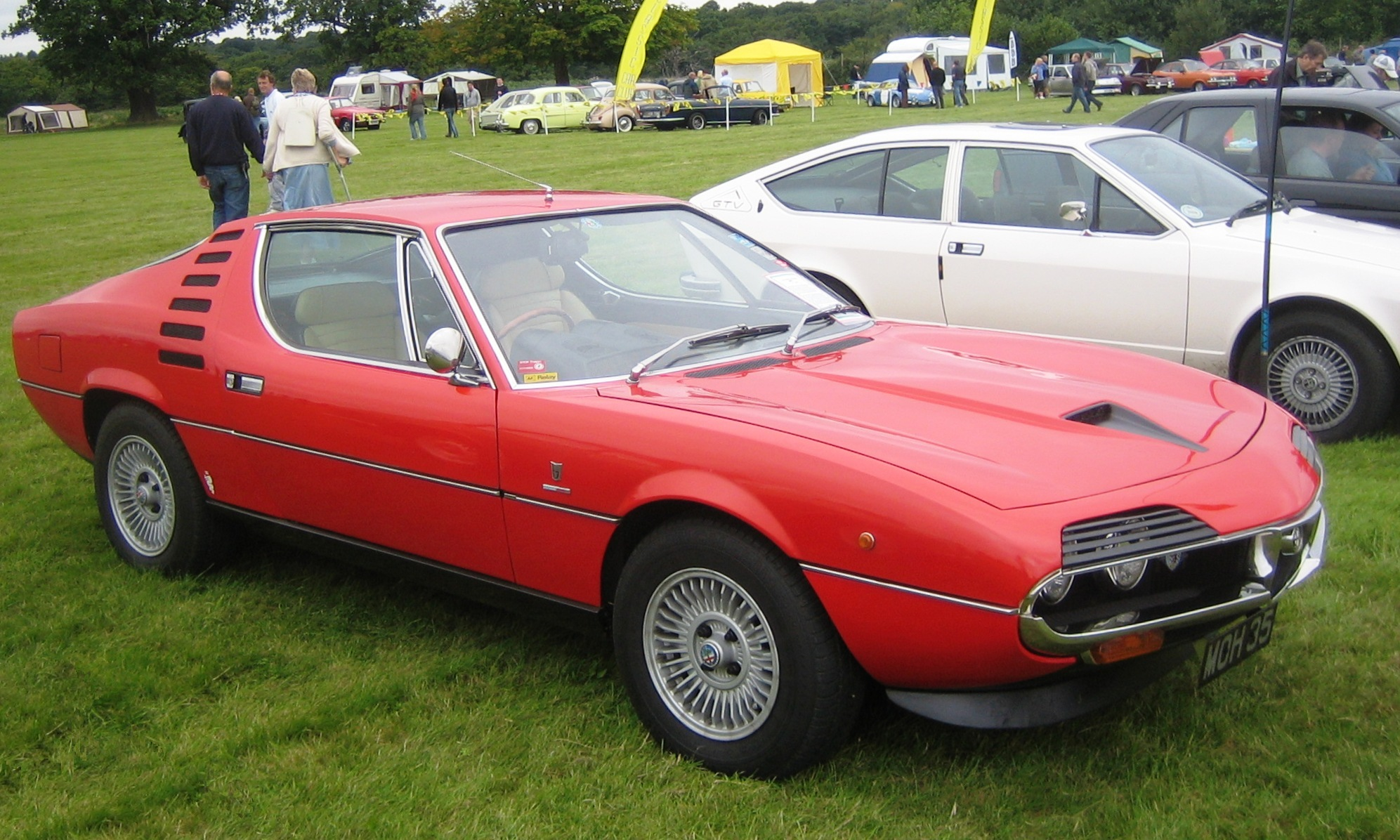
Montreal（1970）

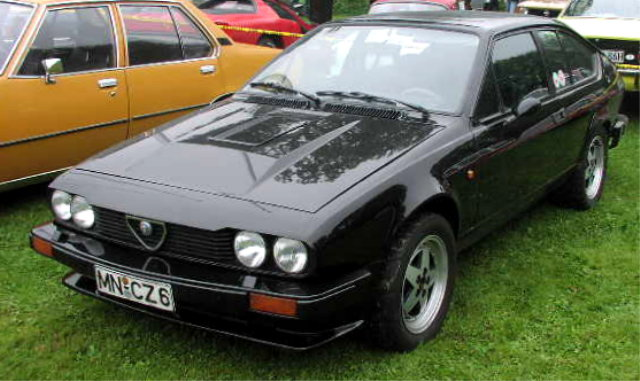
GTV6（1980）

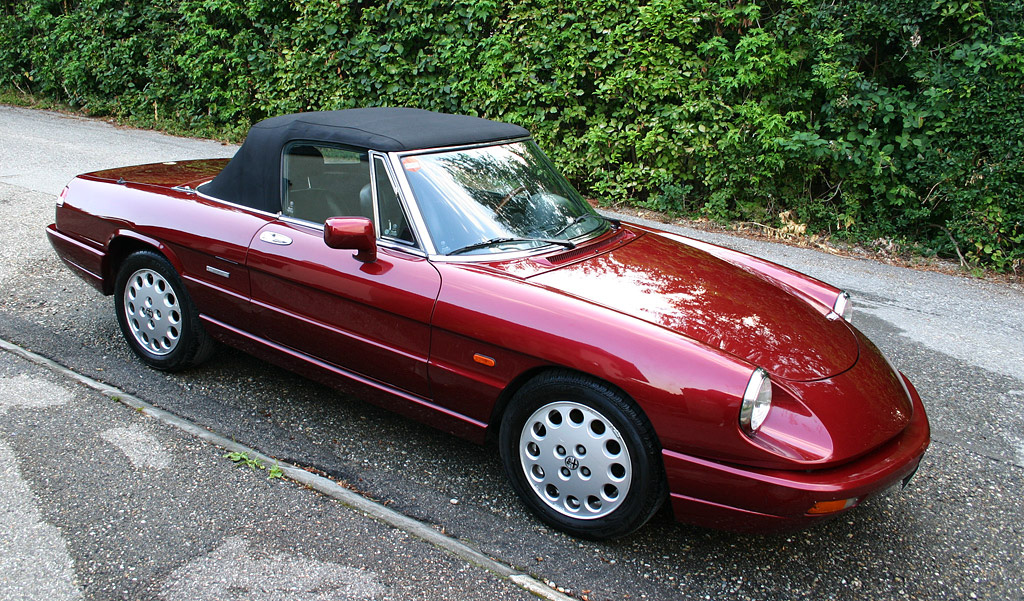
Spider（1992）

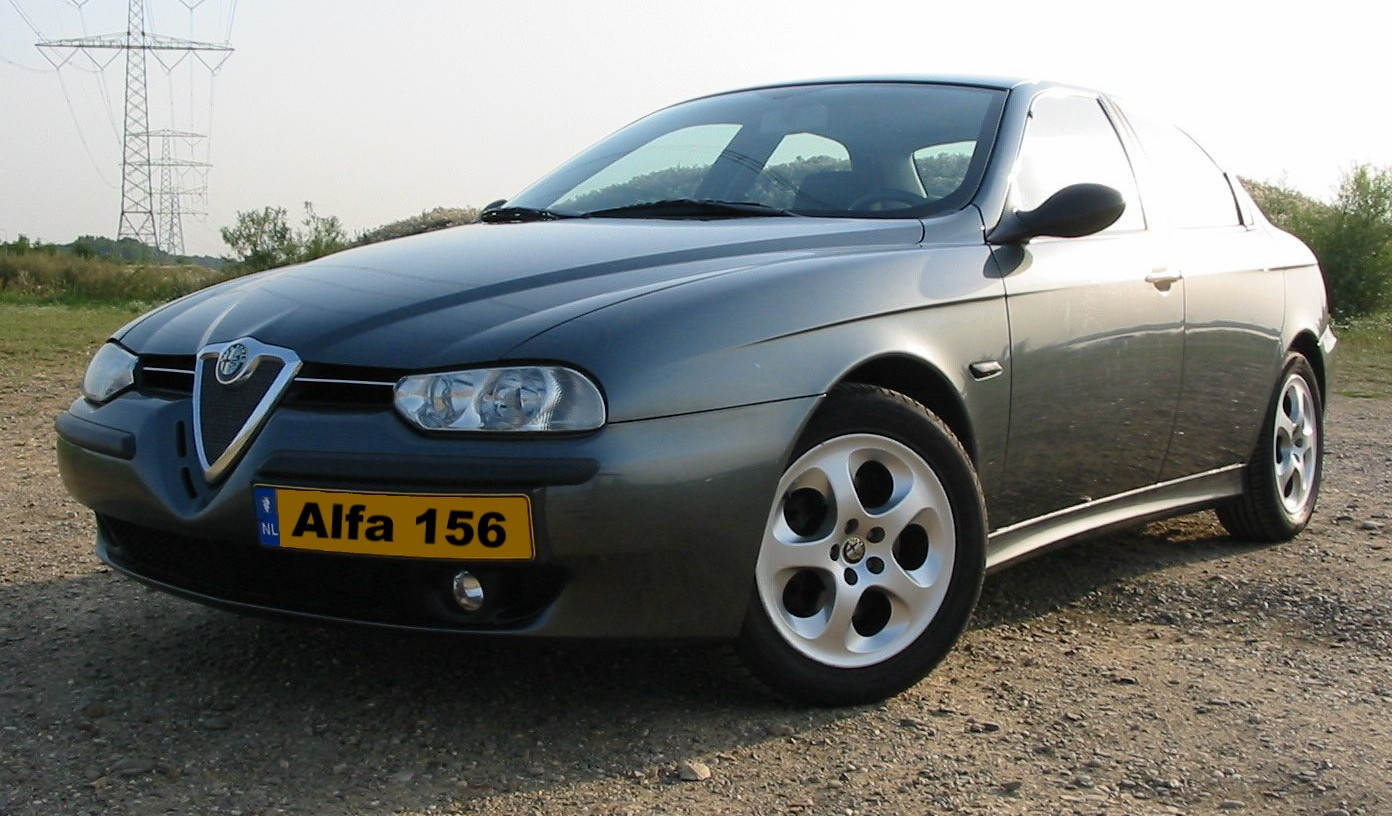
156（1997）

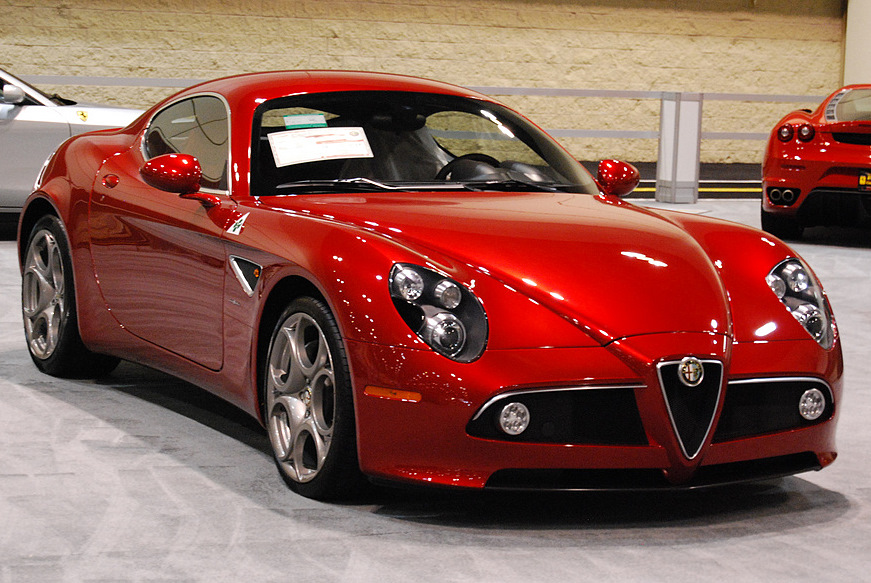
8C Competizione（2008）

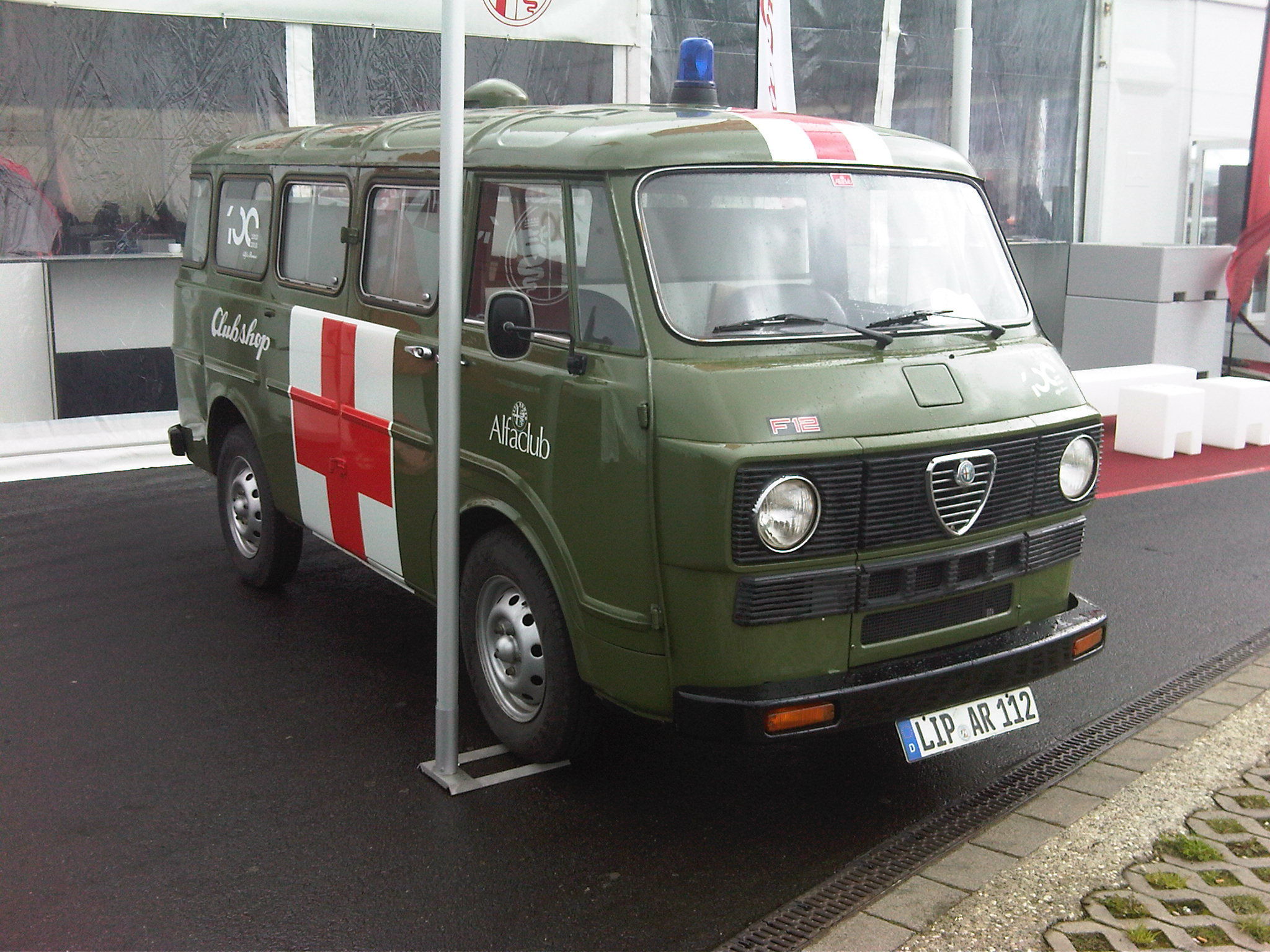
Autotutto F12救护车

| 1920 | 1921–1922 20–30 HP 1920–1921 G1 1921-1921 G2 1922–1927 RL 1923–1925 RM 1927–1929 6C 1500 1929–1933 6C 1750 | 1922 RL Super Sport 1923 RL Targa Florio 1923 P1 1924 P2 1928 6C 1500 MMS 1929 6C 1750 Super Sport |
| 1930 | 1931–1934 8C 2300 1933-1933 6C 1900 1934–1937 6C 2300 1935–1939 8C 2900 1939–1950 6C 2500 | 1931 Tipo A 1931 8C 2300 Monza 1932 Tipo B (P3) 1935 Bimotore 1935 8C 35 1935 8C 2900A 1936 12C 36 1937 12C 37 1937 6C 2300B Mille Miglia 1937 8C 2900B Mille Miglia 1938 308 1938 312 1938 316 1938 158 1939 6C 2500 Super Sport Corsa |
| 1940 | | 1948 6C 2500 Competizione |
| 1950 | 1950–1958 1900 1951–1953 Matta 1954–1962 Giulietta 1958–1962 2000 1959–1964 Dauphine | 1951 159 1952 6C 3000 CM |
| 1960 | 1962–1968 2600 1962–1976 Giulia Saloon 1963–1967 Giulia TZ 1963–1977 Giulia Sprint 1963–1966 Giulia Sprint Speciale 1965–1977 GT Junior 1965–1967 Gran Sport Quattroruote 1965–1971 GTA 1963–1965 Giulia Spider 1966–1993 Spider 1967–1969 33 Stradale 1967–1977 1750/2000 Berlina | 1960 Giulietta SZ 1963 Giulia TZ 1965 GTA 1965 Tipo 33 1968 33/2 1969 33/3 |
| 1970 | 1970–1977 Montreal 1972–1983 Alfasud 1972–1984 Alfetta saloon 1974–1987 Alfetta GT/GTV 1976–1989 Alfasud Sprint 1977–1985 Nuova Giulietta 1979–1986 Alfa 6 | 1972 33/4 1973 33TT12 1976 33SC12 1979 177 1979 179 |
| 1980 | 1983–1994 33 1984–1987 Arna 1984–1987 90 1985–1992 75 1987–1998 164 1989–1993 SZ/RZ | 1982 182 1983 183 1984 184 1985 185 |
| 1990 | 1992–1998 155 1994–2000 145 1995–2000 146 1993/4–2004 GTV/Spider 1996–2007 156 1996–2007 166 | 1992 155 GTA 1993 155 V6 TI 1998 156 D2 1999 GTV Cup |
| 2000 | 2000–2010 147 2007–2009 8C Competizione 2008–2010 8C Spider 2003–2010 GT 2005–2010 Brera 2004–2011 159 2006–2010 Spider 2008–2018 MiTo | 2002 156 GTA Super 2000 2003 156 Super 2000 2003 147 GTA Cup |
| 2010 | 2010–2020 Giulietta 2013–2019 4C 2015–2020 4C Spider | 2015 TCR/WTCR/BTCC Giulietta QV 2019 C38 |
| 2020 | | 2020 C39 2021 C41 2022 C42 2023 C43 |

#### 意大利宪兵、警察与政府用车
1960年代，阿尔法·罗密欧因专为意大利警方和宪兵（国家宪兵队）设计的车型闻名，包括"Giulia Super"和2600 Sprint GT。警用阿尔法·罗密欧（Polizia）的涂装为绿/蓝底配白色条纹与文字，昵称"Pantera"（黑豹）；宪兵车辆则为深蓝车身配白色车顶与红色条纹，昵称"Gazzella"（瞪羚），象征巡逻车的速度与敏捷。后来"Pantera"成为两家机构车辆的通用昵称，塑造了公众对其强硬、果决形象的认知。

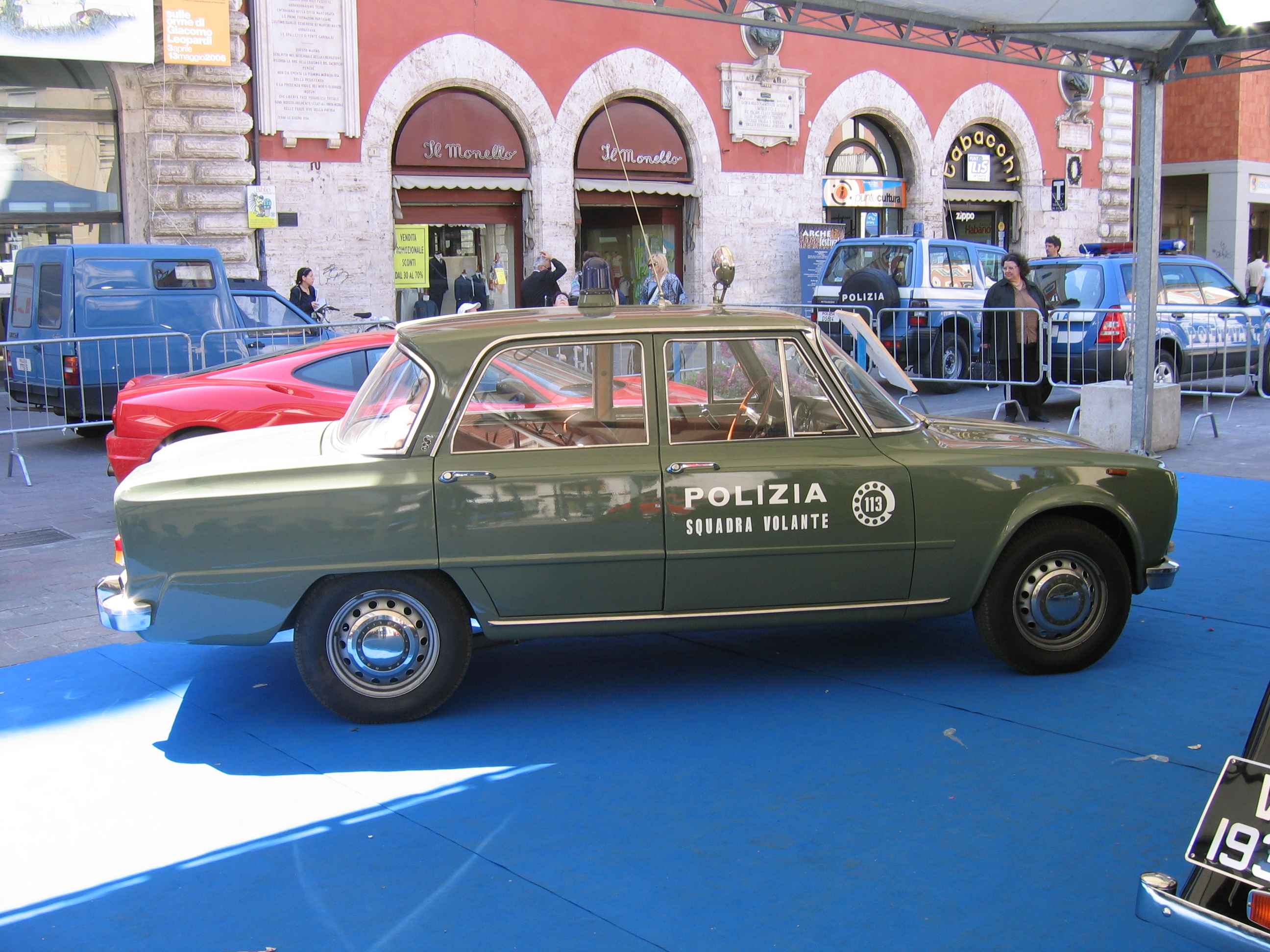
意大利国家警察 快速反应部队"黑豹"1971款阿尔法Giulia Super

此后，阿尔法·罗密欧始终是宪兵、高速公路警察（Polizia Autostradale）、财政警察（Guardia di Finanza）及常规警察（Polizia）的指定用车。以下阿尔法·罗密欧车型曾/现服役于意大利警队及政府：
• Alfa Romeo AR51
• 阿尔法·罗密欧Giulia
• 阿尔法·罗密欧Alfetta
• Alfa Romeo Giulietta
• 阿尔法·罗密欧33（仅国家警察使用）
• 阿尔法·罗密欧75
• 阿尔法·罗密欧164（公务车）
• 阿尔法·罗密欧155
• 阿尔法·罗密欧156
• 阿尔法·罗密欧166（公务车）
• 阿尔法·罗密欧159
• Alfa Romeo Giulietta
• Alfa Romeo Giulia（宪兵配备2台Giulia Quadrifoglio - 国家警察配备2台Giulia Veloce Q4）
自1960年代起，意大利总理的官方座驾一直选用阿尔法·罗密欧（近年新增玛莎拉蒂Quattroporte）。过去二十年中，164和166车型尤为常见。

### 卡车与轻型商用车

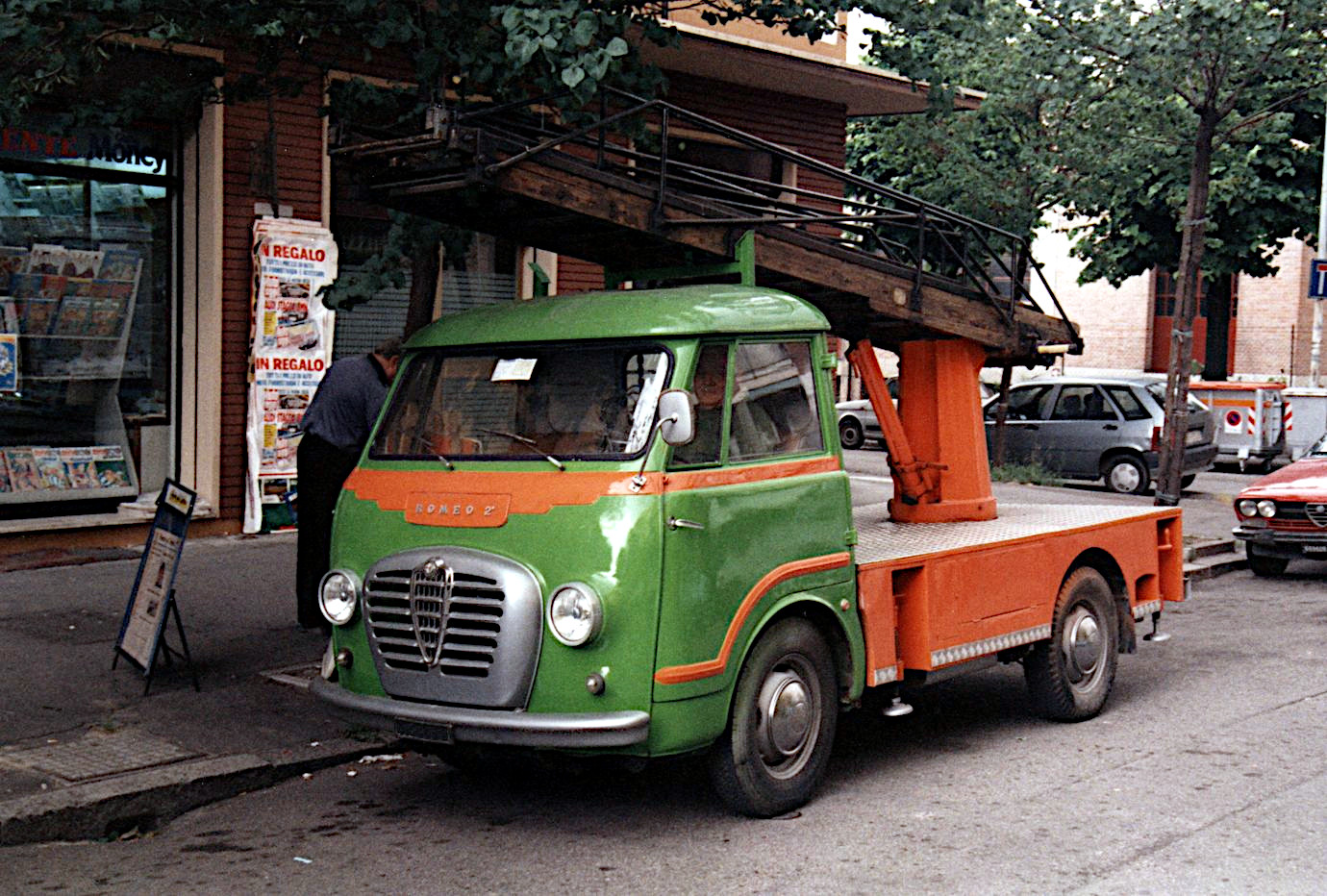
Romeo2轻型商用车

1930年，阿尔法·罗密欧在Büssing重型商用车基础上推出了轻型卡车。二战期间为意大利军队生产卡车（号称"35吨全地形"），后也为德国国防军供货。战后恢复商用车辆生产。
1960年代起，阿尔法·罗密欧与菲亚特、Saviem合作开发多款轻型卡车。1967年终止意大利本土重型商用车生产，但巴西子公司Fábrica Nacional de Motores仍以FNM品牌生产数年。最后的阿尔法·罗密欧厢式车为AR6和AR8，分别基于依维柯Daily和菲亚特Ducato第一代车型换标而来。公司还为意大利、拉丁美洲、瑞典、希腊、德国、土耳其及南非的公交系统生产无轨电车，后专注于乘用车制造。
轻型商用车
- Romeo（1954–1958）
- Romeo 2（至1966年）
- Romeo 3（1966）

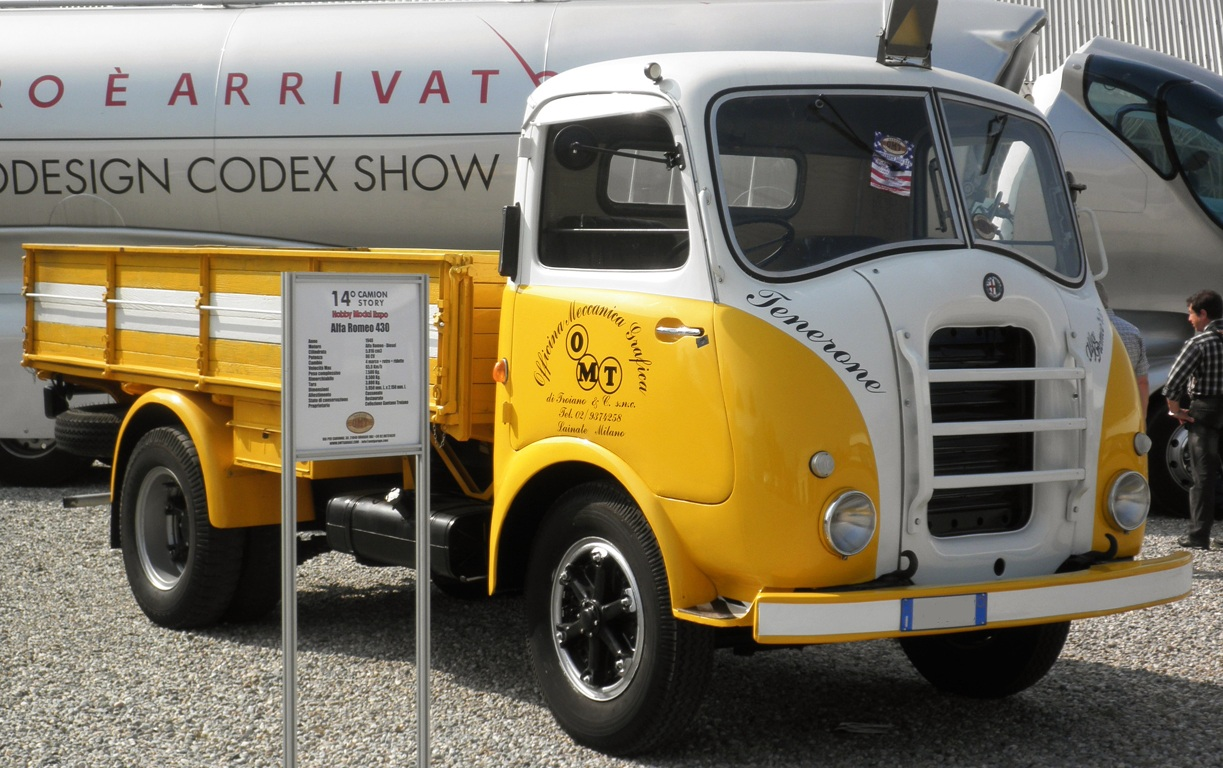
阿尔法·罗密欧430

- Alfa Romeo A11/F11（1954–1983）
- Alfa Romeo A12/F12
- AR8（基于第一代依维柯Daily）
- AR6（基于第一代菲亚特Ducato）
- 阿尔法·罗密欧F20（Saviem授权生产）

卡车
- 阿尔法·罗密欧50 "Biscione"（Büssing-NAG 50）/ 80（1931–1934）[55]
- 阿尔法·罗密欧85 / 110（1934 – 不详）
- 阿尔法·罗密欧350（1935 – 不详）
- 阿尔法·罗密欧430（1942–1950）[56]
- 阿尔法·罗密欧450/455（1947–1959）
- 阿尔法·罗密欧500（1937–1945）
- 阿尔法·罗密欧800（1940–1943）[56]
- 阿尔法·罗密欧900（1947–1954）
- 阿尔法·罗密欧950（1954–1958）
- 阿尔法·罗密欧Mille（Alfa Romeo 1000）（1958–1964）
- 阿尔法·罗密欧A15（Saviem授权）
- 阿尔法·罗密欧A19（Saviem授权）
- 阿尔法·罗密欧A38（Saviem授权）

巴士
- 阿尔法·罗密欧40A
- 阿尔法·罗密欧80A
- 阿尔法·罗密欧85A
- 阿尔法·罗密欧110A

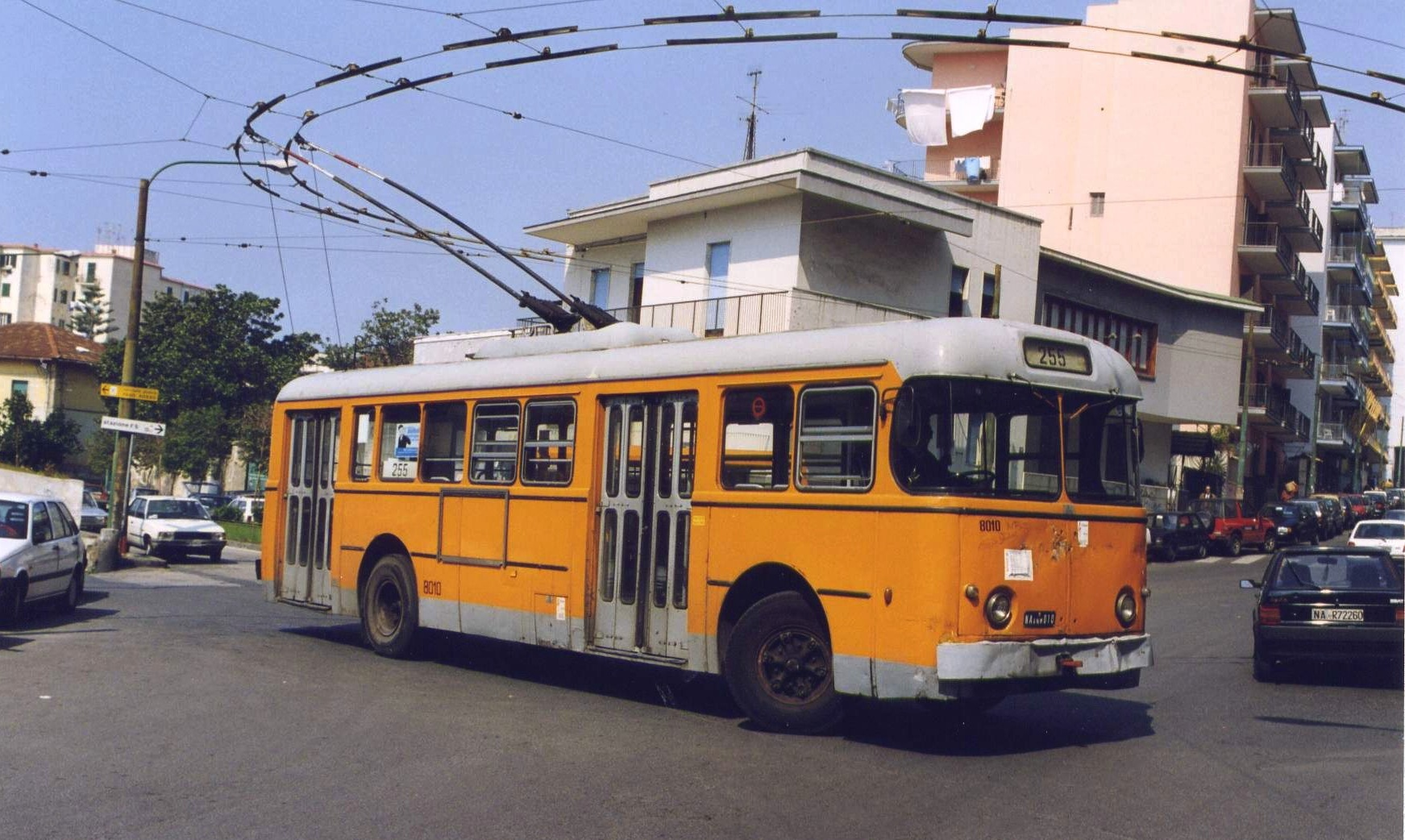
1961年阿尔法·罗密欧1000（Mille）Aerfer FI 711.2 OCREN 无轨电车，服役于那不勒斯ANM无轨电车系统

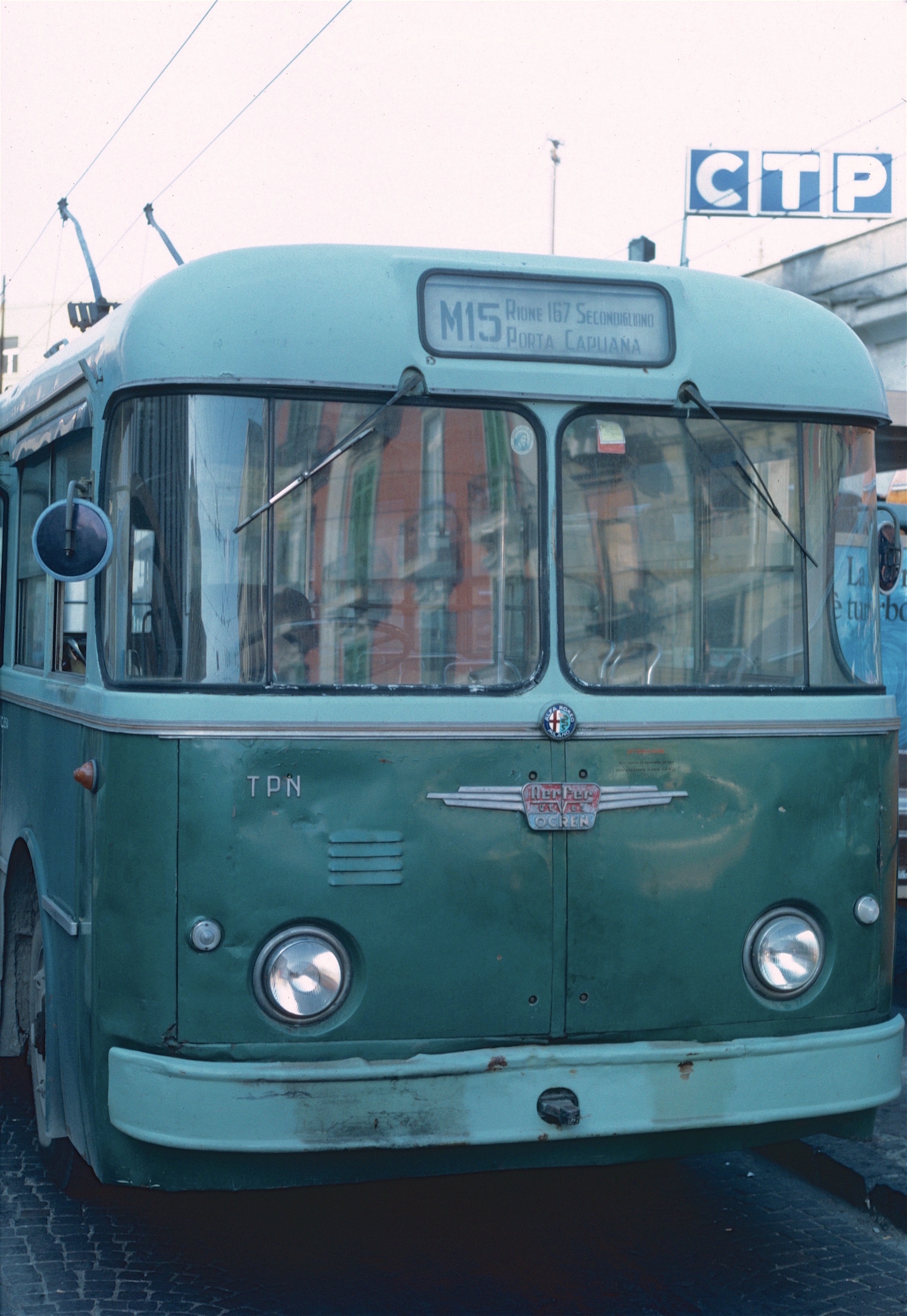
1962年阿尔法·罗密欧Mille AF无轨电车，前脸中央为标志性阿尔法·罗密欧徽章

- 阿尔法·罗密欧140A（1950–1958）
- 阿尔法·罗密欧150A（1958）
- 阿尔法·罗密欧430A（1949–1953）
- 阿尔法·罗密欧500A（1945–1948）
- 阿尔法·罗密欧800A
- 阿尔法·罗密欧900A（1953–1956）
- 阿尔法·罗密欧902A（1957–1959）
- 阿尔法·罗密欧950A
- 阿尔法·罗密欧Mille (巴士)（Alfa Romeo 1000）（1960–1964）

无轨电车
- 阿尔法·罗密欧85AF（1936–1940）
- 阿尔法·罗密欧110AF（1938）
- 阿尔法·罗密欧140AF（1949）
- 阿尔法·罗密欧800AF（1950–1954）
- 阿尔法·罗密欧900AF（1955–1957）
- 阿尔法·罗密欧911AF（1959–1960）
- 阿尔法·罗密欧Mille Aerfer（1960–1963）
- 阿尔法·罗密欧Mille AF（1959–1964）

## 其他項目

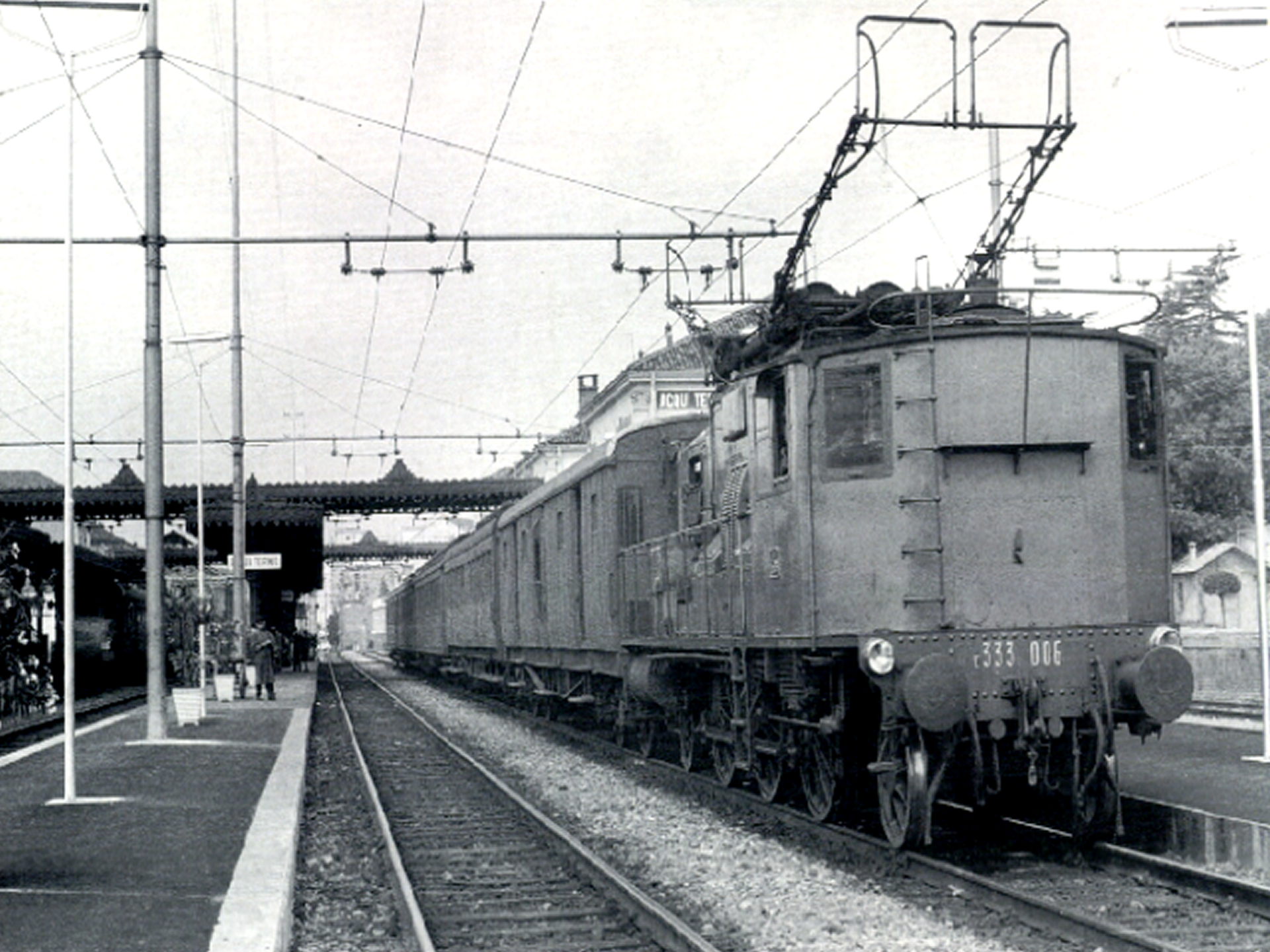
尼古拉·罗密欧公司在萨龙诺制造的FS E.333型机车

除乘用车外，阿尔法·罗密欧还曾生产赛车、商用车辆、铁路机车、拖拉机、公交车、有轨电车、压缩机、发电机，甚至电炊具，以及船用和航空发动机。

### 航空发动机

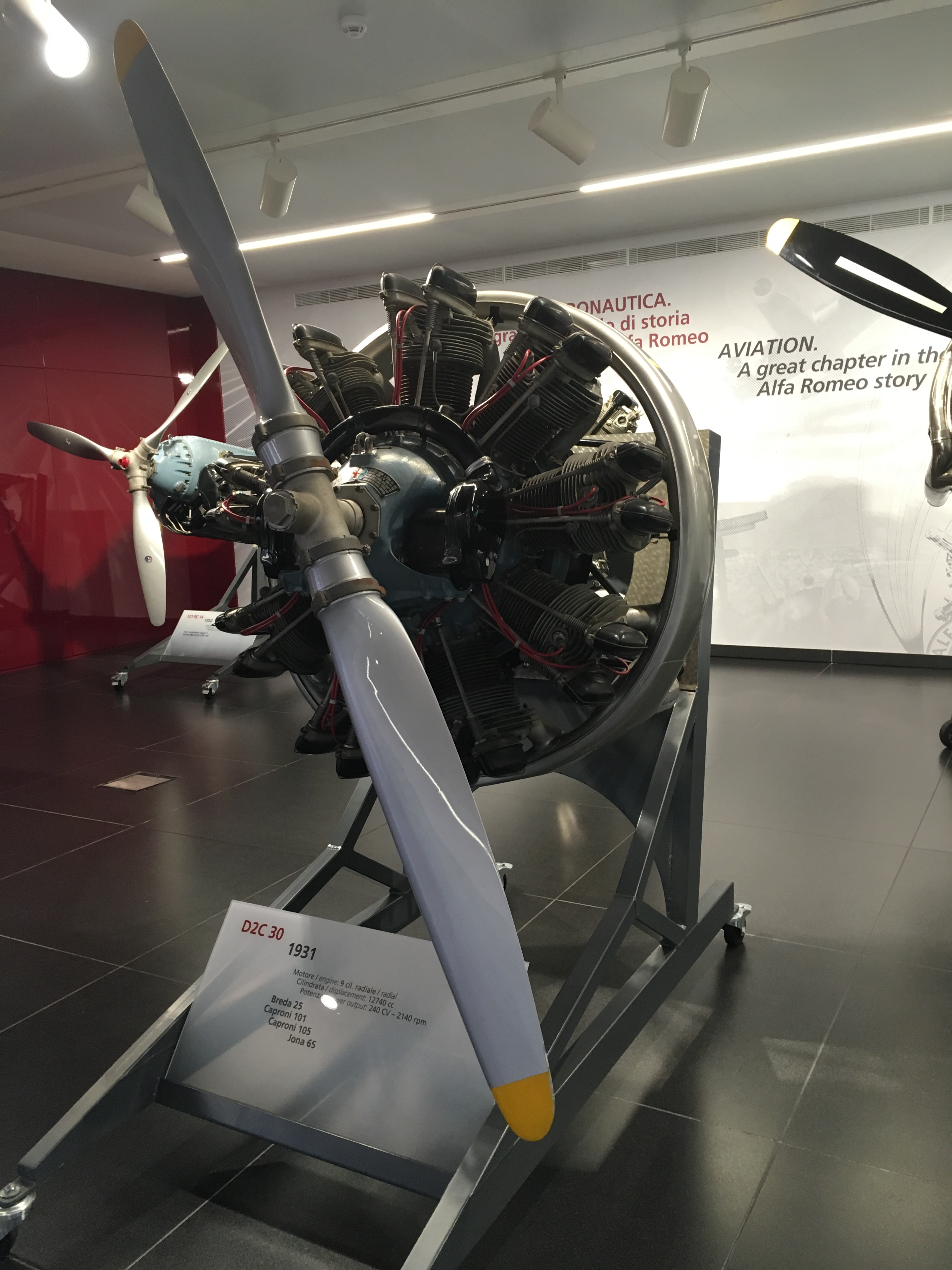
D2航空发动机

1910年，阿尔法发动机首次应用于Santoni-Franchini双翼飞机。1932年推出首款专用航空发动机D2（240马力），装备于Caproni 101 D2。1930年代其发动机大规模应用于SM.74、SM.75、SM.79、SM.81及Cant Z506B Airone等机型。1931年曾举办著名竞速赛，Tazio Nuvolari驾驶阿尔法·罗密欧8C 3000 Monza与Caproni Ca.100飞机对决。
二战期间，阿尔法·罗密欧生产了多款航空发动机，最著名的是授权生产的RA.1000 RC 41-I Monsone（戴姆勒-奔驰DB 601的意大利版），为意军装备Macchi C.202 Folgore等先进战斗机提供动力。战后为菲亚特、Aerfer和Ambrosini供应发动机，1960年代主要升级维护柯蒂斯-莱特、普惠、劳斯莱斯和通用电气的航空发动机。
该公司还研制了意大利首台涡轮螺旋桨发动机，装备于比奇空中国王。1988年航空部门出售给Aeritalia，1996年并入菲亚特航空。阿尔法航空还参与开发了NHI NH90直升机的T700-T6E1发动机。

### 航空发动机列表
- 阿尔法·罗密欧D2
- 阿尔法·罗密欧110
- 阿尔法·罗密欧115
- 阿尔法·罗密欧121
- 阿尔法·罗密欧125
- 阿尔法·罗密欧126
- 阿尔法·罗密欧128
- 阿尔法·罗密欧135
- 阿尔法·罗密欧Lynx
- 阿尔法·罗密欧Mercurius
- 阿尔法·罗密欧RA.1000
- 阿尔法·罗密欧RA-1050
- 阿尔法·罗密欧R.C.10
- 阿尔法·罗密欧R.C.34
- 阿尔法·罗密欧R.C.35
- 阿尔法·罗密欧AR.318

### 船舶发动机
1929年推出首款船用发动机。1937-1939年间取得显著成就：
(1938) 12缸(4.500排量) 121,710公里/小时

### 賽車運動
- 阿尔法·罗密欧 (F1)：2019年1月，阿尔法·罗密欧宣布将车队从薩伯車隊更名为阿尔法·罗密欧车队（Alfa Romeo Racing）。车队管理运营团队不变。

## 注
1. ↑  意大利历史上的一种公司形式。

## 外部連結
- 阿尔法·罗密欧官方網站 （页面存档备份，存于）